# Spisak epizoda serije Zabranjena ljubav
Zabranjena ljubav je prva hrvatska sapunica, snimana od 2004. do 2008. godine.
Prikazivanje prve sezone je počelo 25. oktobra 2004. godine, na tada novonastaloj RTL televiziji, a završilo se 1. jula 2005. godine. Druga sezona je emitovana od 5. septembra 2005. godine do 30. juna 2006. godine. Treća sezona je emitovana od 4. septembra 2006. godine do 29. juna 2007. godine. Četvrta sezona je emitovana od od 3. septembra 2007. godine do 3. aprila 2008. godine. Peta i poslednja sezona je emitovana od 3. oktobra do 3. novembra 2011. godine.
U aprilu 2008. godine RTL televizija je obavestila gledaoce da se snimanje sapunice obustavlja, te nakon nekoliko nedelja prekinula je emitovanje serije na 759. epizodi, od 805 koliko je ukupno snimljeno. Preostalih 46 epizoda u Hrvatskoj premijerno su prikazane tek 2011. godine na kanalu RTL 2.
Serija Zabranjena ljubav broji 5 sezona i 805 epizoda.

## Pregled
| Sezona | Sezona | Broj epizoda | Emitovanje         | Emitovanje         |
| Sezona | Sezona | Broj epizoda | Početak            | Kraj               |
| ------ | ------ | ------------ | ------------------ | ------------------ |
|        | 1      | 180          | 25. oktobar 2004.  | 1. jul 2005.       |
|        | 2      | 215          | 5. septembar 2005. | 30. jun 2006.      |
|        | 3      | 215          | 4. septembar 2006. | 29. jun 2007.      |
|        | 4      | 149          | 3. septembar 2007. | 3. april 2008.     |
|        | 5      | 46           | 10. oktobar 2009.  | 24. novembar 2009. |

## Epizode

### Sezona 1 (2004−05)
| Br. u seriji | Br. u sezoni | Naslov                                 | Reditelj           | Scenarista | Emitovanje         |
| ------------ | ------------ | -------------------------------------- | ------------------ | --- | ------------------ |
| 1            | 1            | Susret                                 | Berislav Makarović | Tomislav Car, Tomislav Hrpka, Ivan Kovač, Maja Milanović, Helena Skračić, Dorotea Vučić, Vanja Mikšić                                                           | 25. Oktobar 2004.  |
| 2            | 2            | Veza na pomolu                         | Berislav Makarović | Tomislav Car, Tomislav Hrpka, Ivan Kovač, Maja Milanović, Helena Skračić, Dorotea Vučić, Vanja Mikšić                                                           | 26. Oktobar 2004.  |
| 3            | 3            | Ubistvo                                | Berislav Makarović | Tomislav Car, Tomislav Hrpka, Ivan Kovač, Maja Milanović, Helena Skračić, Dorotea Vučić, Vanja Mikšić                                                           | 27. Oktobar 2004.  |
| 4            | 4            | Begunac                                | Berislav Makarović | Tomislav Car, Tomislav Hrpka, Ivan Kovač, Maja Milanović, Helena Skračić, Dorotea Vučić, Vanja Mikšić                                                           | 28. Oktobar 2004.  |
| 5            | 5            | Ukus ljubavi                           | Berislav Makarović | Tomislav Car, Tomislav Hrpka, Ivan Kovač, Maja Milanović, Helena Skračić, Dorotea Vučić, Vanja Mikšić                                                           | 29. Oktobar 2004.  |
| 6            | 6            | Čovek koji je došao na večeru (1. deo) | Karmen Baša        | Tomislav Car, Tomislav Hrpka, Ivan Kovač, Maja Milanović, Helena Skračić, Dorotea Vučić, Vanja Mikšić                                                           | 1. Novembar 2004.  |
| 7            | 7            | Čovek koji je došao na večeru (2. deo) | Karmen Baša        | Tomislav Car, Tomislav Hrpka, Ivan Kovač, Maja Milanović, Helena Skračić, Dorotea Vučić, Vanja Mikšić                                                           | 2. Novembar 2004.  |
| 8            | 8            | Bogatstvo i skromnost                  | Karmen Baša        | Tomislav Car, Tomislav Hrpka, Ivan Kovač, Maja Milanović, Helena Skračić, Dorotea Vučić, Vanja Mikšić                                                           | 3. Novembar 2004.  |
| 9            | 9            | Odluka                                 | Karmen Baša        | Tomislav Car, Tomislav Hrpka, Ivan Kovač, Maja Milanović, Helena Skračić, Dorotea Vučić, Vanja Mikšić                                                           | 4. Novembar 2004.  |
| 10           | 10           | Tajne                                  | Karmen Baša        | Tomislav Car, Tomislav Hrpka, Ivan Kovač, Maja Milanović, Helena Skračić, Dorotea Vučić, Vanja Mikšić                                                           | 5. Novembar 2004.  |
| 11           | 11           | Znamo sve                              | Milivoj Puhlovski  | Tomislav Car, Tomislav Hrpka, Ivan Kovač, Maja Milanović, Helena Skračić, Dorotea Vučić, Vanja Mikšić                                                           | 8. Novembar 2004.  |
| 12           | 12           | Nevinost                               | Milivoj Puhlovski  | Tomislav Car, Tomislav Hrpka, Ivan Kovač, Maja Milanović, Helena Skračić, Dorotea Vučić, Vanja Mikšić                                                           | 9. Novembar 2004.  |
| 13           | 13           | Skrivanje                              | Milivoj Puhlovski  | Tomislav Car, Tomislav Hrpka, Ivan Kovač, Maja Milanović, Helena Skračić, Dorotea Vučić, Vanja Mikšić                                                           | 10. Novembar 2004. |
| 14           | 14           | Boni i Klajd                           | Milivoj Puhlovski  | Tomislav Car, Tomislav Hrpka, Ivan Kovač, Maja Milanović, Helena Skračić, Dorotea Vučić, Vanja Mikšić                                                           | 11. Novembar 2004. |
| 15           | 15           | Pas i džukela                          | Milivoj Puhlovski  | Tomislav Car, Tomislav Hrpka, Ivan Kovač, Maja Milanović, Helena Skračić, Dorotea Vučić, Vanja Mikšić                                                           | 12. Novembar 2004. |
| 16           | 16           | Preokret                               | Boštjan Vrhovec    | Tomislav Car, Tomislav Hrpka, Ivan Kovač, Maja Milanović, Helena Skračić, Dorotea Vučić, Vanja Mikšić                                                           | 15. Novembar 2004. |
| 17           | 17           | Pismo                                  | Boštjan Vrhovec    | Tomislav Car, Tomislav Hrpka, Ivan Kovač, Maja Milanović, Helena Skračić, Dorotea Vučić, Vanja Mikšić                                                           | 16. Novembar 2004. |
| 18           | 18           | DCT                                    | Bostjan Vrhovec    | Tomislav Car, Tomislav Hrpka, Ivan Kovač, Maja Milanović, Helena Skračić, Dorotea Vučić, Vanja Mikšić                                                           | 17. Novembar 2004. |
| 19           | 19           | Prijem i druge stvari                  | Bostjan Vrhovec    | Tomislav Car, Tomislav Hrpka, Ivan Kovač, Maja Milanović, Helena Skračić, Dorotea Vučić, Vanja Mikšić                                                           | 18. Novembar 2004. |
| 20           | 20           | U predvečerje venčanja (1. deo)        | Bostjan Vrhovec    | Tomislav Car, Tomislav Hrpka, Ivan Kovač, Maja Milanović, Helena Skračić, Dorotea Vučić, Vanja Mikšić                                                           | 19. Novembar 2004. |
| 21           | 21           | U predvečerje venčanja (2. deo)        | Berislav Makarović | Tomislav Car, Tomislav Hrpka, Ivan Kovač, Maja Milanović, Helena Skračić, Dorotea Vučić, Vanja Mikšić                                                           | 22. Novembar 2004. |
| 22           | 22           | Mali svet                              | Berislav Makarović | Tomislav Car, Tomislav Hrpka, Ivan Kovač, Maja Milanović, Helena Skračić, Dorotea Vučić, Vanja Mikšić                                                           | 23. Novembar 2004. |
| 23           | 23           | Ljubavni jadi                          | Berislav Makarović | Tomislav Car, Tomislav Hrpka, Ivan Kovač, Maja Milanović, Helena Skračić, Dorotea Vučić, Vanja Mikšić                                                           | 24. Novembar 2004. |
| 24           | 24           | Zavisnost, prefinjenost i osetljivost  | Berislav Makarović | Tomislav Car, Tomislav Hrpka, Ivan Kovač, Maja Milanović, Helena Skračić, Dorotea Vučić, Vanja Mikšić                                                           | 25. Novembar 2004. |
| 25           | 25           | Prsten, steroidi i skrivanje           | Berislav Makarović | Tomislav Car, Tomislav Hrpka, Ivan Kovač, Maja Milanović, Helena Skračić, Dorotea Vučić, Vanja Mikšić                                                           | 26. Novembar 2004. |
| 26           | 26           | Sunovrat                               | Karmen Baša        | Tomislav Hrpka, Ivan Kovač, Maja Milanović, Helena Skračić, Dorotea Vučić, Vanja Mikšić                                                                         | 29. Novembar 2004. |
| 27           | 27           | Istina                                 | Karmen Baša        | Tomislav Hrpka, Ivan Kovač, Maja Milanović, Helena Skračić, Dorotea Vučić, Vanja Mikšić                                                                         | 30. Novembar 2004. |
| 28           | 28           | Novi dan                               | Karmen Baša        | Tomislav Hrpka, Ivan Kovač, Maja Milanović, Helena Skračić, Dorotea Vučić, Vanja Mikšić                                                                         | 1. Decembar 2004.  |
| 29           | 29           | Posao                                  | Karmen Baša        | Tomislav Hrpka, Ivan Kovač, Maja Milanović, Helena Skračić, Dorotea Vučić, Vanja Mikšić                                                                         | 2. Decembar 2004.  |
| 30           | 30           | Pirsing itd.                           | Karmen Baša        | Tomislav Hrpka, Ivan Kovač, Maja Milanović, Helena Skračić, Dorotea Vučić, Vanja Mikšić                                                                         | 3. Decembar 2004.  |
| 31           | 31           | Šta valja, a šta ne valja              | Milivoj Puhlovski  | Tomislav Hrpka, Ivan Kovač, Maja Milanović, Helena Skračić, Dorotea Vučić, Vanja Mikšić                                                                         | 6. Decembar 2004.  |
| 32           | 32           | U vinu je istina                       | Milivoj Puhlovski  | Tomislav Hrpka, Ivan Kovač, Maja Milanović, Helena Skračić, Dorotea Vučić, Vanja Mikšić                                                                         | 7. Decembar 2004.  |
| 33           | 33           | Andrejev identitet (1. deo)            | Milivoj Puhlovski  | Tomislav Hrpka, Ivan Kovač, Maja Milanović, Helena Skračić, Dorotea Vučić, Vanja Mikšić                                                                         | 8. Decembar 2004.  |
| 34           | 34           | Andrejev identitet (2. deo)            | Milivoj Puhlovski  | Tomislav Hrpka, Ivan Kovač, Maja Milanović, Helena Skračić, Dorotea Vučić, Vanja Mikšić                                                                         | 9. Decembar 2004.  |
| 35           | 35           | Hladnokrvni ubica                      | Milivoj Puhlovski  | Tomislav Hrpka, Ivan Kovač, Maja Milanović, Helena Skračić, Dorotea Vučić, Vanja Mikšić                                                                         | 10. Decembar 2004. |
| 36           | 36           | Dramatičan obrt                        | Boštjan Vrhovec    | Nikolina Čuljak, Tomislav Hrpka, Ivan Kovač, Irena Krčelić, Maja Milanović, Helena Skračić, Dorotea Vučić, Vanja Mikšić                                         | 13. Decembar 2004. |
| 37           | 37           | Nestala                                | Boštjan Vrhovec    | Nikolina Čuljak, Tomislav Hrpka, Ivan Kovač, Irena Krčelić, Maja Milanović, Helena Skračić, Dorotea Vučić, Vanja Mikšić                                         | 14. Decembar 2004. |
| 38           | 38           | Šok                                    | Boštjan Vrhovec    | Nikolina Čuljak, Tomislav Hrpka, Ivan Kovač, Irena Krčelić, Maja Milanović, Helena Skračić, Dorotea Vučić, Vanja Mikšić                                         | 15. Decembar 2004. |
| 39           | 39           | Kad se skoro sve vrati na staro        | Boštjan Vrhovec    | Nikolina Čuljak, Tomislav Hrpka, Ivan Kovač, Irena Krčelić, Maja Milanović, Helena Skračić, Dorotea Vučić, Vanja Mikšić                                         | 16. Decembar 2004. |
| 40           | 40           | Mačke                                  | Boštjan Vrhovec    | Nikolina Čuljak, Tomislav Hrpka, Ivan Kovač, Irena Krčelić, Maja Milanović, Helena Skračić, Dorotea Vučić, Vanja Mikšić                                         | 17. Decembar 2004. |
| 41           | 41           | Životne priče                          | Berislav Makarović | Nikolina Čuljak, Tomislav Hrpka, Ivan Kovač, Irena Krčelić, Maja Milanović, Helena Skračić, Dorotea Vučić, Vanja Mikšić                                         | 20. Decembar 2004. |
| 42           | 42           | Izazov                                 | Berislav Makarović | Nikolina Čuljak, Tomislav Hrpka, Ivan Kovač, Irena Krčelić, Maja Milanović, Helena Skračić, Dorotea Vučić, Vanja Mikšić                                         | 21. Decembar 2004. |
| 43           | 43           | Izbačeni iz takta                      | Berislav Makarović | Nikolina Čuljak, Tomislav Hrpka, Ivan Kovač, Irena Krčelić, Maja Milanović, Helena Skračić, Dorotea Vučić, Vanja Mikšić                                         | 22. Decembar 2004. |
| 44           | 44           | Velika frka                            | Berislav Makarović | Nikolina Čuljak, Tomislav Hrpka, Ivan Kovač, Irena Krčelić, Maja Milanović, Helena Skračić, Dorotea Vučić, Vanja Mikšić                                         | 23. Decembar 2004. |
| 45           | 45           | Deca                                   | Berislav Makarović | Nikolina Čuljak, Tomislav Hrpka, Ivan Kovač, Irena Krčelić, Maja Milanović, Helena Skračić, Dorotea Vučić, Vanja Mikšić                                         | 24. Decembar 2004. |
| 46           | 46           | Kad u oči lažeš                        | Jure Pervanje      | Nikolina Čuljak, Tomislav Hrpka, Ivan Kovač, Irena Krčelić, Maja Milanović, Helena Skračić, Dorotea Vučić, Vanja Mikšić                                         | 27. Decembar 2004. |
| 47           | 47           | Romansa, kampanja i zatvor             | Jure Pervanje      | Nikolina Čuljak, Tomislav Hrpka, Ivan Kovač, Irena Krčelić, Maja Milanović, Helena Skračić, Dorotea Vučić, Vanja Mikšić                                         | 28. Decembar 2004. |
| 48           | 48           | Sve je dobro što se dobro svrši        | Jure Pervanje      | Nikolina Čuljak, Tomislav Hrpka, Ivan Kovač, Irena Krčelić, Maja Milanović, Helena Skračić, Dorotea Vučić, Vanja Mikšić                                         | 29. Decembar 2004. |
| 49           | 49           | Povišene emocije                       | Jure Pervanje      | Nikolina Čuljak, Tomislav Hrpka, Ivan Kovač, Irena Krčelić, Maja Milanović, Helena Skračić, Dorotea Vučić, Vanja Mikšić                                         | 30. Decembar 2004. |
| 50           | 50           | Ozbiljne situacije (1. deo)            | Jure Pervanje      | Nikolina Čuljak, Tomislav Hrpka, Ivan Kovač, Irena Krčelić, Maja Milanović, Helena Skračić, Dorotea Vučić, Vanja Mikšić                                         | 31. Decembar 2004. |
| 51           | 51           | Ozbiljne situacije (2. deo)            | Milivoj Puhlovski  | Nikolina Čuljak, Tomislav Hrpka, Ivan Kovač, Irena Krčelić, Maja Milanović, Helena Skračić, Dorotea Vučić, Vanja Mikšić                                         | 3. Januar 2005.    |
| 52           | 52           | Povišenije emocije                     | Milivoj Puhlovski  | Nikolina Čuljak, Tomislav Hrpka, Ivan Kovač, Irena Krčelić, Maja Milanović, Helena Skračić, Dorotea Vučić, Vanja Mikšić                                         | 4. Januar 2005.    |
| 53           | 53           | Plakati                                | Milivoj Puhlovski  | Nikolina Čuljak, Tomislav Hrpka, Ivan Kovač, Irena Krčelić, Maja Milanović, Helena Skračić, Dorotea Vučić, Vanja Mikšić                                         | 5. Januar 2005.    |
| 54           | 54           | Zlo i naopako (1. deo)                 | Milivoj Puhlovski  | Nikolina Čuljak, Tomislav Hrpka, Ivan Kovač, Irena Krčelić, Maja Milanović, Helena Skračić, Dorotea Vučić, Vanja Mikšić                                         | 6. Januar 2005.    |
| 55           | 55           | Zlo i naopako (2. deo)                 | Milivoj Puhlovski  | Nikolina Čuljak, Tomislav Hrpka, Ivan Kovač, Irena Krčelić, Maja Milanović, Helena Skračić, Dorotea Vučić, Vanja Mikšić                                         | 7. Januar 2005.    |
| 56           | 56           | Dijagnoza: Bolesnica                   | Boštjan Vrhovec    | Nikolina Čuljak, Tomislav Hrpka, Ivan Kovač, Irena Krčelić, Maja Milanović, Helena Skračić, Dorotea Vučić, Vanja Mikšić                                         | 10. Januar 2005.   |
| 57           | 57           | Mladi par beži u noć                   | Boštjan Vrhovec    | Nikolina Čuljak, Tomislav Hrpka, Ivan Kovač, Irena Krčelić, Maja Milanović, Helena Skračić, Dorotea Vučić, Vanja Mikšić                                         | 11. Januar 2005.   |
| 58           | 58           | Kad istina pukne pred očima            | Boštjan Vrhovec    | Nikolina Čuljak, Tomislav Hrpka, Ivan Kovač, Irena Krčelić, Maja Milanović, Helena Skračić, Dorotea Vučić, Vanja Mikšić                                         | 12. Januar 2005.   |
| 59           | 59           | Istina, izazov, laž                    | Boštjan Vrhovec    | Nikolina Čuljak, Tomislav Hrpka, Ivan Kovač, Irena Krčelić, Maja Milanović, Helena Skračić, Dorotea Vučić, Vanja Mikšić                                         | 13. Januar 2005.   |
| 60           | 60           | Brige                                  | Boštjan Vrhovec    | Nikolina Čuljak, Tomislav Hrpka, Ivan Kovač, Irena Krčelić, Maja Milanović, Helena Skračić, Dorotea Vučić, Vanja Mikšić                                         | 14. Januar 2005.   |
| 61           | 61           | Srž (1. deo)                           | Berislav Makarović | Nikolina Čuljak, Tomislav Hrpka, Ivan Kovač, Irena Krčelić, Maja Milanović, Helena Skračić, Dorotea Vučić, Vanja Mikšić                                         | 17. Januar 2005.   |
| 62           | 62           | Srž (2. deo)                           | Berislav Makarović | Nikolina Čuljak, Tomislav Hrpka, Ivan Kovač, Irena Krčelić, Maja Milanović, Helena Skračić, Dorotea Vučić, Vanja Mikšić                                         | 18. Januar 2005.   |
| 63           | 63           | U ljubavnom zanosu (1. deo)            | Berislav Makarović | Nikolina Čuljak, Tomislav Hrpka, Ivan Kovač, Irena Krčelić, Maja Milanović, Helena Skračić, Dorotea Vučić, Vanja Mikšić                                         | 19. Januar 2005.   |
| 64           | 64           | U ljubavnom zanosu (2. deo)            | Berislav Makarović | Nikolina Čuljak, Tomislav Hrpka, Ivan Kovač, Irena Krčelić, Maja Milanović, Helena Skračić, Dorotea Vučić, Vanja Mikšić                                         | 20. Januar 2005.   |
| 65           | 65           | Pukotine (1. deo)                      | Berislav Makarović | Nikolina Čuljak, Tomislav Hrpka, Ivan Kovač, Irena Krčelić, Maja Milanović, Helena Skračić, Dorotea Vučić, Vanja Mikšić                                         | 21. Januar 2005.   |
| 66           | 66           | Pukotine (2. deo)                      | Jure Pervanje      | Nikolina Čuljak, Tomislav Hrpka, Ivan Kovač, Irena Krčelić, Maja Milanović, Helena Skračić, Dorotea Vučić, Vanja Mikšić                                         | 24. Januar 2005.   |
| 67           | 67           | Još jedna istina                       | Jure Pervanje      | Nikolina Čuljak, Tomislav Hrpka, Ivan Kovač, Irena Krčelić, Maja Milanović, Helena Skračić, Dorotea Vučić, Vanja Mikšić                                         | 25. Januar 2005.   |
| 68           | 68           | O deci                                 | Jure Pervanje      | Nikolina Čuljak, Tomislav Hrpka, Ivan Kovač, Irena Krčelić, Maja Milanović, Helena Skračić, Dorotea Vučić, Vanja Mikšić                                         | 26. Januar 2005.   |
| 69           | 69           | Manekenka i bolesnica                  | Jure Pervanje      | Nikolina Čuljak, Tomislav Hrpka, Ivan Kovač, Irena Krčelić, Maja Milanović, Helena Skračić, Dorotea Vučić, Vanja Mikšić                                         | 27. Januar 2005.   |
| 70           | 70           | Tamna strana života                    | Jure Pervanje      | Nikolina Čuljak, Tomislav Hrpka, Ivan Kovač, Irena Krčelić, Maja Milanović, Helena Skračić, Dorotea Vučić, Vanja Mikšić                                         | 28. Januar 2005.   |
| 71           | 71           | Laži i obmane (1. deo)                 | Milivoj Puhlovski  | Nikolina Čuljak, Tomislav Hrpka, Matija Kluković, Ivan Kovač, Irena Krčelić, Maja Milanović, Helena Skračić, Dorotea Vučić, Vanja Mikšić                        | 31. Januar 2005.   |
| 72           | 72           | Laži i obmane (2. deo)                 | Milivoj Puhlovski  | Nikolina Čuljak, Tomislav Hrpka, Matija Kluković, Ivan Kovač, Irena Krčelić, Maja Milanović, Helena Skračić, Dorotea Vučić, Vanja Mikšić                        | 1. Februar 2005.   |
| 73           | 73           | Život s' 5 zvezdica                    | Milivoj Puhlovski  | Nikolina Čuljak, Tomislav Hrpka, Matija Kluković, Ivan Kovač, Irena Krčelić, Maja Milanović, Helena Skračić, Dorotea Vučić, Vanja Mikšić                        | 2. Februar 2005.   |
| 74           | 74           | Nervoza srca                           | Milivoj Puhlovski  | Nikolina Čuljak, Tomislav Hrpka, Matija Kluković, Ivan Kovač, Irena Krčelić, Maja Milanović, Helena Skračić, Dorotea Vučić, Vanja Mikšić                        | 3. Februar 2005.   |
| 75           | 75           | U vrtlogu                              | Milivoj Puhlovski  | Nikolina Čuljak, Tomislav Hrpka, Matija Kluković, Ivan Kovač, Irena Krčelić, Maja Milanović, Helena Skračić, Dorotea Vučić, Vanja Mikšić                        | 4. Februar 2005.   |
| 76           | 76           | Crv zlobe                              | Boštjan Vrhovec    | Nikolina Čuljak, Tomislav Hrpka, Matija Kluković, Ivan Kovač, Irena Krčelić, Maja Milanović, Helena Skračić, Dorotea Vučić, Vanja Mikšić                        | 7. Februar 2005.   |
| 77           | 77           | O ljubavi                              | Boštjan Vrhovec    | Nikolina Čuljak, Tomislav Hrpka, Matija Kluković, Ivan Kovač, Irena Krčelić, Maja Milanović, Helena Skračić, Dorotea Vučić, Vanja Mikšić                        | 8. Februar 2005.   |
| 78           | 78           | Dvostruki obrt                         | Boštjan Vrhovec    | Nikolina Čuljak, Tomislav Hrpka, Matija Kluković, Ivan Kovač, Irena Krčelić, Maja Milanović, Helena Skračić, Dorotea Vučić, Vanja Mikšić                        | 9. Februar 2005.   |
| 79           | 79           | Suđenje                                | Boštjan Vrhovec    | Nikolina Čuljak, Tomislav Hrpka, Matija Kluković, Ivan Kovač, Irena Krčelić, Maja Milanović, Helena Skračić, Dorotea Vučić, Vanja Mikšić                        | 10. Februar 2005.  |
| 80           | 80           | Grom iz vedra neba                     | Boštjan Vrhovec    | Nikolina Čuljak, Tomislav Hrpka, Matija Kluković, Ivan Kovač, Irena Krčelić, Maja Milanović, Helena Skračić, Dorotea Vučić, Vanja Mikšić                        | 11. Februar 2005.  |
| 81           | 81           | Na samrti                              | Berislav Makarović | Nikolina Čuljak, Tomislav Hrpka, Matija Kluković, Ivan Kovač, Irena Krčelić, Maja Milanović, Helena Skračić, Dorotea Vučić, Vanja Mikšić                        | 14. Februar 2005.  |
| 82           | 82           | Van životne opasnosti                  | Berislav Makarović | Nikolina Čuljak, Tomislav Hrpka, Matija Kluković, Ivan Kovač, Irena Krčelić, Maja Milanović, Helena Skračić, Dorotea Vučić, Vanja Mikšić                        | 15. Februar 2005.  |
| 83           | 83           | Doći sebi                              | Berislav Makarović | Nikolina Čuljak, Tomislav Hrpka, Matija Kluković, Ivan Kovač, Irena Krčelić, Maja Milanović, Helena Skračić, Dorotea Vučić, Vanja Mikšić                        | 16. Februar 2005.  |
| 84           | 84           | Trudnica                               | Berislav Makarović | Nikolina Čuljak, Tomislav Hrpka, Matija Kluković, Ivan Kovač, Irena Krčelić, Maja Milanović, Helena Skračić, Dorotea Vučić, Vanja Mikšić                        | 17. Februar 2005.  |
| 85           | 85           | Presuda                                | Berislav Makarović | Nikolina Čuljak, Tomislav Hrpka, Matija Kluković, Ivan Kovač, Irena Krčelić, Maja Milanović, Helena Skračić, Dorotea Vučić, Vanja Mikšić                        | 18. Februar 2005.  |
| 86           | 86           | Lanin problem                          | Jure Pervanje      | Nikolina Čuljak, Tomislav Hrpka, Ivan Kovač, Irena Krčelić, Marijana Nola, Helena Skračić, Dorotea Vučić, Vanja Mikšić                                          | 21. Februar 2005.  |
| 87           | 87           | Svečana večera (1. deo)                | Jure Pervanje      | Nikolina Čuljak, Tomislav Hrpka, Ivan Kovač, Irena Krčelić, Marijana Nola, Helena Skračić, Dorotea Vučić, Vanja Mikšić                                          | 22. Februar 2005.  |
| 88           | 88           | Svečana večera (2. deo)                | Jure Pervanje      | Nikolina Čuljak, Tomislav Hrpka, Ivan Kovač, Irena Krčelić, Marijana Nola, Helena Skračić, Dorotea Vučić, Vanja Mikšić                                          | 23. Februar 2005.  |
| 89           | 89           | Porodična stvar                        | Jure Pervanje      | Nikolina Čuljak, Tomislav Hrpka, Ivan Kovač, Irena Krčelić, Marijana Nola, Helena Skračić, Dorotea Vučić, Vanja Mikšić                                          | 24. Februar 2005.  |
| 90           | 90           | Drugo stanje                           | Jure Pervanje      | Nikolina Čuljak, Tomislav Hrpka, Ivan Kovač, Irena Krčelić, Marijana Nola, Helena Skračić, Dorotea Vučić, Vanja Mikšić                                          | 25. Februar 2005.  |
| 91           | 91           | Dete                                   | Milivoj Puhlovski  | Nikolina Čuljak, Tomislav Hrpka, Ivan Kovač, Irena Krčelić, Marijana Nola, Helena Skračić, Dorotea Vučić, Vanja Mikšić                                          | 28. Februar 2005.  |
| 92           | 92           | Životni jadi                           | Milivoj Puhlovski  | Nikolina Čuljak, Tomislav Hrpka, Ivan Kovač, Irena Krčelić, Marijana Nola, Helena Skračić, Dorotea Vučić, Vanja Mikšić                                          | 1. Mart 2005.      |
| 93           | 93           | Ni pohvala, ni priznanje               | Milivoj Puhlovski  | Nikolina Čuljak, Tomislav Hrpka, Ivan Kovač, Irena Krčelić, Marijana Nola, Helena Skračić, Dorotea Vučić, Vanja Mikšić                                          | 2. Mart 2005.      |
| 94           | 94           | Nož u leđa                             | Milivoj Puhlovski  | Nikolina Čuljak, Tomislav Hrpka, Ivan Kovač, Irena Krčelić, Marijana Nola, Helena Skračić, Dorotea Vučić, Vanja Mikšić                                          | 3. Mart 2005.      |
| 95           | 95           | Izgubljena pisma                       | Milivoj Puhlovski  | Nikolina Čuljak, Tomislav Hrpka, Ivan Kovač, Irena Krčelić, Marijana Nola, Helena Skračić, Dorotea Vučić, Vanja Mikšić                                          | 4. Mart 2005.      |
| 96           | 96           | Život k'o robija                       | Boštjan Vrhovec    | Nikolina Čuljak, Tomislav Hrpka, Ivan Kovač, Irena Krčelić, Marijana Nola, Helena Skračić, Dorotea Vučić, Vanja Mikšić                                          | 7. Mart 2005.      |
| 97           | 97           | Kao stari par                          | Boštjan Vrhovec    | Nikolina Čuljak, Tomislav Hrpka, Ivan Kovač, Irena Krčelić, Marijana Nola, Helena Skračić, Dorotea Vučić, Vanja Mikšić                                          | 8. Mart 2005.      |
| 98           | 98           | Zdravstveni problemi                   | Boštjan Vrhovec    | Nikolina Čuljak, Tomislav Hrpka, Ivan Kovač, Irena Krčelić, Marijana Nola, Helena Skračić, Dorotea Vučić, Vanja Mikšić                                          | 9. Mart 2005.      |
| 99           | 99           | Na barikadama                          | Boštjan Vrhovec    | Nikolina Čuljak, Tomislav Hrpka, Ivan Kovač, Irena Krčelić, Marijana Nola, Helena Skračić, Dorotea Vučić, Vanja Mikšić                                          | 10. Mart 2005.     |
| 100          | 100          | Odluka je pala                         | Boštjan Vrhovec    | Nikolina Čuljak, Tomislav Hrpka, Ivan Kovač, Irena Krčelić, Marijana Nola, Helena Skračić, Dorotea Vučić, Vanja Mikšić                                          | 11. Mart 2005.     |
| 101          | 101          | Porodični problemi                     | Berislav Makarović | Nikolina Čuljak, Tomislav Hrpka, Ivan Kovač, Irena Krčelić, Marijana Nola, Helena Skračić, Dorotea Vučić, Vanja Mikšić                                          | 14. Mart 2005.     |
| 102          | 102          | Posete                                 | Perislav Makarović | Nikolina Čuljak, Tomislav Hrpka, Ivan Kovač, Irena Krčelić, Marijana Nola, Helena Skračić, Dorotea Vučić, Vanja Mikšić                                          | 15. Mart 2005.     |
| 103          | 103          | Sablasni obrt                          | Berislav Makarović | Nikolina Čuljak, Tomislav Hrpka, Ivan Kovač, Irena Krčelić, Marijana Nola, Helena Skračić, Dorotea Vučić, Vanja Mikšić                                          | 16. Mart 2005.     |
| 104          | 104          | Zagrebačke utvare                      | Berislav Makarović | Nikolina Čuljak, Tomislav Hrpka, Ivan Kovač, Irena Krčelić, Marijana Nola, Helena Skračić, Dorotea Vučić, Vanja Mikšić                                          | 17. Mart 2005.     |
| 105          | 105          | Žurka                                  | Berislav Makarović | Nikolina Čuljak, Tomislav Hrpka, Ivan Kovač, Irena Krčelić, Marijana Nola, Helena Skračić, Dorotea Vučić, Vanja Mikšić                                          | 18. Mart 2005.     |
| 106          | 106          | Dosije "Vuković"                       | Milivoj Puhlovski  | Nikolina Čuljak, Tomislav Hrpka, Luka Rukavina, Ivan Kovač, Irena Krčelić, Marijana Nola, Helena Skračić, Dorotea Vučić, Vanja Mikšić                           | 21. Mart 2005.     |
| 107          | 107          | Kad krene po zlu                       | Milivoj Puhlovski  | Nikolina Čuljak, Tomislav Hrpka, Luka Rukavina, Ivan Kovač, Irena Krčelić, Marijana Nola, Helena Skračić, Dorotea Vučić, Vanja Mikšić                           | 22. Mart 2005.     |
| 108          | 108          | Rasplet                                | Milivoj Puhlovski  | Nikolina Čuljak, Tomislav Hrpka, Luka Rukavina, Ivan Kovač, Irena Krčelić, Marijana Nola, Helena Skračić, Dorotea Vučić, Vanja Mikšić                           | 23. Mart 2005.     |
| 109          | 109          | Bez Viktorije                          | Milivoj Puhlovski  | Nikolina Čuljak, Tomislav Hrpka, Luka Rukavina, Ivan Kovač, Irena Krčelić, Marijana Nola, Helena Skračić, Dorotea Vučić, Vanja Mikšić                           | 24. Mart 2005.     |
| 110          | 110          | Zatvorsko venčanje (1. deo)            | Milivoj Puhlovski  | Nikolina Čuljak, Tomislav Hrpka, Luka Rukavina, Ivan Kovač, Irena Krčelić, Marijana Nola, Helena Skračić, Dorotea Vučić, Vanja Mikšić                           | 25. Mart 2005.     |
| 111          | 111          | Zatvorsko venčanje (2. deo)            | Boštjan Vrhovec    | Nikolina Čuljak, Tomislav Hrpka, Luka Rukavina, Ivan Kovač, Irena Krčelić, Marijana Nola, Dorotea Vučić, Vanja Mikšić                                           | 28. Mart 2005.     |
| 112          | 112          | Rođendan                               | Boštjan Vrhovec    | Nikolina Čuljak, Tomislav Hrpka, Luka Rukavina, Ivan Kovač, Irena Krčelić, Marijana Nola, Dorotea Vučić, Vanja Mikšić                                           | 29. Mart 2005.     |
| 113          | 113          | Devojka koja je došla na večeru        | Boštjan Vrhovec    | Nikolina Čuljak, Tomislav Hrpka, Luka Rukavina, Ivan Kovač, Irena Krčelić, Marijana Nola, Dorotea Vučić, Vanja Mikšić                                           | 30. Mart 2005.     |
| 114          | 114          | Zrno sumnje (1. deo)                   | Boštjan Vrhovec    | Nikolina Čuljak, Tomislav Hrpka, Luka Rukavina, Ivan Kovač, Irena Krčelić, Marijana Nola, Dorotea Vučić, Vanja Mikšić                                           | 31. Mart 2005.     |
| 115          | 115          | Zrno sumnje (2. deo)                   | Boštjan Vrhovec    | Nikolina Čuljak, Tomislav Hrpka, Luka Rukavina, Ivan Kovač, Irena Krčelić, Marijana Nola, Dorotea Vučić, Vanja Mikšić                                           | 1. April 2005.     |
| 116          | 116          | Sposobnost i nesposobnost              | Nikola Ivanda      | Nikolina Čuljak, Tomislav Hrpka, Luka Rukavina, Ivan Kovač, Irena Krčelić, Marijana Nola, Dorotea Vučić                                                         | 4. April 2005.     |
| 117          | 117          | Ljubav i mržnja                        | Nikola Ivanda      | Nikolina Čuljak, Tomislav Hrpka, Luka Rukavina, Ivan Kovač, Irena Krčelić, Marijana Nola, Dorotea Vučić                                                         | 5. April 2005.     |
| 118          | 118          | Slučaj nestale osobe                   | Nikola Ivanda      | Nikolina Čuljak, Tomislav Hrpka, Luka Rukavina, Ivan Kovač, Irena Krčelić, Marijana Nola, Dorotea Vučić                                                         | 6. April 2005.     |
| 119          | 119          | Neprijatnost i kriterijum              | Nikola Ivanda      | Nikolina Čuljak, Tomislav Hrpka, Luka Rukavina, Ivan Kovač, Irena Krčelić, Marijana Nola, Dorotea Vučić                                                         | 7. April 2005.     |
| 120          | 120          | Dupli trag                             | Nikola Ivanda      | Nikolina Čuljak, Tomislav Hrpka, Luka Rukavina, Ivan Kovač, Irena Krčelić, Marijana Nola, Dorotea Vučić                                                         | 8. April 2005.     |
| 121          | 121          | Stečaj                                 | Milivoj Puhlovski  | Nikolina Čuljak, Tomislav Hrpka, Luka Rukavina, Ivan Kovač, Irena Krčelić, Marijana Nola, Dorotea Vučić                                                         | 11. April 2005.    |
| 122          | 122          | Ono što odražava                       | Milivoj Puhlovski  | Nikolina Čuljak, Tomislav Hrpka, Luka Rukavina, Ivan Kovač, Irena Krčelić, Marijana Nola, Dorotea Vučić                                                         | 12. April 2005.    |
| 123          | 123          | Cirkus                                 | Milivoj Puhlovski  | Nikolina Čuljak, Tomislav Hrpka, Luka Rukavina, Ivan Kovač, Irena Krčelić, Marijana Nola, Dorotea Vučić                                                         | 13. April 2005.    |
| 124          | 124          | Nove vesti                             | Milivoj Puhlovski  | Nikolina Čuljak, Tomislav Hrpka, Luka Rukavina, Ivan Kovač, Irena Krčelić, Marijana Nola, Dorotea Vučić                                                         | 14. April 2005.    |
| 125          | 125          | Ljubavni jadi po Ljubi                 | Milivoj Puhlovski  | Nikolina Čuljak, Tomislav Hrpka, Luka Rukavina, Ivan Kovač, Irena Krčelić, Marijana Nola, Dorotea Vučić                                                         | 15. April 2005.    |
| 126          | 126          | Komunikacija                           | Boštjan Vrhovec    | Nikolina Čuljak, Tomislav Hrpka, Luka Rukavina, Ivan Kovač, Sanja Kovačević, Marijana Nola, Dorotea Vučić, Milijan Ivezić, Marijana Miličić                     | 18. April 2005.    |
| 127          | 127          | Sva ta romantika                       | Boštjan Vrhovec    | Nikolina Čuljak, Tomislav Hrpka, Luka Rukavina, Ivan Kovač, Sanja Kovačević, Marijana Nola, Dorotea Vučić, Milijan Ivezić, Marijana Miličić                     | 19. April 2005.    |
| 128          | 128          | Malo je falilo                         | Boštjan Vrhovec    | Nikolina Čuljak, Tomislav Hrpka, Luka Rukavina, Ivan Kovač, Sanja Kovačević, Marijana Nola, Dorotea Vučić, Milijan Ivezić, Marijana Miličić                     | 20. April 2005.    |
| 129          | 129          | Venčanje (1. deo)                      | Boštjan Vrhovec    | Nikolina Čuljak, Tomislav Hrpka, Luka Rukavina, Ivan Kovač, Sanja Kovačević, Marijana Nola, Dorotea Vučić, Milijan Ivezić, Marijana Miličić                     | 21. April 2005.    |
| 130          | 130          | Venčanje (2. deo)                      | Boštjan Vrhovec    | Nikolina Čuljak, Tomislav Hrpka, Luka Rukavina, Ivan Kovač, Sanja Kovačević, Marijana Nola, Dorotea Vučić, Milijan Ivezić, Marijana Miličić                     | 22. April 2005.    |
| 131          | 131          | Posle venčanja                         | Nikola Ivanda      | Nikolina Čuljak, Tomislav Hrpka, Luka Rukavina, Ivan Kovač, Sanja Kovačević, Marijana Nola, Dorotea Vučić, Tomislav Štefanac, Ivana Francisković, Ivana Mišetić | 25. April 2005.    |
| 132          | 132          | Burna reakcija                         | Nikola Ivanda      | Nikolina Čuljak, Tomislav Hrpka, Luka Rukavina, Ivan Kovač, Sanja Kovačević, Marijana Nola, Dorotea Vučić, Tomislav Štefanac, Ivana Francisković, Ivana Mišetić | 26. April 2005.    |
| 133          | 133          | Uprava                                 | Nikola Ivanda      | Nikolina Čuljak, Tomislav Hrpka, Luka Rukavina, Ivan Kovač, Sanja Kovačević, Marijana Nola, Dorotea Vučić, Tomislav Štefanac, Ivana Francisković, Ivana Mišetić | 27. April 2005.    |
| 134          | 134          | Bornina prevara                        | Nikola Ivanda      | Nikolina Čuljak, Tomislav Hrpka, Luka Rukavina, Ivan Kovač, Sanja Kovačević, Marijana Nola, Dorotea Vučić, Tomislav Štefanac, Ivana Francisković, Ivana Mišetić | 28. April 2005.    |
| 135          | 135          | Desilo se (1. deo)                     | Nikola Ivanda      | Nikolina Čuljak, Tomislav Hrpka, Luka Rukavina, Ivan Kovač, Sanja Kovačević, Marijana Nola, Dorotea Vučić, Tomislav Štefanac, Ivana Francisković, Ivana Mišetić | 29. April 2005.    |
| 136          | 136          | Desilo se (2. deo)                     | Milivoj Puhlovski  | Nikolina Čuljak, Tomislav Hrpka, Luka Rukavina, Ivan Kovač, Sanja Kovačević, Marijana Nola, Dorotea Vučić, Tomislav Štefanac, Ivana Mišetić                     | 2. Maj 2005.       |
| 137          | 137          | Šamar                                  | Milivoj Puhlovski  | Nikolina Čuljak, Tomislav Hrpka, Luka Rukavina, Ivan Kovač, Sanja Kovačević, Marijana Nola, Dorotea Vučić, Tomislav Štefanac, Ivana Mišetić                     | 3. Maj 2005.       |
| 138          | 138          | Za bolju budućnost                     | Mirna Miličić      | Nikolina Čuljak, Tomislav Hrpka, Luka Rukavina, Ivan Kovač, Sanja Kovačević, Marijana Nola, Dorotea Vučić, Tomislav Štefanac, Ivana Mišetić                     | 4. Maj 2005.       |
| 139          | 139          | Gospođa Novak                          | Mirna Miličić      | Nikolina Čuljak, Tomislav Hrpka, Luka Rukavina, Ivan Kovač, Sanja Kovačević, Marijana Nola, Dorotea Vučić, Tomislav Štefanac, Ivana Mišetić                     | 5. Maj 2005.       |
| 140          | 140          | Ustala iz mrtvih                       | Mirna Miličić      | Nikolina Čuljak, Tomislav Hrpka, Luka Rukavina, Ivan Kovač, Sanja Kovačević, Marijana Nola, Dorotea Vučić, Tomislav Štefanac, Ivana Mišetić                     | 6. Maj 2005.       |
| 141          | 141          | Povratak Karoline Novak                | Berislav Makarović | Nikolina Čuljak, Tomislav Hrpka, Luka Rukavina, Sanja Kovačević, Marijana Nola, Dorotea Vučić, Tomislav Štefanac, Matija Kluković, Ivana Mišetić                | 9. Maj 2005.       |
| 142          | 142          | Raspad Lončarevih                      | Berislav Makarović | Nikolina Čuljak, Tomislav Hrpka, Luka Rukavina, Sanja Kovačević, Marijana Nola, Dorotea Vučić, Tomislav Štefanac, Matija Kluković, Ivana Mišetić                | 10. Maj 2005.      |
| 143          | 143          | Trzavice                               | Berislav Makarović | Nikolina Čuljak, Tomislav Hrpka, Luka Rukavina, Sanja Kovačević, Marijana Nola, Dorotea Vučić, Tomislav Štefanac, Matija Kluković, Ivana Mišetić                | 11. Maj 2005.      |
| 144          | 144          | Prezime i večera                       | Berislav Makarović | Nikolina Čuljak, Tomislav Hrpka, Luka Rukavina, Sanja Kovačević, Marijana Nola, Dorotea Vučić, Tomislav Štefanac, Matija Kluković, Ivana Mišetić                | 12. Maj 2005.      |
| 145          | 145          | Sajber seks i druge stvari             | Berislav Makarović | Nikolina Čuljak, Tomislav Hrpka, Luka Rukavina, Sanja Kovačević, Marijana Nola, Dorotea Vučić, Tomislav Štefanac, Matija Kluković, Ivana Mišetić                | 13. Maj 2005.      |
| 146          | 146          | Stan i rođendan                        | Nikola Ivanda      | Nikolina Čuljak, Tomislav Hrpka, Luka Rukavina, Sanja Kovačević, Marijana Nola, Dorotea Vučić, Tomislav Štefanac, Matija Kluković, Ivana Mišetić                | 16. Maj 2005.      |
| 147          | 147          | Uvlakača                               | Nikola Ivanda      | Nikolina Čuljak, Tomislav Hrpka, Luka Rukavina, Sanja Kovačević, Marijana Nola, Dorotea Vučić, Tomislav Štefanac, Matija Kluković, Ivana Mišetić                | 17. Maj 2005.      |
| 148          | 148          | Po Karolininom                         | Nikola Ivanda      | Nikolina Čuljak, Tomislav Hrpka, Luka Rukavina, Sanja Kovačević, Marijana Nola, Dorotea Vučić, Tomislav Štefanac, Matija Kluković, Ivana Mišetić                | 18. Maj 2005.      |
| 149          | 149          | Inat                                   | Nikola Ivanda      | Nikolina Čuljak, Tomislav Hrpka, Luka Rukavina, Sanja Kovačević, Marijana Nola, Dorotea Vučić, Tomislav Štefanac, Matija Kluković, Ivana Mišetić                | 19. Maj 2005.      |
| 150          | 150          | Sve pada u vodu                        | Nikola Ivanda      | Nikolina Čuljak, Tomislav Hrpka, Luka Rukavina, Sanja Kovačević, Marijana Nola, Dorotea Vučić, Tomislav Štefanac, Matija Kluković, Ivana Mišetić                | 20. Maj 2005.      |
| 151          | 151          | Pad                                    | Mirna Miličić      | Nikolina Čuljak, Tomislav Hrpka, Luka Rukavina, Sanja Kovačević, Marijana Nola, Dorotea Vučić, Tomislav Štefanac, Matija Kluković, Ivana Mišetić                | 23. Maj 2005.      |
| 152          | 152          | Istina boli                            | Mirna Miličić      | Nikolina Čuljak, Tomislav Hrpka, Luka Rukavina, Sanja Kovačević, Marijana Nola, Dorotea Vučić, Tomislav Štefanac, Matija Kluković, Ivana Mišetić                | 24. Maj 2005.      |
| 153          | 153          | Neprijatelji, prijatelji i ljubavnici  | Mirna Miličić      | Nikolina Čuljak, Tomislav Hrpka, Luka Rukavina, Sanja Kovačević, Marijana Nola, Dorotea Vučić, Tomislav Štefanac, Matija Kluković, Ivana Mišetić                | 25. Maj 2005.      |
| 154          | 154          | Skrivene namere                        | Mirna Miličić      | Nikolina Čuljak, Tomislav Hrpka, Luka Rukavina, Sanja Kovačević, Marijana Nola, Dorotea Vučić, Tomislav Štefanac, Matija Kluković, Ivana Mišetić                | 26. Maj 2005.      |
| 155          | 155          | Rođendan                               | Mirna Miličić      | Nikolina Čuljak, Tomislav Hrpka, Luka Rukavina, Sanja Kovačević, Marijana Nola, Dorotea Vučić, Tomislav Štefanac, Matija Kluković, Ivana Mišetić                | 27. Maj 2005.      |
| 156          | 156          | Dan posle                              | Boštjan Vrhovec    | Nikolina Čuljak, Tomislav Hrpka, Luka Rukavina, Sanja Kovačević, Marijana Nola, Dorotea Vučić, Tomislav Štefanac, Matija Kluković, Ivana Mišetić                | 30. Maj 2005.      |
| 157          | 157          | Samohrana majka                        | Boštjan Vrhovec    | Nikolina Čuljak, Tomislav Hrpka, Luka Rukavina, Sanja Kovačević, Marijana Nola, Dorotea Vučić, Tomislav Štefanac, Matija Kluković, Ivana Mišetić                | 31. Maj 2005.      |
| 158          | 158          | Teška situacija                        | Boštjan Vrhovec    | Nikolina Čuljak, Tomislav Hrpka, Luka Rukavina, Sanja Kovačević, Marijana Nola, Dorotea Vučić, Tomislav Štefanac, Matija Kluković, Ivana Mišetić                | 1. Jun 2005.       |
| 159          | 159          | Opera                                  | Boštjan Vrhovec    | Nikolina Čuljak, Tomislav Hrpka, Luka Rukavina, Sanja Kovačević, Marijana Nola, Dorotea Vučić, Tomislav Štefanac, Matija Kluković, Ivana Mišetić                | 2. Jun 2005.       |
| 160          | 160          | Operacija "Karolina"                   | Boštjan Vrhovec    | Nikolina Čuljak, Tomislav Hrpka, Luka Rukavina, Sanja Kovačević, Marijana Nola, Dorotea Vučić, Tomislav Štefanac, Matija Kluković, Ivana Mišetić                | 3. Jun 2005.       |
| 161          | 161          | Maksova dijeta                         | Nikola Ivanda      | Nikolina Čuljak, Tomislav Hrpka, Luka Rukavina, Sanja Kovačević, Marijana Nola, Dorotea Vučić, Tomislav Štefanac, Matija Kluković, Ivana Mišetić                | 6. Jun 2005.       |
| 162          | 162          | Korak po korak                         | Nikola Ivanda      | Nikolina Čuljak, Tomislav Hrpka, Luka Rukavina, Sanja Kovačević, Marijana Nola, Dorotea Vučić, Tomislav Štefanac, Matija Kluković, Ivana Mišetić                | 7. Jun 2005.       |
| 163          | 163          | Loša situacija                         | Nikola Ivanda      | Nikolina Čuljak, Tomislav Hrpka, Luka Rukavina, Sanja Kovačević, Marijana Nola, Dorotea Vučić, Tomislav Štefanac, Matija Kluković, Ivana Mišetić                | 8. Jun 2005.       |
| 164          | 164          | Malo prostora                          | Nikola Ivanda      | Nikolina Čuljak, Tomislav Hrpka, Luka Rukavina, Sanja Kovačević, Marijana Nola, Dorotea Vučić, Tomislav Štefanac, Matija Kluković, Ivana Mišetić                | 9. Jun 2005.       |
| 165          | 165          | Špijun                                 | Nikola Ivanda      | Nikolina Čuljak, Tomislav Hrpka, Luka Rukavina, Sanja Kovačević, Marijana Nola, Dorotea Vučić, Tomislav Štefanac, Matija Kluković, Ivana Mišetić                | 10. Jun 2005.      |
| 166          | 166          | Fotografija                            | Mirna Miličić      | Nikolina Čuljak, Tomislav Hrpka, Luka Rukavina, Sanja Kovačević, Marijana Nola, Dorotea Vučić, Tomislav Štefanac, Matija Kluković, Ivana Mišetić                | 13. Jun 2005.      |
| 167          | 167          | Junaci opere                           | Mirna Miličić      | Nikolina Čuljak, Tomislav Hrpka, Luka Rukavina, Sanja Kovačević, Marijana Nola, Dorotea Vučić, Tomislav Štefanac, Matija Kluković, Ivana Mišetić                | 14. Jun 2005.      |
| 168          | 168          | Zapečaćeno poljupcem                   | Mirna Miličić      | Nikolina Čuljak, Tomislav Hrpka, Luka Rukavina, Sanja Kovačević, Marijana Nola, Dorotea Vučić, Tomislav Štefanac, Matija Kluković, Ivana Mišetić                | 15. Jun 2005.      |
| 169          | 169          | Novosti                                | Mirna Miličić      | Nikolina Čuljak, Tomislav Hrpka, Luka Rukavina, Sanja Kovačević, Marijana Nola, Dorotea Vučić, Tomislav Štefanac, Matija Kluković, Ivana Mišetić                | 16. Jun 2005.      |
| 170          | 170          | Prinova u porodici                     | Mirna Miličić      | Nikolina Čuljak, Tomislav Hrpka, Luka Rukavina, Sanja Kovačević, Marijana Nola, Dorotea Vučić, Tomislav Štefanac, Matija Kluković, Ivana Mišetić                | 17. Jun 2005.      |
| 171          | 171          | Horor ekspres                          | Berislav Makarović | Nikolina Čuljak, Tomislav Hrpka, Luka Rukavina, Sanja Kovačević, Marijana Nola, Dorotea Vučić, Tomislav Štefanac, Matija Kluković, Ivana Mišetić                | 20. Jun 2005.      |
| 172          | 172          | Emotivni preokret                      | Berislav Makarović | Nikolina Čuljak, Tomislav Hrpka, Luka Rukavina, Sanja Kovačević, Marijana Nola, Dorotea Vučić, Tomislav Štefanac, Matija Kluković, Ivana Mišetić                | 21. Jun 2005.      |
| 173          | 173          | Afera Danijela Lončara                 | Berislav Makarović | Nikolina Čuljak, Tomislav Hrpka, Luka Rukavina, Sanja Kovačević, Marijana Nola, Dorotea Vučić, Tomislav Štefanac, Matija Kluković, Ivana Mišetić                | 22. Jun 2005.      |
| 174          | 174          | Skupi fotograf                         | Berislav Makarović | Nikolina Čuljak, Tomislav Hrpka, Luka Rukavina, Sanja Kovačević, Marijana Nola, Dorotea Vučić, Tomislav Štefanac, Matija Kluković, Ivana Mišetić                | 23. Jun 2005.      |
| 175          | 175          | Posledice                              | Berislav Makarović | Nikolina Čuljak, Tomislav Hrpka, Luka Rukavina, Sanja Kovačević, Marijana Nola, Dorotea Vučić, Tomislav Štefanac, Matija Kluković, Ivana Mišetić                | 24. Jun 2005.      |
| 176          | 176          | Barbarin sin                           | Ljubo Lasić        | Nikolina Čuljak, Tomislav Hrpka, Luka Rukavina, Sanja Kovačević, Marijana Nola, Dorotea Vučić, Tomislav Štefanac, Matija Kluković, Ivana Mišetić                | 27. Jun 2005.      |
| 177          | 177          | Suočavanje sa istinom                  | Ljubo Lasić        | Nikolina Čuljak, Tomislav Hrpka, Luka Rukavina, Sanja Kovačević, Marijana Nola, Dorotea Vučić, Tomislav Štefanac, Matija Kluković, Ivana Mišetić                | 28. Jun 2005.      |
| 178          | 178          | Koktel događaja                        | Ljubo Lasić        | Nikolina Čuljak, Tomislav Hrpka, Luka Rukavina, Sanja Kovačević, Marijana Nola, Dorotea Vučić, Tomislav Štefanac, Matija Kluković, Ivana Mišetić                | 29. Jun 2005.      |
| 179          | 179          | Osvetnica -I deo-                      | Ljubo Lasić        | Nikolina Čuljak, Tomislav Hrpka, Luka Rukavina, Sanja Kovačević, Marijana Nola, Dorotea Vučić, Tomislav Štefanac, Matija Kluković, Ivana Mišetić                | 30. Jun 2005.      |
| 180          | 180          | Osvetnica -II deo-                     | Ljubo Lasić        | Nikolina Čuljak, Tomislav Hrpka, Luka Rukavina, Sanja Kovačević, Marijana Nola, Dorotea Vučić, Tomislav Štefanac, Matija Kluković, Ivana Mišetić                | 1. Jul 2005.       |

### Sezona 2 (2005−06)
| Бр. еп. (укупно) | Бр. еп. (у сезони) | Наслов          | Редитељ            | Сценариста | Премијера          |
| ---------------- | ------------------ | --------------- | ------------------ | --- | ------------------ |
| 181              | 1                  | "Epizoda 2.1"   | Mirna Miličić      | Nikolina Čuljak, Tomislav Hrpka, Luka Rukavina, Sanja Kovačević, Marijana Nola, Dorotea Vučić, Tomislav Štefanac, Matija Kluković i Ivana Mišetić                                 | 5. septembar 2005  |
| 182              | 2                  | "Epizoda 2.2"   | Mirna Miličić      | Nikolina Čuljak, Tomislav Hrpka, Luka Rukavina, Sanja Kovačević, Marijana Nola, Dorotea Vučić, Tomislav Štefanac, Matija Kluković i Ivana Mišetić                                 | 6. septembar 2005  |
| 183              | 3                  | "Epizoda 2.3"   | Mirna Miličić      | Nikolina Čuljak, Tomislav Hrpka, Luka Rukavina, Sanja Kovačević, Marijana Nola, Dorotea Vučić, Tomislav Štefanac, Matija Kluković i Ivana Mišetić                                 | 7. septembar 2005  |
| 184              | 4                  | "Epizoda 2.4"   | Mirna Miličić      | Nikolina Čuljak, Tomislav Hrpka, Luka Rukavina, Sanja Kovačević, Marijana Nola, Dorotea Vučić, Tomislav Štefanac, Matija Kluković i Ivana Mišetić                                 | 8. septembar 2005  |
| 185              | 5                  | "Epizoda 2.5"   | Mirna Miličić      | Nikolina Čuljak, Tomislav Hrpka, Luka Rukavina, Sanja Kovačević, Marijana Nola, Dorotea Vučić, Tomislav Štefanac, Matija Kluković i Ivana Mišetić                                 | 9. septembar 2005  |
| 186              | 6                  | "Epizoda 2.6"   | Boštjan Vrhovec    | Nikolina Čuljak, Tomislav Hrpka, Luka Rukavina, Sanja Kovačević, Marijana Nola, Dorotea Vučić, Tomislav Štefanac, Matija Kluković i Ivana Mišetić                                 | 12. septembar 2005 |
| 187              | 7                  | "Epizoda 2.7"   | Boštjan Vrhovec    | Nikolina Čuljak, Tomislav Hrpka, Luka Rukavina, Sanja Kovačević, Marijana Nola, Dorotea Vučić, Tomislav Štefanac, Matija Kluković i Ivana Mišetić                                 | 13. septembar 2005 |
| 188              | 8                  | "Epizoda 2.8"   | Boštjan Vrhovec    | Nikolina Čuljak, Tomislav Hrpka, Luka Rukavina, Sanja Kovačević, Marijana Nola, Dorotea Vučić, Tomislav Štefanac, Matija Kluković i Ivana Mišetić                                 | 14. septembar 2005 |
| 189              | 9                  | "Epizoda 2.9"   | Boštjan Vrhovec    | Nikolina Čuljak, Tomislav Hrpka, Luka Rukavina, Sanja Kovačević, Marijana Nola, Dorotea Vučić, Tomislav Štefanac, Matija Kluković i Ivana Mišetić                                 | 15. septembar 2005 |
| 190              | 10                 | "Epizoda 2.10"  | Boštjan Vrhovec    | Nikolina Čuljak, Tomislav Hrpka, Luka Rukavina, Sanja Kovačević, Marijana Nola, Dorotea Vučić, Tomislav Štefanac, Matija Kluković i Ivana Mišetić                                 | 16. septembar 2005 |
| 191              | 11                 | "Epizoda 2.11"  | Ljubo Lasić        | Nikolina Čuljak, Tomislav Hrpka, Luka Rukavina, Sanja Kovačević, Marijana Nola, Dorotea Vučić, Tomislav Štefanac, Matija Kluković i Ivana Mišetić                                 | 19. septembar 2005 |
| 192              | 12                 | "Epizoda 2.12"  | Ljubo Lasić        | Nikolina Čuljak, Tomislav Hrpka, Luka Rukavina, Sanja Kovačević, Marijana Nola, Dorotea Vučić, Tomislav Štefanac, Matija Kluković i Ivana Mišetić                                 | 20. septembar 2005 |
| 193              | 13                 | "Epizoda 2.13"  | Ljubo Lasić        | Nikolina Čuljak, Tomislav Hrpka, Luka Rukavina, Sanja Kovačević, Marijana Nola, Dorotea Vučić, Tomislav Štefanac, Matija Kluković i Ivana Mišetić                                 | 21. septembar 2005 |
| 194              | 14                 | "Epizoda 2.14"  | Ljubo Lasić        | Nikolina Čuljak, Tomislav Hrpka, Luka Rukavina, Sanja Kovačević, Marijana Nola, Dorotea Vučić, Tomislav Štefanac, Matija Kluković i Ivana Mišetić                                 | 22. septembar 2005 |
| 195              | 15                 | "Epizoda 2.15"  | Ljubo Lasić        | Nikolina Čuljak, Tomislav Hrpka, Luka Rukavina, Sanja Kovačević, Marijana Nola, Dorotea Vučić, Tomislav Štefanac, Matija Kluković i Ivana Mišetić                                 | 23. septembar 2005 |
| 196              | 16                 | "Epizoda 2.16"  | Nikola Ivanda      | Nikolina Čuljak, Tomislav Hrpka, Luka Rukavina, Sanja Kovačević, Marijana Nola, Dorotea Vučić, Tomislav Štefanac, Matija Kluković i Ivana Mišetić                                 | 26. septembar 2005 |
| 197              | 17                 | "Epizoda 2.17"  | Nikola Ivanda      | Nikolina Čuljak, Tomislav Hrpka, Luka Rukavina, Sanja Kovačević, Marijana Nola, Dorotea Vučić, Tomislav Štefanac, Matija Kluković i Ivana Mišetić                                 | 27. septembar 2005 |
| 198              | 18                 | "Epizoda 2.18"  | Nikola Ivanda      | Nikolina Čuljak, Tomislav Hrpka, Luka Rukavina, Sanja Kovačević, Marijana Nola, Dorotea Vučić, Tomislav Štefanac, Matija Kluković i Ivana Mišetić                                 | 28. septembar 2005 |
| 199              | 19                 | "Epizoda 2.19"  | Nikola Ivanda      | Nikolina Čuljak, Tomislav Hrpka, Luka Rukavina, Sanja Kovačević, Marijana Nola, Dorotea Vučić, Tomislav Štefanac, Matija Kluković i Ivana Mišetić                                 | 29. septembar 2005 |
| 200              | 20                 | "Epizoda 2.20"  | Nikola Ivanda      | Nikolina Čuljak, Tomislav Hrpka, Luka Rukavina, Sanja Kovačević, Marijana Nola, Dorotea Vučić, Tomislav Štefanac, Matija Kluković i Ivana Mišetić                                 | 30. septembar 2005 |
| 201              | 21                 | "Epizoda 2.21"  | Berislav Makarović | Nikolina Čuljak, Tomislav Hrpka, Sanja Kovačević, Marijana Nola, Dorotea Vučić, Tomislav Štefanac, Ivana Mišetić i Zvonimir Čizmar                                                | 3. oktobar 2005    |
| 202              | 22                 | "Epizoda 2.22"  | Berislav Makarović | Nikolina Čuljak, Tomislav Hrpka, Sanja Kovačević, Marijana Nola, Dorotea Vučić, Tomislav Štefanac, Ivana Mišetić i Zvonimir Čizmar                                                | 4. oktobar 2005    |
| 203              | 23                 | "Epizoda 2.23"  | Berislav Makarović | Nikolina Čuljak, Tomislav Hrpka, Sanja Kovačević, Marijana Nola, Dorotea Vučić, Tomislav Štefanac, Ivana Mišetić i Zvonimir Čizmar                                                | 5. oktobar 2005    |
| 204              | 24                 | "Epizoda 2.24"  | Berislav Makarović | Nikolina Čuljak, Tomislav Hrpka, Sanja Kovačević, Marijana Nola, Dorotea Vučić, Tomislav Štefanac, Ivana Mišetić i Zvonimir Čizmar                                                | 6. oktobar 2005    |
| 205              | 25                 | "Epizoda 2.25"  | Berislav Makarović | Nikolina Čuljak, Tomislav Hrpka, Sanja Kovačević, Marijana Nola, Dorotea Vučić, Tomislav Štefanac, Ivana Mišetić i Zvonimir Čizmar                                                | 7. oktobar 2005    |
| 206              | 26                 | "Epizoda 2.26"  | Mirna Miličić      | Nikolina Čuljak, Tomislav Hrpka, Sanja Kovačević, Marijana Nola, Dorotea Vučić, Tomislav Štefanac, Ivana Mišetić, Zvonimir Čizmar i Matija Kluković                               | 10. oktobar 2005   |
| 207              | 27                 | "Epizoda 2.27"  | Mirna Miličić      | Nikolina Čuljak, Tomislav Hrpka, Sanja Kovačević, Marijana Nola, Dorotea Vučić, Tomislav Štefanac, Ivana Mišetić, Zvonimir Čizmar i Matija Kluković                               | 11. oktobar 2005   |
| 208              | 28                 | "Epizoda 2.28"  | Mirna Miličić      | Nikolina Čuljak, Tomislav Hrpka, Sanja Kovačević, Marijana Nola, Dorotea Vučić, Tomislav Štefanac, Ivana Mišetić, Zvonimir Čizmar i Matija Kluković                               | 12. oktobar 2005   |
| 209              | 29                 | "Epizoda 2.29"  | Mirna Miličić      | Nikolina Čuljak, Tomislav Hrpka, Sanja Kovačević, Marijana Nola, Dorotea Vučić, Tomislav Štefanac, Ivana Mišetić, Zvonimir Čizmar i Matija Kluković                               | 13. oktobar 2005   |
| 210              | 30                 | "Epizoda 2.30"  | Mirna Miličić      | Nikolina Čuljak, Tomislav Hrpka, Sanja Kovačević, Marijana Nola, Dorotea Vučić, Tomislav Štefanac, Ivana Mišetić, Zvonimir Čizmar i Matija Kluković                               | 14. oktobar 2005   |
| 211              | 31                 | "Epizoda 2.31"  | Ljubo Lasić        | Nikolina Čuljak, Tomislav Hrpka, Sanja Kovačević, Marijana Nola, Dorotea Vučić, Tomislav Štefanac, Zvonimir Čizmar, Stjepan Mataušić i Ivana Mišetić                              | 17. oktobar 2005   |
| 212              | 32                 | "Epizoda 2.32"  | Ljubo Lasić        | Nikolina Čuljak, Tomislav Hrpka, Sanja Kovačević, Marijana Nola, Dorotea Vučić, Tomislav Štefanac, Zvonimir Čizmar, Stjepan Mataušić i Ivana Mišetić                              | 18. oktobar 2005   |
| 213              | 33                 | "Epizoda 2.33"  | Ljubo Lasić        | Nikolina Čuljak, Tomislav Hrpka, Sanja Kovačević, Marijana Nola, Dorotea Vučić, Tomislav Štefanac, Zvonimir Čizmar, Stjepan Mataušić i Ivana Mišetić                              | 19. oktobar 2005   |
| 214              | 34                 | "Epizoda 2.34"  | Ljubo Lasić        | Nikolina Čuljak, Tomislav Hrpka, Sanja Kovačević, Marijana Nola, Dorotea Vučić, Tomislav Štefanac, Zvonimir Čizmar, Stjepan Mataušić i Ivana Mišetić                              | 20. oktobar 2005   |
| 215              | 35                 | "Epizoda 2.35"  | Ljubo Lasić        | Nikolina Čuljak, Tomislav Hrpka, Sanja Kovačević, Marijana Nola, Dorotea Vučić, Tomislav Štefanac, Zvonimir Čizmar, Stjepan Mataušić i Ivana Mišetić                              | 21. oktobar 2005   |
| 216              | 36                 | "Epizoda 2.36"  | Berislav Makarović | Nikolina Čuljak, Tomislav Hrpka, Milijan Ivezić, Sanja Kovačević, Marijana Nola, Dorotea Vučić, Tomislav Štefanac, Zvonimir Čizmar, Stjepan Mataušić i Ivana Mišetić              | 24. oktobar 2005   |
| 217              | 37                 | "Epizoda 2.37"  | Berislav Makarović | Nikolina Čuljak, Tomislav Hrpka, Milijan Ivezić, Sanja Kovačević, Marijana Nola, Dorotea Vučić, Tomislav Štefanac, Zvonimir Čizmar, Stjepan Mataušić i Ivana Mišetić              | 25. oktobar 2005   |
| 218              | 38                 | "Epizoda 2.38"  | Berislav Makarović | Nikolina Čuljak, Tomislav Hrpka, Milijan Ivezić, Sanja Kovačević, Marijana Nola, Dorotea Vučić, Tomislav Štefanac, Zvonimir Čizmar, Stjepan Mataušić i Ivana Mišetić              | 26. oktobar 2005   |
| 219              | 39                 | "Epizoda 2.39"  | Berislav Makarović | Nikolina Čuljak, Tomislav Hrpka, Milijan Ivezić, Sanja Kovačević, Marijana Nola, Dorotea Vučić, Tomislav Štefanac, Zvonimir Čizmar, Stjepan Mataušić i Ivana Mišetić              | 27. oktobar 2005   |
| 220              | 40                 | "Epizoda 2.40"  | Berislav Makarović | Nikolina Čuljak, Tomislav Hrpka, Milijan Ivezić, Sanja Kovačević, Marijana Nola, Dorotea Vučić, Tomislav Štefanac, Zvonimir Čizmar, Stjepan Mataušić i Ivana Mišetić              | 28. oktobar 2005   |
| 221              | 41                 | "Epizoda 2.41"  | Dinko Paleka       | Nikolina Čuljak, Tomislav Hrpka, Milijan Ivezić, Sanja Kovačević, Marijana Nola, Dorotea Vučić, Tomislav Štefanac, Zvonimir Čizmar, Stjepan Mataušić i Ivana Mišetić              | 31. oktobar 2005   |
| 222              | 42                 | "Epizoda 2.42"  | Dinko Paleka       | Nikolina Čuljak, Tomislav Hrpka, Milijan Ivezić, Sanja Kovačević, Marijana Nola, Dorotea Vučić, Tomislav Štefanac, Zvonimir Čizmar, Stjepan Mataušić i Ivana Mišetić              | 1. novembar 2005   |
| 223              | 43                 | "Epizoda 2.43"  | Dinko Paleka       | Nikolina Čuljak, Tomislav Hrpka, Milijan Ivezić, Sanja Kovačević, Marijana Nola, Dorotea Vučić, Tomislav Štefanac, Zvonimir Čizmar, Stjepan Mataušić i Ivana Mišetić              | 2. novembar 2005   |
| 224              | 44                 | "Epizoda 2.44"  | Dinko Paleka       | Nikolina Čuljak, Tomislav Hrpka, Milan Ivezić, Sanja Kovačević, Marijana Nola, Dorotea Vučić, Tomislav Štefanac, Zvonimir Čizmar, Stjepan Mataušić i Ivana Mišetić                | 3. novembar 2005   |
| 225              | 45                 | "Epizoda 2.45"  | Dinko Paleka       | Nikolina Čuljak, Tomislav Hrpka, Milan Ivezić, Sanja Kovačević, Marijana Nola, Dorotea Vučić, Tomislav Štefanac, Zvonimir Čizmar, Stjepan Mataušić i Ivana Mišetić                | 4. novembar 2005   |
| 226              | 46                 | "Epizoda 2.46"  | Mirna Miličić      | Nikolina Čuljak, Tomislav Hrpka, Sanja Kovačević, Marijana Nola, Dorotea Vučić, Tomislav Štefanac, Zvonimir Čizmar, Stjepan Mataušić i Ivana Mišetić                              | 7. novembar 2005   |
| 227              | 47                 | "Epizoda 2.47"  | Mirna Miličić      | Nikolina Čuljak, Tomislav Hrpka, Sanja Kovačević, Marijana Nola, Dorotea Vučić, Tomislav Štefanac, Zvonimir Čizmar, Stjepan Mataušić i Ivana Mišetić                              | 8. novembar 2005   |
| 228              | 48                 | "Epizoda 2.48"  | Mirna Miličić      | Nikolina Čuljak, Tomislav Hrpka, Sanja Kovačević, Marijana Nola, Dorotea Vučić, Tomislav Štefanac, Zvonimir Čizmar, Stjepan Mataušić i Ivana Mišetić                              | 9. novembar 2005   |
| 229              | 49                 | "Epizoda 2.49"  | Mirna Miličić      | Nikolina Čuljak, Tomislav Hrpka, Sanja Kovačević, Marijana Nola, Dorotea Vučić, Tomislav Štefanac, Zvonimir Čizmar, Stjepan Mataušić i Ivana Mišetić                              | 10. novembar 2005  |
| 230              | 50                 | "Epizoda 2.50"  | Mirna Miličić      | Nikolina Čuljak, Tomislav Hrpka, Sanja Kovačević, Marijana Nola, Dorotea Vučić, Tomislav Štefanac, Zvonimir Čizmar, Stjepan Mataušić i Ivana Mišetić                              | 11. novembar 2005  |
| 231              | 51                 | "Epizoda 2.51"  | Berislav Makarović | Nikolina Čuljak, Milijan Ivezić, Sanja Kovačević, Dorotea Vučić, Tomislav Štefanac, Zvonimir Čizmar, Stjepan Mataušić i Ivana Mišetić                                             | 14. novembar 2005  |
| 232              | 52                 | "Epizoda 2.52"  | Berislav Makarović | Nikolina Čuljak, Milijan Ivezić, Sanja Kovačević, Dorotea Vučić, Tomislav Štefanac, Zvonimir Čizmar, Stjepan Mataušić i Ivana Mišetić                                             | 15. novembar 2005  |
| 233              | 53                 | "epizoda 2.53"  | Berislav Makarović | Nikolina Čuljak, Milijan Ivezić, Sanja Kovačević, Dorotea Vučić, Tomislav Štefanac, Zvonimir Čizmar, Stjepan Mataušić i Ivana Mišetić                                             | 16. novembar 2005  |
| 234              | 54                 | "Epizoda 2.54"  | Berislav Makarović | Nikolina Čuljak, Milijan Ivezić, Sanja Kovačević, Dorotea Vučić, Tomislav Štefanac, Zvonimir Čizmar, Stjepan Mataušić i Ivana Mišetić                                             | 17. novembar 2005  |
| 235              | 55                 | "Epizoda 2.55"  | Nikola Ivanda      | Nikolina Čuljak, Milijan Ivezić, Sanja Kovačević, Dorotea Vučić, Tomislav Štefanac, Zvonimir Čizmar, Stjepan Mataušić i Ivana Mišetić                                             | 18. novembar 2005  |
| 236              | 56                 | "Epizoda 2.56"  | Nikola Ivanda      | Nikolina Čuljak, Milijan Ivezić, Sanja Kovačević, Dorotea Vučić, Tomislav Štefanac, Zvonimir Čizmar, Stjepan Mataušić i Ivana Mišetić                                             | 21. novembar 2005  |
| 237              | 57                 | "Epizoda 2.57"  | Nikola Ivanda      | Nikolina Čuljak, Milijan Ivezić, Sanja Kovačević, Dorotea Vučić, Tomislav Štefanac, Zvonimir Čizmar, Stjepan Mataušić i Ivana Mišetić                                             | 22. novembar 2005  |
| 238              | 58                 | "Epizoda 2.58"  | Nikola Ivanda      | Nikolina Čuljak, Milijan Ivezić, Sanja Kovačević, Dorotea Vučić, Tomislav Štefanac, Zvonimir Čizmar, Stjepan Mataušić i Ivana Mišetić                                             | 23. novembar 2005  |
| 239              | 59                 | "Epizoda 2.59"  | Nikola Ivanda      | Nikolina Čuljak, Milijan Ivezić, Sanja Kovačević, Dorotea Vučić, Tomislav Štefanac, Zvonimir Čizmar, Stjepan Mataušić i Ivana Mišetić                                             | 24. novembar 2005  |
| 240              | 60                 | "Epizoda 2.60"  | Nikola Ivanda      | Nikolina Čuljak, Milijan Ivezić, Sanja Kovačević, Dorotea Vučić, Tomislav Štefanac, Zvonimir Čizmar, Stjepan Mataušić i Ivana Mišetić                                             | 25. novembar 2005  |
| 241              | 61                 | "Epizoda 2.61"  | Ljubo Lasić        | Tomislav Hrpka, Nikolina Čuljak, Sanja Kovačević, Dorotea Vučić, Tomislav Štefanac, Zvonimir Čizmar, Stjepan Mataušić i Ivana Mišetić                                             | 28. novembar 2005  |
| 242              | 62                 | "Epizoda 2.62"  | Ljubo Lasić        | Tomislav Hrpka, Nikolina Čuljak, Sanja Kovačević, Dorotea Vučić, Tomislav Štefanac, Zvonimir Čizmar, Stjepan Mataušić i Ivana Mišetić                                             | 29. novembar 2005  |
| 243              | 63                 | "Epizoda 2.63"  | Ljubo Lasić        | Tomislav Hrpka, Nikolina Čuljak, Sanja Kovačević, Dorotea Vučić, Tomislav Štefanac, Zvonimir Čizmar, Stjepan Mataušić i Ivana Mišetić                                             | 30. novembar 2005  |
| 244              | 64                 | "Epizoda 2.64"  | Ljubo Lasić        | Tomisav Hrpka, Nikolina Čuljak, Sanja Kovačević, Dorotea Vučić, Tomislav Štefanac, Zvonimir Čizmar, Stjepan Mataušić i Ivana Mišetić                                              | 1. decembar 2005   |
| 245              | 65                 | "Epizoda 2.65"  | Ljubo Lasić        | Tomisav Hrpka, Nikolina Čuljak, Sanja Kovačević, Dorotea Vučić, Tomislav Štefanac, Zvonimir Čizmar, Stjepan Mataušić i Ivana Mišetić                                              | 2. decembar 2005   |
| 246              | 66                 | "Epizoda 2.66"  | Mirna Miličić      | Tomisav Hrpka, Nikolina Čuljak, Sanja Kovačević, Dorotea Vučić, Tomislav Štefanac, Zvonimir Čizmar, Stjepan Mataušić i Ivana Mišetić                                              | 5. decembar 2005   |
| 247              | 67                 | "Epizoda 2.67"  | Mirna Miličić      | Tomisav Hrpka, Nikolina Čuljak, Sanja Kovačević, Dorotea Vučić, Tomislav Štefanac, Zvonimir Čizmar, Stjepan Mataušić i Ivana Mišetić                                              | 6. decembar 2005   |
| 248              | 68                 | "Epizoda 2.68"  | Mirna Miličić      | Tomisav Hrpka, Nikolina Čuljak, Sanja Kovačević, Dorotea Vučić, Tomislav Štefanac, Zvonimir Čizmar, Stjepan Mataušić i Ivana Mišetić                                              | 7. decembar 2005   |
| 249              | 69                 | "Epizoda 2.69"  | Mirna Miličić      | Tomisav Hrpka, Nikolina Čuljak, Sanja Kovačević, Dorotea Vučić, Tomislav Štefanac, Zvonimir Čizmar, Stjepan Mataušić i Ivana Mišetić                                              | 8. decembar 2005   |
| 250              | 70                 | "Epizoda 2.70"  | Mirna Miličić      | Tomisav Hrpka, Nikolina Čuljak, Sanja Kovačević, Dorotea Vučić, Tomislav Štefanac, Zvonimir Čizmar, Stjepan Mataušić i Ivana Mišetić                                              | 9. decembar 2005   |
| 251              | 71                 | "Epizoda 2.71"  | Berislav Makarović | Nikolina Čuljak, Milijan Ivezić, Sanja Kovačević, Dorotea Vučić, Tomislav Štefanac, Zvonimir Čizmar, Stjepan Mataušić i Ivana Mišetić                                             | 12. decembar 2005  |
| 252              | 72                 | "Epizoda 2.72"  | Berislav Makarović | Nikolina Čuljak, Milijan Ivezić, Sanja Kovačević, Dorotea Vučić, Tomislav Štefanac, Zvonimir Čizmar, Stjepan Mataušić i Ivana Mišetić                                             | 13. decembar 2005  |
| 253              | 73                 | "Epizoda 2.73"  | Berislav Makarović | Nikolina Čuljak, Milijan Ivezić, Sanja Kovačević, Dorotea Vučić, Tomislav Štefanac, Zvonimir Čizmar, Stjepan Mataušić i Ivana Mišetić                                             | 14. decembar 2005  |
| 254              | 74                 | "Epizoda 2.74"  | Berislav Makarović | Nikolina Čuljak, Tomislav Hrpka, Sanja Kovačević, Dorotea Vučić, Tomislav Štefanac, Zvonimir Čizmar, Stjepan Mataušić i Ivana Mišetić                                             | 15. decembar 2005  |
| 255              | 75                 | "Epizoda 2.75"  | Berislav Makarović | Nikolina Čuljak, Tomislav Hrpka, Sanja Kovačević, Dorotea Vučić, Tomislav Štefanac, Zvonimir Čizmar, Stjepan Mataušić i Ivana Mišetić                                             | 16. decembar 2005  |
| 256              | 76                 | "Epizoda 2.76"  | Nikola Ivanda      | Nikolina Čuljak, Tomislav Hrpka, Sanja Kovačević, Dorotea Vučić, Tomislav Štefanac, Zvonimir Čizmar, Stjepan Mataušić i Ivana Mišetić                                             | 19. decembar 2005  |
| 257              | 77                 | "Epizoda 2.77"  | Nikola Ivanda      | Nikolina Čuljak, Tomislav Hrpka, Sanja Kovačević, Dorotea Vučić, Tomislav Štefanac, Zvonimir Čizmar, Stjepan Mataušić i Ivana Mišetić                                             | 20. decembar 2005  |
| 258              | 78                 | "Epizoda 2.78"  | Nikola Ivanda      | Nikolina Čuljak, Tomislav Hrpka, Sanja Kovačević, Dorotea Vučić, Tomislav Štefanac, Zvonimir Čizmar, Stjepan Mataušić i Ivana Mišetić                                             | 21. decembar 2005  |
| 259              | 79                 | "Epizoda 2.79"  | Nikola Ivanda      | Nikolina Čuljak, Milijan Ivezić, Sanja Kovačević, Dorotea Vučić, Tomislav Štefanac, Zvonimir Čizmar, Stjepan Mataušić i Ivana Mišetić                                             | 22. decembar 2005  |
| 260              | 80                 | "Epizoda 2.80"  | Nikola Ivanda      | Nikolina Čuljak, Milijan Ivezić, Sanja Kovačević, Dorotea Vučić, Tomislav Štefanac, Zvonimir Čizmar, Stjepan Mataušić i Ivana Mišetić                                             | 23. decembar 2005  |
| 261              | 81                 | "Epizoda 2.81"  | Ljubo Lasić        | Nikolina Čuljak, Tomislav Hrpka, Sanja Kovačević, Dorotea Vučić, Tomislav Štefanac, Zvonimir Čizmar, Stjepan Mataušić i Ivana Mišetić                                             | 26. decembar 2005  |
| 262              | 82                 | "Epizoda 2.82"  | Ljubo Lasić        | Nikolina Čuljak, Tomislav Hrpka, Sanja Kovačević, Dorotea Vučić, Tomislav Štefanac, Zvonimir Čizmar, Stjepan Mataušić i Ivana Mišetić                                             | 27. decembar 2005  |
| 263              | 83                 | "Epizoda 2.83"  | Ljubo Lasić        | Nikolina Čuljak, Sanja Kovačević, Milijan Ivezić, Dorotea Vučić, Tomislav Štefanac, Zvonimir Čizmar, Stjepan Mataušić i Ivana Mišetić                                             | 28. decembar 2005  |
| 264              | 84                 | "Epizoda 2.84"  | Ljubo Lasić        | Nikolina Čuljak, Sanja Kovačević, Milijan Ivezić, Dorotea Vučić, Tomislav Štefanac, Zvonimir Čizmar, Stjepan Mataušić i Ivana Mišetić                                             | 29. decembar 2005  |
| 265              | 85                 | "Epizoda 2.85"  | Ljubo Lasić        | Nikolina Čuljak, Sanja Kovačević, Milijan Ivezić, Dorotea Vučić, Tomislav Štefanac, Zvonimir Čizmar, Stjepan Mataušić i Ivana Mišetić                                             | 30. decembar 2005  |
| 266              | 86                 | "Epizoda 2.86"  | Mirna Miličić      | Nikolina Čuljak, Tomislav Hrpka, Sanja Kovačević, Dorotea Vučić, Tomislav Štefanac, Zvonimir Čizmar, Stjepan Mataušić i Ivana Mišetić                                             | 2. januar 2006     |
| 267              | 87                 | "Epizoda 2.87"  | Mirna Miličić      | Nikolina Čuljak, Tomislav Hrpka, Sanja Kovačević, Dorotea Vučić, Tomislav Štefanac, Zvonimir Čizmar, Stjepan Mataušić i Ivana Mišetić                                             | 3. januar 2006     |
| 268              | 88                 | "Epizoda 2.88"  | Mirna Miličić      | Nikolina Čuljak, Tomislav Hrpka, Sanja Kovačević, Dorotea Vučić, Tomislav Štefanac, Zvonimir Čizmar, Stjepan Mataušić i Ivana Mišetić                                             | 4. januar 2006     |
| 269              | 89                 | "Epizoda 2.89"  | Mirna Miličić      | Nikolina Čuljak, Milijan Ivezić, Sanja Kovačević, Dorotea Vučić, Tomislav Štefanac, Zvonimir Čizmar, Stjepan Mataušić i Ivana Mišetić                                             | 5. januar 2006     |
| 270              | 90                 | "Epizoda 2.90"  | Mirna Miličić      | Nikolina Čuljak, Milijan Ivezić, Sanja Kovačević, Dorotea Vučić, Tomislav Štefanac, Zvonimir Čizmar, Stjepan Mataušić i Ivana Mišetić                                             | 6. januar 2006     |
| 271              | 91                 | "Epizoda 2.91"  | Berislav Makarović | Nikolina Čuljak, Tomislav Hrpka, Sanja Kovačević, Dorotea Vučić, Tomislav Štefanac, Zvonimir Čizmar, Stjepan Mataušić i Ivana Mišetić                                             | 9. januar 2006     |
| 272              | 92                 | "Epizoda 2.92"  | Berislav Makarović | Nikolina Čuljak, Tomislav Hrpka, Sanja Kovačević, Dorotea Vučić, Tomislav Štefanac, Zvonimir Čizmar, Stjepan Mataušić i Ivana Mišetić                                             | 10. januar 2006    |
| 273              | 93                 | "Epizoda 2.93"  | Berislav Makarović | Nikolina Čuljak, Milijan Ivezić, Sanja Kovačević, Dorotea Vučić, Tomislav Štefanac, Zvonimir Čizmar, Stjepan Mataušić i Ivana Mišetić                                             | 11. januar 2006    |
| 274              | 94                 | "Epizoda 2.93"  | Berislav Makarović | Nikolina Čuljak, Milijan Ivezić, Sanja Kovačević, Dorotea Vučić, Tomislav Štefanac, Zvonimir Čizmar, Stjepan Mataušić i Ivana Mišetić                                             | 12. januar 2006    |
| 275              | 95                 | "Epizoda 2.95"  | Berislav Makarović | Nikolina Čuljak, Tomislav Hrpka, Sanja Kovačević, Dorotea Vučić, Tomislav Štefanac, Zvonimir Čizmar, Stjepan Mataušić i Ivana Mišetić                                             | 13. januar 2006    |
| 276              | 96                 | "Epizoda 2.96"  | Nikola Ivanda      | Nikolina Čuljak, Tomislav Hrpka, Sanja Kovačević, Dorotea Vučić, Tomislav Štefanac, Zvonimir Čizmar, Stjepan Mataušić i Ivana Mišetić                                             | 16. januar 2006    |
| 277              | 97                 | "Epizoda 2.97"  | Nikola Ivanda      | Nikolina Čuljak, Tomislav Hrpka, Sanja Kovačević, Dorotea Vučić, Tomislav Štefanac, Zvonimir Čizmar, Stjepan Mataušić i Ivana Mišetić                                             | 17. januar 2006    |
| 278              | 98                 | "Epizoda 2.98"  | Nikola Ivanda      | Nikolina Čuljak, Milijan Ivezić, Sanja Kovačević, Dorotea Vučić, Tomislav Štefanac, Zvonimir Čizmar, Stjepan Mataušić i Ivana Mišetić                                             | 18. januar 2006    |
| 279              | 99                 | "Epizoda 2.99"  | Nikola Ivanda      | Nikolina Čuljak, Milijan Ivezić, Sanja Kovačević, Dorotea Vučić, Tomislav Štefanac, Zvonimir Čizmar, Stjepan Mataušić i Ivana Mišetić                                             | 19. januar 2006    |
| 280              | 100                | "Epizoda 2.100" | Nikola Ivanda      | Nikolina Čuljak, Milijan Ivezić, Sanja Kovačević, Dorotea Vučić, Tomislav Štefanac, Zvonimir Čizmar, Stjepan Mataušić i Ivana Mišetić                                             | 20. januar 2006    |
| 281              | 101                | "Epizoda 2.101" | Ljubo Lasić        | Nikolina Čuljak, Tomislav Hrpka, Sanja Kovačević, Dorotea Vučić, Tomislav Štefanac, Zvonimir Čizmar, Stjepan Mataušić i Ivana Mišetić                                             | 23. januar 2006    |
| 282              | 102                | "Epizoda 2.102" | Ljubo Lasić        | Nikolina Čuljak, Milijan Ivezić, Sanja Kovačević, Dorotea Vučić, Tomislav Štefanac, Zvonimir Čizmar, Stjepan Mataušić i Ivana Mišetić                                             | 24. januar 2006    |
| 283              | 103                | "Epizoda 2.103" | Ljubo Lasić        | Nikolina Čuljak, Milijan Ivezić, Sanja Kovačević, Dorotea Vučić, Tomislav Štefanac, Zvonimir Čizmar, Stjepan Mataušić i Ivana Mišetić                                             | 25. januar 2006    |
| 284              | 104                | "Epizoda 2.104" | Ljubo Lasić        | Nikolina Čuljak, Milijan Ivezić, Sanja Kovačević, Dorotea Vučić, Tomislav Štefanac, Zvonimir Čizmar, Stjepan Mataušić i Ivana Mišetić                                             | 26. јануар 2006.   |
| 285              | 105                | "Epizoda 2.105" | Ljubo Lasić        | Nikolina Čuljak, Milijan Ivezić, Sanja Kovačević, Dorotea Vučić, Tomislav Štefanac, Zvonimir Čizmar, Stjepan Mataušić i Ivana Mišetić                                             | 27. јануар 2006.   |
| 286              | 106                | "Epizoda 2.106" | Mirna Miličić      | Nikolina Čuljak, Milijan Ivezić, Sanja Kovačević, Dorotea Vučić, Tomislav Štefanac, Zvonimir Čizmar, Stjepan Mataušić i Ivana Mišetić                                             | 30. јануар 2006.   |
| 287              | 107                | "Epizoda 2.107" | Mirna Miličić      | Nikolina Čuljak, Milijan Ivezić, Sanja Kovačević, Dorotea Vučić, Tomislav Štefanac, Zvonimir Čizmar, Stjepan Mataušić i Ivana Mišetić                                             | 31. јануар 2006.   |
| 288              | 108                | "Epizoda 2.108" | Mirna Miličić      | Nikolina Čuljak, Tomislav Hrpka, Sanja Kovačević, Dorotea Vučić, Tomislav Štefanac, Zvonimir Čizmar, Stjepan Mataušić i Ivana Mišetić                                             | 1. фебруар 2006.   |
| 289              | 109                | "Epizoda 2.109" | Mirna Miličić      | Nikolina Čuljak, Tomislav Hrpka, Sanja Kovačević, Dorotea Vučić, Tomislav Štefanac, Zvonimir Čizmar, Stjepan Mataušić i Ivana Mišetić                                             | 2. фебруар 2006.   |
| 290              | 110                | "Epizoda 2.110" | Mirna Miličić      | Nikolina Čuljak, Tomislav Hrpka, Sanja Kovačević, Dorotea Vučić, Tomislav Štefanac, Zvonimir Čizmar i Ivana Mišetić                                                               | 3. фебруар 2006.   |
| 291              | 111                | "Epizoda 2.111" | Berislav Makarović | Nikolina Čuljak, Ivana Milković, Milijan Ivezić, Sanja Kovačević, Tomislav Hrpka, Dorotea Vučić, Zvonimir Čizmar i Ivana Mišetić                                                  | 6. фебруар 2006.   |
| 292              | 112                | "Epizoda 2.112" | Berislav Makarović | Nikolina Čuljak, Ivana Milković, Milijan Ivezić, Sanja Kovačević, Tomislav Hrpka, Dorotea Vučić, Zvonimir Čizmar i Ivana Mišetić                                                  | 7. фебруар 2006.   |
| 293              | 113                | "Epizoda 2.113" | Berislav Makarović | Nikolina Čuljak, Ivana Milković, Milijan Ivezić, Sanja Kovačević, Tomislav Hrpka, Dorotea Vučić, Zvonimir Čizmar i Ivana Mišetić                                                  | 8. фебруар 2006.   |
| 294              | 114                | "Epizoda 2.114" | Berislav Makarović | Nikolina Čuljak, Ivana Milković, Milijan Ivezić, Sanja Kovačević, Tomislav Hrpka, Dorotea Vučić, Zvonimir Čizmar i Ivana Mišetić                                                  | 9. фебруар 2006.   |
| 295              | 115                | "Epizoda 2.115" | Berislav Makarović | Nikolina Čuljak, Ivana Milković, Milijan Ivezić, Sanja Kovačević, Tomislav Hrpka, Dorotea Vučić, Zvonimir Čizmar i Ivana Mišetić                                                  | 10. фебруар 2006.  |
| 296              | 116                | "Epizoda 2.116" | Nikola Ivanda      | Nikolina Čuljak, Alan Čubrilo, Ivana Milković, Milijan Ivezić, Sanja Kovačević, Tomislav Hrpka, Dorotea Vučić, Zvonimir Čizmar i Ivana Mišetić                                    | 13. фебруар 2006.  |
| 297              | 117                | "Epizoda 2.117" | Nikola Ivanda      | Nikolina Čuljak, Alan Čubrilo, Ivana Milković, Milijan Ivezić, Sanja Kovačević, Tomislav Hrpka, Dorotea Vučić, Zvonimir Čizmar i Ivana Mišetić                                    | 14. фебруар 2006.  |
| 298              | 118                | "Epizoda 2.118" | Nikola Ivanda      | Nikolina Čuljak, Alan Čubrilo, Ivana Milković, Milijan Ivezić, Sanja Kovačević, Tomislav Hrpka, Dorotea Vučić, Zvonimir Čizmar i Ivana Mišetić                                    | 15. фебруар 2006.  |
| 299              | 119                | "Epizoda 2.119" | Nikola Ivanda      | Nikolina Čuljak, Alan Čubrilo, Ivana Milković, Milijan Ivezić, Sanja Kovačević, Tomislav Hrpka, Dorotea Vučić, Zvonimir Čizmar i Ivana Mišetić                                    | 16. фебруар 2006.  |
| 300              | 120                | "Epizoda 2.120" | Nikola Ivanda      | Nikolina Čuljak, Alan Čubrilo, Ivana Milković, Milijan Ivezić, Sanja Kovačević, Tomislav Hrpka, Dorotea Vučić, Zvonimir Čizmar i Ivana Mišetić                                    | 17. фебруар 2006.  |
| 301              | 121                | "Epizoda 2.121" | Nikola Ivanda      | Nikolina Čuljak, Alan Čubrilo, Ivana Milković, Milijan Ivezić, Sanja Kovačević, Tomislav Hrpka, Dorotea Vučić, Zvonimir Čizmar, Marijana Nola i Ivana Mišetić                     | 20. фебруар 2006.  |
| 302              | 122                | "Epizoda 2.122" | Ljubo Lasić        | Nikolina Čuljak, Alan Čubrilo, Ivana Milković, Milijan Ivezić, Sanja Kovačević, Tomislav Hrpka, Dorotea Vučić, Zvonimir Čizmar, Marijana Nola i Ivana Mišetić                     | 21. фебруар 2006.  |
| 303              | 123                | "Epizoda 2.123" | Ljubo Lasić        | Nikolina Čuljak, Alan Čubrilo, Ivana Milković, Milijan Ivezić, Sanja Kovačević, Tomislav Hrpka, Dorotea Vučić, Zvonimir Čizmar, Marijana Nola i Ivana Mišetić                     | 22. фебруар 2006.  |
| 304              | 124                | "Epizoda 2.124" | Mirna Miličić      | Nikolina Čuljak, Alan Čubrilo, Ivana Milković, Milijan Ivezić, Sanja Kovačević, Tomislav Hrpka, Dorotea Vučić, Zvonimir Čizmar, Marijana Nola i Ivana Mišetić                     | 23. фебруар 2006.  |
| 305              | 125                | "Epizoda 2.125" | Ljubo Lasić        | Nikolina Čuljak, Alan Čubrilo, Ivana Milković, Milijan Ivezić, Sanja Kovačević, Tomislav Hrpka, Dorotea Vučić, Zvonimir Čizmar, Marijana Nola i Ivana Mišetić                     | 24. фебруар 2006.  |
| 306              | 126                | "Epizoda 2.126" | Mirna Miličić      | Nikolina Čuljak, Josip Visković, Ivana Milković, Milijan Ivezić, Sanja Kovačević, Tomislav Hrpka, Dorotea Vučić, Zvonimir Čizmar, Marijana Nola i Ivana Mišetić                   | 27. фебруар 2006.  |
| 307              | 127                | "Epizoda 2.127" | Mirna Miličić      | Nikolina Čuljak, Josip Visković, Ivana Milković, Milijan Ivezić, Sanja Kovačević, Tomislav Hrpka, Dorotea Vučić, Zvonimir Čizmar, Marijana Nola i Ivana Mišetić                   | 28. фебруар 2006.  |
| 308              | 128                | "Epizoda 2.128" | Mirna Miličić      | Nikolina Čuljak, Josip Visković, Ivana Milković, Milijan Ivezić, Sanja Kovačević, Tomislav Hrpka, Dorotea Vučić, Zvonimir Čizmar, Marijana Nola i Ivana Mišetić                   | 1. март 2006.      |
| 309              | 129                | "Epizoda 2.129" | Mirna Miličić      | Nikolina Čuljak, Josip Visković, Ivana Milković, Milijan Ivezić, Sanja Kovačević, Tomislav Hrpka, Dorotea Vučić, Zvonimir Čizmar, Marijana Nola i Ivana Mišetić                   | 2. март 2006.      |
| 310              | 130                | "Epizoda 2.130" | Mirna Miličić      | Nikolina Čuljak, Josip Visković, Sanja Kovačević, Dorotea Vučić, Tomislav Štefanac, Zvonimir Čizmar, Stjepan Mataušić i Ivana Mišetić                                             | 3. март 2006.      |
| 311              | 131                | "Epizoda 2.131" | Dinko Paleka       | Nikolina Čuljak, Josip Visković, Ivana Milković, Milijan Ivezić, Sanja Kovačević, Tomislav Hrpka, Dorotea Vučić, Zvonimir Čizmar, Marijana Nola i Ivana Mišetić                   | 6. март 2006.      |
| 312              | 132                | "Epizoda 2.132" | Dinko Paleka       | Nikolina Čuljak, Josip Visković, Ivana Milković, Milijan Ivezić, Sanja Kovačević, Tomislav Hrpka, Dorotea Vučić, Zvonimir Čizmar, Marijana Nola i Ivana Mišetić                   | 7. март 2006.      |
| 313              | 133                | "Epizoda 2.133" | Dinko Paleka       | Nikolina Čuljak, Josip Visković, Ivana Milković, Milijan Ivezić, Sanja Kovačević, Tomislav Hrpka, Dorotea Vučić, Zvonimir Čizmar, Marijana Nola i Ivana Mišetić                   | 8. март 2006.      |
| 314              | 134                | "epizoda 2.135" | Dinko Paleka       | Nikolina Čuljak, Josip Visković, Ivana Milković, Milijan Ivezić, Sanja Kovačević, Tomislav Hrpka, Dorotea Vučić, Zvonimir Čizmar, Marijana Nola i Ivana Mišetić                   | 9. март 2006.      |
| 315              | 135                | "Epizoda 2.135" | Dinko Paleka       | Nikolina Čuljak, Josip Visković, Ivana Milković, Milijan Ivezić, Sanja Kovačević, Tomislav Hrpka, Dorotea Vučić, Zvonimir Čizmar, Marijana Nola i Ivana Mišetić                   | 10. март 2006.     |
| 316              | 136                | "Epizoda 2.136" | Nikola Ivanda      | Nikolina Čuljak, Maja Cvetković, Ivana Milković, Milijan Ivezić, Sanja Kovačević, Tomislav Hrpka, Dorotea Vučić, Zvonimir Čizmar, Marijana Nola i Ivana Mišetić                   | 13. март 2006.     |
| 317              | 137                | "Epizoda 2.137" | Nikola Ivanda      | Nikolina Čuljak, Maja Cvetković, Ivana Milković, Milijan Ivezić, Sanja Kovačević, Tomislav Hrpka, Dorotea Vučić, Zvonimir Čizmar, Marijana Nola i Ivana Mišetić                   | 14. март 2006.     |
| 318              | 138                | "Epizoda 2.138" | Nikola Ivanda      | Nikolina Čuljak, Maja Cvetković, Ivana Milković, Milijan Ivezić, Sanja Kovačević, Tomislav Hrpka, Dorotea Vučić, Zvonimir Čizmar, Marijana Nola i Ivana Mišetić                   | 15. март 2006.     |
| 319              | 139                | "Epizoda 2.139" | Nikola Ivanda      | Nikolina Čuljak, Maja Cvetković, Ivana Milković, Milijan Ivezić, Sanja Kovačević, Tomislav Hrpka, Dorotea Vučić, Zvonimir Čizmar, Marijana Nola i Ivana Mišetić                   | 16. март 2006.     |
| 320              | 140                | "Epizoda 2.140" | Nikola Ivanda      | Nikolina Čuljak, Maja Cvetković, Ivana Milković, Milijan Ivezić, Sanja Kovačević, Tomislav Hrpka, Dorotea Vučić, Zvonimir Čizmar, Marijana Nola i Ivana Mišetić                   | 17. март 2006.     |
| 321              | 141                | "Epizoda 2.141" | Ljubo Lasić        | Nikolina Čuljak, Maja Cvetković, Ivana Milković, Milijan Ivezić, Sanja Kovačević, Tomislav Hrpka, Dorotea Vučić, Zvonimir Čizmar, Marijana Nola i Ivana Mišetić                   | 20. март 2006.     |
| 322              | 142                | "Epizoda 2.142" | Ljubo Lasić        | Nikolina Čuljak, Maja Cvetković, Sanja Kovačević, Dorotea Vučić, Tomislav Štefanac, Zvonimir Čizmar, Stjepan Mataušić i Ivana Mišetić                                             | 21. март 2006.     |
| 323              | 143                | "Epizoda 2.143" | Ljubo Lasić        | Nikolina Čuljak, Maja Cvetković, Ivana Milković, Milijan Ivezić, Sanja Kovačević, Tomislav Hrpka, Dorotea Vučić, Zvonimir Čizmar, Marijana Nola i Ivana Mišetić                   | 22. март 2006.     |
| 324              | 144                | "Epizoda 2.144" | Ljubo Lasić        | Nikolina Čuljak, Maja Cvetković, Ivana Milković, Milijan Ivezić, Sanja Kovačević, Tomislav Hrpka, Dorotea Vučić, Zvonimir Čizmar, Marijana Nola i Ivana Mišetić                   | 23. март 2006.     |
| 325              | 145                | "Epizoda 2.145" | Ljubo Lasić        | Nikolina Čuljak, Maja Cvetković, Ivana Milković, Milijan Ivezić, Sanja Kovačević, Dorotea Vučić, Tomislav Hrpka, Zvonimir Čizmar, Stjepan Mataušić, Marijana Nola i Ivana Mišetić | 24. март 2006.     |
| 326              | 146                | "Epizoda 2.146" | Mirna Miličić      | Nikolina Čuljak, Ivana Milković, Milijan Ivezić, Sanja Kovačević, Tomislav Hrpka, Zvonimir Čizmar, Marijana Nola i Ivana Mišetić                                                  | 27. март 2006.     |
| 327              | 147                | "Epizoda 2.147" | Mirna Miličić      | Nikolina Čuljak, Ivana Milković, Milijan Ivezić, Sanja Kovačević, Tomislav Hrpka, Zvonimir Čizmar, Marijana Nola i Ivana Mišetić                                                  | 28. март 2006.     |
| 328              | 148                | "Epizoda 2.148" | Mirna Miličić      | Nikolina Čuljak, Ivana Milković, Milijan Ivezić, Sanja Kovačević, Tomislav Hrpka, Zvonimir Čizmar, Marijana Nola i Ivana Mišetić                                                  | 29. март 2006.     |
| 329              | 149                | "Epizoda 2.149" | Mirna Miličić      | Nikolina Čuljak, Ivana Milković, Milijan Ivezić, Sanja Kovačević, Tomislav Hrpka, Zvonimir Čizmar, Marijana Nola i Ivana Mišetić                                                  | 30. март 2006.     |
| 330              | 150                | "Epizoda 2.150" | Mirna Miličić      | Nikolina Čuljak, Ivana Milković, Milijan Ivezić, Sanja Kovačević, Tomislav Hrpka, Zvonimir Čizmar, Marijana Nola i Ivana Mišetić                                                  | 31. март 2006.     |
| 331              | 151                | "Epizoda 2.151" | Dinko Paleka       | Nikolina Čuljak, Ivana Milković, Ivan kovač, Milijan Ivezić, Tomislav Hrpka, Marijana Nola, Alan Čubrilo i Ivana Mišetić                                                          | 3. април 2006.     |
| 332              | 152                | "Epizoda 2.152" | Dinko Paleka       | Nikolina Čuljak, Ivana Milković, Ivan kovač, Milijan Ivezić, Tomislav Hrpka, Marijana Nola, Alan Čubrilo i Ivana Mišetić                                                          | 4. април 2006.     |
| 333              | 153                | "EPizoda 2.153" | Dinko Paleka       | Nikolina Čuljak, Ivana Milković, Ivan kovač, Milijan Ivezić, Tomislav Hrpka, Marijana Nola, Alan Čubrilo i Ivana Mišetić                                                          | 5. април 2006.     |
| 334              | 154                | "Epizoda 2.154" | Dinko Paleka       | Nikolina Čuljak, Ivana Milković, Ivan kovač, Milijan Ivezić, Tomislav Hrpka, Marijana Nola, Alan Čubrilo i Ivana Mišetić                                                          | 6. април 2006.     |
| 335              | 155                | "Epizoda 2.155" | Dinko Paleka       | Nikolina Čuljak, Ivana Milković, Ivan Kovač, Milijan Ivezić, Tomislav Hrpka, Marijana Nola, Alan Čubrilo i Ivana Mišetić                                                          | 7. април 2006.     |
| 336              | 156                | "Epizoda 2.156" | Berislav Makarović | Nikolina Čuljak, Ivana Milković, Ivan Kovač, Milijan Ivezić, Tomislav Hrpka, Marijana Nola, Alan Čubrilo i Ivana Mišetić                                                          | 10. април 2006.    |
| 337              | 157                | "Epizoda 2.157" | Berislav Makarović | Nikolina Čuljak, Ivana Milković, Ivan Kovač, Milijan Ivezić, Tomislav Hrpka, Marijana Nola, Alan Čubrilo i Ivana Mišetić                                                          | 11. април 2006.    |
| 338              | 158                | "Epizoda 2.158" | Dinko Paleka       | Nikolina Čuljak, Ivana Milković, Ivan Kovač, Milijan Ivezić, Tomislav Hrpka, Marijana Nola, Alan Čubrilo i Ivana Mišetić                                                          | 12. април 2006.    |
| 339              | 159                | "Epizoda 2.159" | Berislav Makarović | Nikolina Čuljak, Ivana Milković, Ivan Kovač, Milijan Ivezić, Tomislav Hrpka, Marijana Nola, Alan Čubrilo i Ivana Mišetić                                                          | 13. април 2006.    |
| 340              | 160                | "Epizoda 2.160" | Berislav Makarović | Nikolina Čuljak, Ivana Milković, Ivan Kovač, Milijan Ivezić, Tomislav Hrpka, Marijana Nola, Alan Čubrilo i Ivana Mišetić                                                          | 14. април 2006.    |
| 341              | 161                | "Epizoda 2.161" | Ljubo Lasić        | Nikolina Čuljak, Ivana Milković, Ivan Kovač, Milijan Ivezić, Tomislav Hrpka, Marijana Nola, Alan Čubrilo i Ivana Mišetić                                                          | 17. април 2006.    |
| 342              | 162                | "Epizoda 2.162" | Ljubo Lasić        | Nikolina Čuljak, Ivana Milković, Ivan Kovač, Milijan Ivezić, Tomislav Hrpka, Marijana Nola, Alan Čubrilo i Ivana Mišetić                                                          | 18. април 2006.    |
| 343              | 163                | "Epizoda 2.163" | Ljubo Lasić        | Nikolina Čuljak, Ivana Milković, Ivan Kovač, Milijan Ivezić, Tomislav Hrpka, Marijana Nola, Alan Čubrilo i Ivana Mišetić                                                          | 19. април 2006.    |
| 344              | 164                | "epizoda 2.164" | Ljubo Lasić        | Nikolina Čuljak, Ivana Milković, Ivan Kovač, Milijan Ivezić, Tomislav Hrpka, Marijana Nola, Alan Čubrilo i Ivana Mišetić                                                          | 20. април 2006.    |
| 345              | 165                | "Epizoda 2.165" | Ljubo Lasić        | Nikolina Čuljak, Ivana Milković, Ivan Kovač, Milijan Ivezić, Tomislav Hrpka, Marijana Nola, Alan Čubrilo i Ivana Mišetić                                                          | 21. април 2006.    |
| 346              | 166                | "Epizoda 2.166" | Mirna Miličić      | Nikolina Čuljak, Ivana Milković, Ivan Kovač, Milijan Ivezić, Tomislav Hrpka, Marijana Nola, Alan Čubrilo i Ivana Mišetić                                                          | 24. април 2006.    |
| 347              | 167                | "Epizoda 2.167" | Mirna Miličić      | Nikolina Čuljak, Ivana Milković, Ivan Kovač, Milijan Ivezić, Tomislav Hrpka, Marijana Nola, Alan Čubrilo i Ivana Mišetić                                                          | 25. април 2006.    |
| 348              | 168                | "Epizoda 2.168" | Mirna Miličić      | Nikolina Čuljak, Ivana Milković, Ivan Kovač, Milijan Ivezić, Tomislav Hrpka, Marijana Nola, Alan Čubrilo i Ivana Mišetić                                                          | 26. април 2006.    |
| 349              | 169                | "Epizoda 2.169" | Mirna Miličić      | Nikolina Čuljak, Ivana Milković, Ivan Kovač, Milijan Ivezić, Tomislav Hrpka, Marijana Nola, Alan Čubrilo i Ivana Mišetić                                                          | 27. април 2006.    |
| 350              | 170                | "Epizoda 2.170" | Mirna Miličić      | Nikolina Čuljak, Ivana Milković, Ivan Kovač, Milijan Ivezić, Tomislav Hrpka, Marijana Nola, Alan Čubrilo i Ivana Mišetić                                                          | 28. април 2006.    |
| 351              | 171                | "Epizoda 2.171" | Dinko Paleka       | Nikolina Čuljak, Ivana Milković, Ivan Kovač, Milijan Ivezić, Tomislav Hrpka, Marijana Nola, Alan Čubrilo i Ivana Mišetić                                                          | 1. мај 2006.       |
| 352              | 172                | "Epizoda 2.172" | Dinko Paleka       | Nikolina Čuljak, Ivana Milković, Ivan Kovač, Milijan Ivezić, Tomislav Hrpka, Marijana Nola, Alan Čubrilo i Ivana Mišetić                                                          | 2. мај 2006.       |
| 353              | 173                | "Epizoda 2.173" | Dinko Paleka       | Nikolina Čuljak, Ivana Milković, Ivan Kovač, Milijan Ivezić, Tomislav Hrpka, Marijana Nola, Alan Čubrilo i Ivana Mišetić                                                          | 3. мај 2006.       |
| 354              | 174                | "Epizoda 2.174" | Dinko Paleka       | Nikolina Čuljak, Ivana Milković, Ivan Kovač, Milijan Ivezić, Tomislav Hrpka, Marijana Nola, Alan Čubrilo i Ivana Mišetić                                                          | 4. мај 2006.       |
| 355              | 175                | "Epizoda 2.175" | Dinko Paleka       | Nikolina Čuljak, Ivana Milković, Ivan Kovač, Milijan Ivezić, Tomislav Hrpka, Marijana Nola, Alan Čubrilo i Ivana Mišetić                                                          | 5. мај 2006.       |
| 356              | 176                | "Epizoda 2.176" | Berislav Makarović | Nikolina Čuljak, Ivana Milković, Ivan Kovač, Milijan Ivezić, Tomislav Hrpka, Marijana Nola, Alan Čubrilo i Ivana Mišetić                                                          | 8. мај 2006.       |
| 357              | 177                | "Epizoda 2.177" | Berislav Makarović | Nikolina Čuljak, Ivana Milković, Ivan Kovač, Milijan Ivezić, Tomislav Hrpka, Marijana Nola, Alan Čubrilo i Ivana Mišetić                                                          | 9. мај 2006.       |
| 358              | 178                | "Epizoda 2.178" | Berislav Makarović | Nikolina Čuljak, Ivana Milković, Ivan Kovač, Milijan Ivezić, Tomislav Hrpka, Marijana Nola, Alan Čubrilo i Ivana Mišetić                                                          | 10. мај 2006.      |
| 359              | 179                | "Epizoda 2.179" | Berislav Makarović | Nikolina Čuljak, Ivana Milković, Ivan Kovač, Milijan Ivezić, Tomislav Hrpka, Marijana Nola, Alan Čubrilo i Ivana Mišetić                                                          | 11. мај 2006.      |
| 360              | 180                | "Epizoda 2.180" | Berislav Makarović | Nikolina Čuljak, Ivana Milković, Ivan Kovač, Milijan Ivezić, Tomislav Hrpka, Marijana Nola, Alan Čubrilo i Ivana Mišetić                                                          | 12. мај 2006.      |
| 361              | 181                | "epizoda 2.181" | Nikola Ivanda      | Nikolina Čuljak, Ivana Milković, Ivan Kovač, Milijan Ivezić, Tomislav Hrpka, Marijana Nola, Inge Privora, Alan Čubrilo i Ivana Mišetić                                            | 15. мај 2006.      |
| 362              | 182                | "Epizoda 2.182" | Nikola Ivanda      | Nikolina Čuljak, Ivana Milković, Ivan Kovač, Milijan Ivezić, Tomislav Hrpka, Marijana Nola, Inge Privora, Alan Čubrilo i Ivana Mišetić                                            | 16. мај 2006.      |
| 363              | 183                | "Epizoda 2.183" | Nikola Ivanda      | Nikolina Čuljak, Ivana Milković, Ivan Kovač, Milijan Ivezić, Tomislav Hrpka, Marijana Nola, Inge Privora, Alan Čubrilo i Ivana Mišetić                                            | 17. мај 2006.      |
| 364              | 184                | "epizoda 2.184" | Nikola Ivanda      | Nikolina Čuljak, Ivana Milković, Ivan Kovač, Milijan Ivezić, Tomislav Hrpka, Marijana Nola, Inge Privora, Alan Čubrilo i Ivana Mišetić                                            | 18. мај 2006.      |
| 365              | 185                | "Epizoda 2.185" | Nikola Ivanda      | Nikolina Čuljak, Ivana Milković, Ivan Kovač, Milijan Ivezić, Tomislav Hrpka, Marijana Nola, Inge Privora, Alan Čubrilo i Ivana Mišetić                                            | 19. мај 2006.      |
| 366              | 186                | "Epizoda 2.186" | Ljubo Lasić        | Nikolina Čuljak, Ivana Milković, Ivan Kovač, Milijan Ivezić, Tomislav Hrpka, Marijana Nola, Inge Privora, Alan Čubrilo i Ivana Mišetić                                            | 22. мај 2006.      |
| 367              | 187                | "Epizoda 2.187" | Ljubo Lasić        | Nikolina Čuljak, Ivana Milković, Ivan Kovač, Milijan Ivezić, Tomislav Hrpka, Marijana Nola, Inge Privora, Alan Čubrilo i Ivana Mišetić                                            | 23. мај 2006.      |
| 368              | 188                | "Epizoda 2.188" | Ljubo Lasić        | Nikolina Čuljak, Ivana Milković, Ivan Kovač, Milijan Ivezić, Tomislav Hrpka, Marijana Nola, Inge Privora, Alan Čubrilo i Ivana Mišetić                                            | 24. мај 2006.      |
| 369              | 189                | "Epizoda 2.189" | Ljubo Lasić        | Nikolina Čuljak, Ivana Milković, Ivan Kovač, Milijan Ivezić, Tomislav Hrpka, Marijana Nola, Inge Privora, Alan Čubrilo i Ivana Mišetić                                            | 25. мај 2006.      |
| 370              | 190                | "Epizoda 2.190" | Ljubo Lasić        | Nikolina Čuljak, Ivana Milković, Ivan Kovač, Milijan Ivezić, Tomislav Hrpka, Marijana Nola, Inge Privora, Alan Čubrilo i Ivana Mišetić                                            | 26. мај 2006.      |
| 371              | 191                | "Epizoda 2.191" | Dinko Paleka       | Nikolina Čuljak, Ivana Milković, Ivan Kovač, Milijan Ivezić, Tomislav Hrpka, Marijana Nola, Inge Privora, Alan Čubrilo i Ivana Mišetić                                            | 29. мај 2006.      |
| 372              | 192                | "Epizoda 2.192" | Dinko Paleka       | Nikolina Čuljak, Ivana Milković, Ivan Kovač, Milijan Ivezić, Tomislav Hrpka, Marijana Nola, Inge Privora, Alan Čubrilo i Ivana Mišetić                                            | 30. мај 2006.      |
| 373              | 193                | "Epizoda 2.193" | Dinko Paleka       | Nikolina Čuljak, Ivana Milković, Ivan Kovač, Milijan Ivezić, Tomislav Hrpka, Marijana Nola, Inge Privora, Alan Čubrilo i Ivana Mišetić                                            | 31. мај 2006.      |
| 374              | 194                | "Epizoda 2.194" | Dinko Paleka       | Nikolina Čuljak, Ivana Milković, Ivan Kovač, Milijan Ivezić, Tomislav Hrpka, Marijana Nola, Inge Privora, Alan Čubrilo i Ivana Mišetić                                            | 1. јун 2006.       |
| 375              | 195                | "Epizoda 2.195" | Dinko Paleka       | Nikolina Čuljak, Ivana Milković, Ivan Kovač, Milijan Ivezić, Tomislav Hrpka, Marijana Nola, Inge Privora, Alan Čubrilo i Ivana Mišetić                                            | 2. јун 2006.       |
| 376              | 196                | "Epizoda 2.196" | Berislav Makarović | Nikolina Čuljak, Ivana Milković, Ivan Kovač, Milijan Ivezić, Tomislav Hrpka, Marijana Nola, Inge Privora, Alan Čubrilo i Ivana Mišetić                                            | 5. јун 2006.       |
| 377              | 197                | "Epizoda 2.197" | Berislav Makarović | Nikolina Čuljak, Ivana Milković, Ivan Kovač, Milijan Ivezić, Tomislav Hrpka, Marijana Nola, Inge Privora, Alan Čubrilo i Ivana Mišetić                                            | 6. јун 2006.       |
| 378              | 198                | "Epizoda 2.198" | Berislav Makarović | Nikolina Čuljak, Ivana Milković, Ivan Kovač, Milijan Ivezić, Tomislav Hrpka, Marijana Nola, Inge Privora, Alan Čubrilo i Ivana Mišetić                                            | 7. јун 2006.       |
| 379              | 199                | "Epizoda 2.199" | Berislav Makarović | Nikolina Čuljak, Ivana Milković, Ivan Kovač, Milijan Ivezić, Tomislav Hrpka, Marijana Nola, Inge Privora, Alan Čubrilo i Ivana Mišetić                                            | 8. јун 2006.       |
| 380              | 200                | "Epizoda 2.200" | Berislav Makarović | Nikolina Čuljak, Ivana Milković, Ivan Kovač, Milijan Ivezić, Tomislav Hrpka, Marijana Nola, Inge Privora, Alan Čubrilo i Ivana Mišetić                                            | 9. јун 2006.       |
| 381              | 201                | "Epizoda 2.201" | Mirna Miličić      | Nikolina Čuljak, Ivana Milković, Ivan Kovač, Milijan Ivezić, Tomislav Hrpka, Inge Privora, Alan Čubrilo i Ivana Mišetić                                                           | 12. јун 2006.      |
| 382              | 202                | "Epizoda 2.202" | Mirna Miličić      | Nikolina Čuljak, Ivana Milković, Ivan Kovač, Milijan Ivezić, Tomislav Hrpka, Inge Privora, Alan Čubrilo i Ivana Mišetić                                                           | 13. јун 2006.      |
| 383              | 203                | "Epizoda 2.203" | Mirna Miličić      | Nikolina Čuljak, Ivana Milković, Ivan Kovač, Milijan Ivezić, Tomislav Hrpka, Inge Privora, Alan Čubrilo i Ivana Mišetić                                                           | 14. јун 2006.      |
| 384              | 204                | "Epizoda 2.204" | Mirna Miličić      | Nikolina Čuljak, Ivana Milković, Ivan Kovač, Milijan Ivezić, Tomislav Hrpka, Inge Privora, Alan Čubrilo i Ivana Mišetić                                                           | 15. јун 2006.      |
| 385              | 205                | "Epizoda 2.205" | Mirna Miličić      | Nikolina Čuljak, Ivana Milković, Ivan Kovač, Milijan Ivezić, Tomislav Hrpka, Inge Privora, Alan Čubrilo i Ivana Mišetić                                                           | 16. јун 2006.      |
| 386              | 206                | "Epizoda 2.206" | Dinko Paleka       | Nikolina Čuljak, Ivana Milković, Ivan Kovač, Milijan Ivezić, Tomislav Hrpka, Inge Privora, Alan Čubrilo i Ivana Mišetić                                                           | 19. јун 2006.      |
| 387              | 207                | "Epizoda 2.207" | Dinko Paleka       | Nikolina Čuljak, Ivana Milković, Ivan Kovač, Milijan Ivezić, Tomislav Hrpka, Inge Privora, Alan Čubrilo i Ivana Mišetić                                                           | 20. јун 2006.      |
| 388              | 208                | "Epizoda 2.208" | Dinko Paleka       | Nikolina Čuljak, Ivana Milković, Ivan Kovač, Milijan Ivezić, Tomislav Hrpka, Inge Privora, Alan Čubrilo i Ivana Mišetić                                                           | 21. јун 2006.      |
| 389              | 209                | "Epizoda 2.209" | Dinko Paleka       | Nikolina Čuljak, Ivana Milković, Ivan Kovač, Milijan Ivezić, Tomislav Hrpka, Inge Privora, Alan Čubrilo i Ivana Mišetić                                                           | 22. јун 2006.      |
| 390              | 210                | "Epizoda 2.210" | Dinko Paleka       | Nikolina Čuljak, Ivana Milković, Ivan Kovač, Milijan Ivezić, Tomislav Hrpka, Inge Privora, Alan Čubrilo i Ivana Mišetić                                                           | 23. јун 2006.      |
| 391              | 211                | "Epizoda 2.211" | Ljubo Lasić        | Nikolina Čuljak, Ivana Milković, Ivan Kovač, Milijan Ivezić, Tomislav Hrpka, Inge Privora, Alan Čubrilo i Ivana Mišetić                                                           | 26. јун 2006.      |
| 392              | 212                | "Epizoda 2.212" | Ljubo Lasić        | Nikolina Čuljak, Ivana Milković, Ivan Kovač, Milijan Ivezić, Tomislav Hrpka, Inge Privora, Alan Čubrilo i Ivana Mišetić                                                           | 27. јун 2006.      |
| 393              | 213                | "Epizoda 2.213" | Ljubo Lasić        | Nikolina Čuljak, Ivana Milković, Ivan Kovač, Milijan Ivezić, Tomislav Hrpka, Inge Privora, Alan Čubrilo i Ivana Mišetić                                                           | 28. јун 2006.      |
| 394              | 214                | "Epizoda 2.214" | Ljubo Lasić        | Nikolina Čuljak, Ivana Milković, Ivan Kovač, Milijan Ivezić, Tomislav Hrpka, Inge Privora, Alan Čubrilo i Ivana Mišetić                                                           | 29. јун 2006.      |
| 395              | 215                | "Epizoda 2.215" | Ljubo Lasić        | Nikolina Čuljak, Ivana Milković, Ivan Kovač, Milijan Ivezić, Tomislav Hrpka, Inge Privora, Alan Čubrilo i Ivana Mišetić                                                           | 30. јун 2006.      |

### Sezona 3 (2006−07)
| Бр. еп. (укупно) | Бр. еп. (у сезони) | Наслов          | Редитељ            | Сценариста | Премијера          |
| ---------------- | ------------------ | --------------- | ------------------ | --- | ------------------ |
| 396              | 1                  | „Epizoda 3.1”   | Berislav Makarović | Nikolina Čuljak, Ivana Milković, Ivan Kovač, Milijan Ivezić, Tomislav Hrpka, Inge Privora, Alan Čubrilo i Ivana Mišetić                                     | 4. septembar 2006  |
| 397              | 2                  | „Epizoda 3.2”   | Berislav Makarović | Nikolina Čuljak, Ivana Milković, Ivan Kovač, Milijan Ivezić, Tomislav Hrpka, Inge Privora, Alan Čubrilo i Ivana Mišetić                                     | 5. septembar 2006  |
| 398              | 3                  | „Epizoda 3.3”   | Berislav Makarović | Nikolina Čuljak, Ivana Milković, Ivan Kovač, Milijan Ivezić, Tomislav Hrpka, Inge Privora, Alan Čubrilo i Ivana Mišetić                                     | 6. septembar 2006  |
| 399              | 4                  | „Epizoda 3.4”   | Berislav Makarović | Nikolina Čuljak, Ivana Milković, Ivan Kovač, Milijan Ivezić, Tomislav Hrpka, Inge Privora, Alan Čubrilo i Ivana Mišetić                                     | 7. septembar 2006  |
| 400              | 5                  | „Epizoda 3.5”   | Berislav Makarović | Nikolina Čuljak, Ivana Milković, Ivan Kovač, Milijan Ivezić, Tomislav Hrpka, Inge Privora, Alan Čubrilo i Ivana Mišetić                                     | 8. septembar 2006  |
| 401              | 6                  | „Epizoda 3.6”   | Milo Grisogono     | Nikolina Čuljak, Ivana Milković, Ivan Kovač, Milijan Ivezić, Tomislav Hrpka, Inge Privora, Alan Čubrilo i Ivana Mišetić                                     | 11. septembar 2006 |
| 402              | 7                  | „Epizoda 3.7”   | Milo Grisogono     | Nikolina Čuljak, Ivana Milković, Ivan Kovač, Milijan Ivezić, Tomislav Hrpka, Inge Privora, Alan Čubrilo i Ivana Mišetić                                     | 12. septembar 2006 |
| 403              | 8                  | „Epizoda 3.8”   | Milo Grisogono     | Nikolina Čuljak, Ivana Milković, Ivan Kovač, Milijan Ivezić, Tomislav Hrpka, Inge Privora, Alan Čubrilo i Ivana Mišetić                                     | 13. septembar 2006 |
| 404              | 9                  | „Epizoda 3.9”   | Milo Grisogono     | Nikolina Čuljak, Ivana Milković, Ivan Kovač, Milijan Ivezić, Tomislav Hrpka, Inge Privora, Alan Čubrilo i Ivana Mišetić                                     | 14. septembar 2006 |
| 405              | 10                 | „Epizoda 3.10”  | Milo Grisogono     | Nikolina Čuljak, Ivana Milković, Ivan Kovač, Milijan Ivezić, Tomislav Hrpka, Inge Privora, Alan Čubrilo i Ivana Mišetić                                     | 15. septembar 2006 |
| 406              | 11                 | „Epizoda 3.11”  | Mirna Miličić      | Nikolina Čuljak, Ivana Milković, Ivan Kovač, Milijan Ivezić, Tomislav Hrpka, Inge Privora, Alan Čubrilo i Ivana Mišetić                                     | 18. septembar 2006 |
| 407              | 12                 | „Epizoda 3.12”  | Mirna Miličić      | Nikolina Čuljak, Ivana Milković, Ivan Kovač, Milijan Ivezić, Tomislav Hrpka, Inge Privora, Alan Čubrilo i Ivana Mišetić                                     | 19. septembar 2006 |
| 408              | 13                 | „Epizoda 3.13”  | Mirna Miličić      | Nikolina Čuljak, Ivana Milković, Ivan Kovač, Milijan Ivezić, Tomislav Hrpka, Inge Privora, Alan Čubrilo i Ivana Mišetić                                     | 20. septembar 2006 |
| 409              | 14                 | „Epizoda 3.14”  | Mirna Miličić      | Nikolina Čuljak, Ivana Milković, Ivan Kovač, Milijan Ivezić, Tomislav Hrpka, Inge Privora, Alan Čubrilo i Ivana Mišetić                                     | 21. septembar 2006 |
| 410              | 15                 | „Epizoda 3.15”  | Mirna Miličić      | Nikolina Čuljak, Ivana Milković, Ivan Kovač, Milijan Ivezić, Tomislav Hrpka, Inge Privora, Alan Čubrilo i Ivana Mišetić                                     | 22. septembar 2006 |
| 411              | 16                 | „Epizoda 3.16”  | Dinko Paleka       | Nikolina Čuljak, Ivana Milković, Ivan Kovač, Milijan Ivezić, Tomislav Hrpka, Inge Privora, Alan Čubrilo, Ivana Pocrnić i Ivana Mišetić                      | 25. septembar 2006 |
| 412              | 17                 | „Epizoda 3.17”  | Dinko Paleka       | Nikolina Čuljak, Ivana Milković, Ivan Kovač, Milijan Ivezić, Tomislav Hrpka, Inge Privora, Alan Čubrilo, Ivana Pocrnić i Ivana Mišetić                      | 26. septembar 2006 |
| 413              | 18                 | „Epizoda 3.18”  | Dinko Paleka       | Nikolina Čuljak, Ivana Milković, Ivan Kovač, Milijan Ivezić, Tomislav Hrpka, Inge Privora, Alan Čubrilo, Ivana Pocrnić i Ivana Mišetić                      | 27. septembar 2006 |
| 414              | 19                 | „Epizoda 3.19”  | Dinko Paleka       | Nikolina Čuljak, Ivana Milković, Ivan Kovač, Milijan Ivezić, Tomislav Hrpka, Inge Privora, Alan Čubrilo, Ivana Pocrnić i Ivana Mišetić                      | 28. septembar 2006 |
| 415              | 20                 | „Epizoda 3.20”  | Dinko Paleka       | Nikolina Čuljak, Ivana Milković, Ivan Kovač, Milijan Ivezić, Tomislav Hrpka, Inge Privora, Alan Čubrilo, Ivana Pocrnić i Ivana Mišetić                      | 29. septembar 2006 |
| 416              | 21                 | „Epizoda 3.21”  | Ljubo Lasić        | Nikolina Čuljak, Ivana Milković, Ivan Kovač, Milijan Ivezić, Tomislav Hrpka, Inge Privora, Alan Čubrilo, Ivana Pocrnić i Ivana Mišetić                      | 2. oktobar 2006    |
| 417              | 22                 | „Epizoda 3.22”  | Ljubo Lasić        | Nikolina Čuljak, Ivana Milković, Ivan Kovač, Milijan Ivezić, Tomislav Hrpka, Inge Privora, Alan Čubrilo, Ivana Pocrnić i Ivana Mišetić                      | 3. oktobar 2006    |
| 418              | 23                 | „Epizoda 3.23”  | Ljubo Lasić        | Nikolina Čuljak, Ivana Milković, Ivan Kovač, Milijan Ivezić, Tomislav Hrpka, Inge Privora, Alan Čubrilo, Ivana Pocrnić i Ivana Mišetić                      | 4. oktobar 2006    |
| 419              | 24                 | „Epizoda 3.24”  | Ljubo Lasić        | Nikolina Čuljak, Ivana Milković, Ivan Kovač, Milijan Ivezić, Tomislav Hrpka, Inge Privora, Alan Čubrilo, Ivana Pocrnić i Ivana Mišetić                      | 5. oktobar 2006    |
| 420              | 25                 | „Epizoda 3.25”  | Ljubo Lasić        | Nikolina Čuljak, Ivana Milković, Ivan Kovač, Milijan Ivezić, Tomislav Hrpka, Inge Privora, Alan Čubrilo, Ivana Pocrnić i Ivana Mišetić                      | 6. oktobar 2006    |
| 421              | 26                 | „Epizoda 3.26”  | Nikola Ivanda      | Nikolina Čuljak, Ivana Milković, Ivan Kovač, Milijan Ivezić, Tomislav Hrpka, Inge Privora, Alan Čubrilo, Ivana Pocrnić i Ivana Mišetić                      | 9. oktobar 2006    |
| 422              | 27                 | „Epizoda 3.27”  | Nikola Ivanda      | Nikolina Čuljak, Ivana Milković, Ivan Kovač, Milijan Ivezić, Tomislav Hrpka, Inge Privora, Alan Čubrilo, Ivana Pocrnić i Ivana Mišetić                      | 10. oktobar 2006   |
| 423              | 28                 | „Epizoda 3.28”  | Nikola Ivanda      | Nikolina Čuljak, Ivana Milković, Ivan Kovač, Milijan Ivezić, Tomislav Hrpka, Inge Privora, Alan Čubrilo, Ivana Pocrnić i Ivana Mišetić                      | 11. oktobar 2006   |
| 424              | 29                 | „Epizoda 3.29”  | Nikola Ivanda      | Nikolina Čuljak, Ivana Milković, Ivan Kovač, Milijan Ivezić, Tomislav Hrpka, Inge Privora, Alan Čubrilo, Ivana Pocrnić i Ivana Mišetić                      | 12. oktobar 2006   |
| 425              | 30                 | „Epizoda 3.30”  | Nikola Ivanda      | Nikolina Čuljak, Ivana Milković, Ivan Kovač, Milijan Ivezić, Tomislav Hrpka, Inge Privora, Alan Čubrilo, Ivana Pocrnić i Ivana Mišetić                      | 13. oktobar 2006   |
| 426              | 31                 | „Epizoda 3.31”  | Mirna Miličić      | Nikolina Čuljak, Ivana Milković, Ivan Kovač, Milijan Ivezić, Tomislav Hrpka, Inge Privora, Alan Čubrilo, Ivana Pocrnić, Aleksandar Krištek, i Ivana Mišetić | 16. oktobar 2006   |
| 427              | 32                 | „Epizoda 3.32”  | Mirna Miličić      | Nikolina Čuljak, Ivana Milković, Ivan Kovač, Milijan Ivezić, Tomislav Hrpka, Inge Privora, Alan Čubrilo, Ivana Pocrnić, Aleksandar Krištek, i Ivana Mišetić | 17. oktobar 2006   |
| 428              | 33                 | „Epizoda 3.33”  | Mirna Miličić      | Nikolina Čuljak, Ivana Milković, Ivan Kovač, Milijan Ivezić, Tomislav Hrpka, Inge Privora, Alan Čubrilo, Ivana Pocrnić, Aleksandar Krištek, i Ivana Mišetić | 18. oktobar 2006   |
| 429              | 34                 | „Epizoda 3.34”  | Mirna Miličić      | Nikolina Čuljak, Ivana Milković, Ivan Kovač, Milijan Ivezić, Tomislav Hrpka, Inge Privora, Alan Čubrilo, Ivana Pocrnić, Aleksandar Krištek, i Ivana Mišetić | 19. oktobar 2006   |
| 430              | 35                 | „Epizoda 3.35”  | Mirna Miličić      | Nikolina Čuljak, Ivana Milković, Ivan Kovač, Milijan Ivezić, Tomislav Hrpka, Inge Privora, Alan Čubrilo, Ivana Pocrnić, Aleksandar Krištek, i Ivana Mišetić | 20. oktobar 2006   |
| 431              | 36                 | „Epizoda 3.36”  | Dinko Paleka       | Nikolina Čuljak, Ivana Milković, Ivan Kovač, Milijan Ivezić, Tomislav Hrpka, Inge Privora, Alan Čubrilo, Iva Ilakovac, Aleksandar Krištek, i Ivana Mišetić  | 23. oktobar 2006   |
| 432              | 37                 | „Epizoda 3.37”  | Dinko Paleka       | Nikolina Čuljak, Ivana Milković, Ivan Kovač, Milijan Ivezić, Tomislav Hrpka, Inge Privora, Alan Čubrilo, Iva Ilakovac, Aleksandar Krištek, i Ivana Mišetić  | 24. oktobar 2006   |
| 433              | 38                 | „Epizoda 3.38”  | Dinko Paleka       | Nikolina Čuljak, Ivana Milković, Ivan Kovač, Milijan Ivezić, Tomislav Hrpka, Inge Privora, Alan Čubrilo, Iva Ilakovac, Aleksandar Krištek, i Ivana Mišetić  | 25. oktobar 2006   |
| 434              | 39                 | „Epizoda 3.39”  | Dinko Paleka       | Nikolina Čuljak, Ivana Milković, Ivan Kovač, Milijan Ivezić, Tomislav Hrpka, Inge Privora, Alan Čubrilo, Iva Ilakovac, Aleksandar Krištek, i Ivana Mišetić  | 26. oktobar 2006   |
| 435              | 40                 | „Epizoda 3.40”  | Dinko Paleka       | Nikolina Čuljak, Ivana Milković, Ivan Kovač, Milijan Ivezić, Tomislav Hrpka, Inge Privora, Alan Čubrilo, Iva Ilakovac, Aleksandar Krištek, i Ivana Mišetić  | 27. oktobar 2006   |
| 436              | 41                 | „Epizoda 3.41”  | Berislav Makarović | Nikolina Čuljak, Ivana Milković, Ivan Kovač, Milijan Ivezić, Tomislav Hrpka, Inge Privora, Alan Čubrilo, Iva Ilakovac, Ivana Peroš, i Ivana Mišetić         | 30. oktobar 2006   |
| 437              | 42                 | „Epizoda 3.42”  | Berislav Makarović | Nikolina Čuljak, Ivana Milković, Ivan Kovač, Milijan Ivezić, Tomislav Hrpka, Inge Privora, Alan Čubrilo, Iva Ilakovac, Ivana Peroš, i Ivana Mišetić         | 31. oktobar 2006   |
| 438              | 43                 | „Epizoda 3.43”  | Berislav Makarović | Nikolina Čuljak, Ivana Milković, Ivan Kovač, Milijan Ivezić, Tomislav Hrpka, Inge Privora, Alan Čubrilo, Iva Ilakovac, Ivana Peroš, i Ivana Mišetić         | 1. novembar 2006   |
| 439              | 44                 | „Epizoda 3.44”  | Berislav Makarović | Nikolina Čuljak, Ivana Milković, Ivan Kovač, Milijan Ivezić, Tomislav Hrpka, Inge Privora, Alan Čubrilo, Iva Ilakovac, Ivana Peroš, i Ivana Mišetić         | 2. novembar 2006   |
| 440              | 45                 | „Epizoda 3.45”  | Berislav Makarović | Nikolina Čuljak, Ivana Milković, Ivan Kovač, Milijan Ivezić, Tomislav Hrpka, Inge Privora, Alan Čubrilo, Iva Ilakovac, Ivana Peroš, i Ivana Mišetić         | 3. novembar 2006   |
| 441              | 46                 | „Epizoda 3.46”  | Milivoj Puhlovski  | Nikolina Čuljak, Ivana Milković, Ivan Kovač, Milijan Ivezić, Tomislav Hrpka, Inge Privora, Alan Čubrilo, Ivan Delaš, Ivana Peroš, i Ivana Mišetić           | 6. novembar 2006   |
| 442              | 47                 | „Epizoda 3.47”  | Milivoj Puhlovski  | Nikolina Čuljak, Ivana Milković, Ivan Kovač, Milijan Ivezić, Tomislav Hrpka, Inge Privora, Alan Čubrilo, Ivan Delaš, Ivana Peroš, i Ivana Mišetić           | 7. novembar 2006   |
| 443              | 48                 | „Epizoda 3.48”  | Milivoj Puhlovski  | Nikolina Čuljak, Ivana Milković, Ivan Kovač, Milijan Ivezić, Tomislav Hrpka, Inge Privora, Alan Čubrilo, Ivan Delaš, Ivana Peroš, i Ivana Mišetić           | 8. novembar 2006   |
| 444              | 49                 | „Epizoda 3.49”  | Milivoj Puhlovski  | Nikolina Čuljak, Ivana Milković, Ivan Kovač, Milijan Ivezić, Tomislav Hrpka, Inge Privora, Alan Čubrilo, Ivan Delaš, Ivana Peroš, i Ivana Mišetić           | 9. novembar 2006   |
| 445              | 50                 | „Epizoda 3.50”  | Milivoj Puhlovski  | Nikolina Čuljak, Ivana Milković, Ivan Kovač, Milijan Ivezić, Tomislav Hrpka, Inge Privora, Alan Čubrilo, Ivan Delaš, Ivana Peroš, i Ivana Mišetić           | 10. novembar 2006  |
| 446              | 51                 | „Epizoda 3.51”  | Dinko Paleka       | Nikolina Čuljak, Ivana Milković, Ivan Kovač, Milijan Ivezić, Tomislav Hrpka, Inge Privora, Alan Čubrilo, Ivan Delaš i Ivana Mišetić                         | 13. novembar 2006  |
| 447              | 52                 | „Epizoda 3.52”  | Dinko Paleka       | Nikolina Čuljak, Ivana Milković, Ivan Kovač, Milijan Ivezić, Tomislav Hrpka, Inge Privora, Alan Čubrilo, Ivan Delaš i Ivana Mišetić                         | 14. novembar 2006  |
| 448              | 53                 | „Epizoda 3.53”  | Dinko Paleka       | Nikolina Čuljak, Ivana Milković, Ivan Kovač, Milijan Ivezić, Tomislav Hrpka, Inge Privora, Alan Čubrilo, Ivan Delaš i Ivana Mišetić                         | 15. novembar 2006  |
| 449              | 54                 | „Epizoda 3.54”  | Dinko Paleka       | Nikolina Čuljak, Ivana Milković, Ivan Kovač, Milijan Ivezić, Tomislav Hrpka, Inge Privora, Alan Čubrilo, Ivan Delaš i Ivana Mišetić                         | 16. novembar 2006  |
| 450              | 55                 | „Epizoda 3.55”  | Dinko Paleka       | Nikolina Čuljak, Ivana Milković, Ivan Kovač, Milijan Ivezić, Tomislav Hrpka, Inge Privora, Alan Čubrilo, Ivan Delaš i Ivana Mišetić                         | 17. novembar 2006  |
| 451              | 56                 | „Epizoda 3.56”  | Stanislav Tomić    | Nikolina Čuljak, Ivana Milković, Ivan Kovač, Milijan Ivezić, Tomislav Hrpka, Inge Privora, Alan Čubrilo i Ivana Mišetić                                     | 20. novembar 2006  |
| 452              | 57                 | „Epizoda 3.57”  | Stanislav Tomić    | Nikolina Čuljak, Ivana Milković, Ivan Kovač, Milijan Ivezić, Tomislav Hrpka, Inge Privora, Alan Čubrilo i Ivana Mišetić                                     | 21. novembar 2006  |
| 453              | 58                 | „Epizoda 3.58”  | Stanislav Tomić    | Nikolina Čuljak, Ivana Milković, Ivan Kovač, Milijan Ivezić, Tomislav Hrpka, Inge Privora, Alan Čubrilo i Ivana Mišetić                                     | 22. novembar 2006  |
| 454              | 59                 | „Epizoda 3.59”  | Stanislav Tomić    | Nikolina Čuljak, Ivana Milković, Ivan Kovač, Milijan Ivezić, Tomislav Hrpka, Inge Privora, Alan Čubrilo i Ivana Mišetić                                     | 23. novembar 2006  |
| 455              | 60                 | „Epizoda 3.60”  | Stanislav Tomić    | Nikolina Čuljak, Ivana Milković, Ivan Kovač, Milijan Ivezić, Tomislav Hrpka, Inge Privora, Alan Čubrilo i Ivana Mišetić                                     | 24. novembar 2006  |
| 456              | 61                 | „Epizoda 3.61”  | Milivoj Puhlovski  | Josie Ward, Nikolina Čuljak, Ivana Milković, Ivan Kovač, Milijan Ivezić, Tomislav Hrpka, Inge Privora, Alan Čubrilo, Iva Ilakovac i Ivana Mišetić           | 27. novembar 2006  |
| 457              | 62                 | „Epizoda 3.62”  | Milivoj Puhlovski  | Josie Ward, Nikolina Čuljak, Ivana Milković, Ivan Kovač, Milijan Ivezić, Tomislav Hrpka, Inge Privora, Alan Čubrilo, Iva Ilakovac i Ivana Mišetić           | 28. novembar 2006  |
| 458              | 63                 | „Epizoda 3.63”  | Milivoj Puhlovski  | Josie Ward, Nikolina Čuljak, Ivana Milković, Ivan Kovač, Milijan Ivezić, Tomislav Hrpka, Inge Privora, Alan Čubrilo, Iva Ilakovac i Ivana Mišetić           | 29. novembar 2006  |
| 459              | 64                 | „Epizoda 3.64”  | Milivoj Puhlovski  | Josie Ward, Nikolina Čuljak, Ivana Milković, Ivan Kovač, Milijan Ivezić, Tomislav Hrpka, Inge Privora, Alan Čubrilo, Iva Ilakovac i Ivana Mišetić           | 30. novembar 2006  |
| 460              | 65                 | „Epizoda 3.65”  | Milivoj Puhlovski  | Josie Ward, Nikolina Čuljak, Ivana Milković, Ivan Kovač, Milijan Ivezić, Tomislav Hrpka, Inge Privora, Alan Čubrilo, Iva Ilakovac i Ivana Mišetić           | 1. decembar 2006   |
| 461              | 66                 | „Epizoda 3.66”  | Dinko Paleka       | Josie Ward, Nikolina Čuljak, Ivana Milković, Ivan Kovač, Milijan Ivezić, Tomislav Hrpka, Inge Privora, Alan Čubrilo, Iva Ilakovac i Ivana Mišetić           | 4. decembar 2006   |
| 462              | 67                 | „Epizoda 3.67”  | Dinko Paleka       | Josie Ward, Nikolina Čuljak, Ivana Milković, Ivan Kovač, Milijan Ivezić, Tomislav Hrpka, Inge Privora, Alan Čubrilo, Iva Ilakovac i Ivana Mišetić           | 5. decembar 2006   |
| 463              | 68                 | „Epizoda 3.68”  | Dinko Paleka       | Josie Ward, Nikolina Čuljak, Ivana Milković, Ivan Kovač, Milijan Ivezić, Tomislav Hrpka, Inge Privora, Alan Čubrilo, Iva Ilakovac i Ivana Mišetić           | 6. decembar 2006   |
| 464              | 69                 | „Epizoda 3.69”  | Dinko Paleka       | Josie Ward, Nikolina Čuljak, Ivana Milković, Ivan Kovač, Milijan Ivezić, Tomislav Hrpka, Inge Privora, Alan Čubrilo, Iva Ilakovac i Ivana Mišetić           | 7. decembar 2006   |
| 465              | 70                 | „Epizoda 3.70”  | Dinko Paleka       | Josie Ward, Nikolina Čuljak, Ivana Milković, Ivan Kovač, Milijan Ivezić, Tomislav Hrpka, Inge Privora, Alan Čubrilo, Iva Ilakovac i Ivana Mišetić           | 8. decembar 2006   |
| 466              | 71                 | „Epizoda 3.71”  | Mirna Miličić      | Josie Ward, Nikolina Čuljak, Ivana Milković, Ivan Kovač, Milijan Ivezić, Tomislav Hrpka, Inge Privora, Alan Čubrilo, Iva Ilakovac i Ivana Mišetić           | 11. decembar 2006  |
| 467              | 72                 | „Epizoda 3.72”  | Mirna Miličić      | Josie Ward, Nikolina Čuljak, Ivana Milković, Ivan Kovač, Milijan Ivezić, Tomislav Hrpka, Inge Privora, Alan Čubrilo, Iva Ilakovac i Ivana Mišetić           | 12. decembar 2006  |
| 468              | 73                 | „Epizoda 3.73”  | Mirna Miličić      | Josie Ward, Nikolina Čuljak, Ivana Milković, Ivan Kovač, Milijan Ivezić, Tomislav Hrpka, Inge Privora, Alan Čubrilo, Iva Ilakovac i Ivana Mišetić           | 13. decembar 2006  |
| 469              | 74                 | „Epizoda 3.74”  | Mirna Miličić      | Josie Ward, Nikolina Čuljak, Ivana Milković, Ivan Kovač, Milijan Ivezić, Tomislav Hrpka, Inge Privora, Alan Čubrilo, Iva Ilakovac i Ivana Mišetić           | 14. decembar 2006  |
| 470              | 75                 | „Epizoda 3.75”  | Mirna Miličić      | Josie Ward, Nikolina Čuljak, Ivana Milković, Ivan Kovač, Milijan Ivezić, Tomislav Hrpka, Inge Privora, Alan Čubrilo, Iva Ilakovac i Ivana Mišetić           | 15. decembar 2006  |
| 471              | 76                 | „Epizoda 3.76”  | Stanislav Tomić    | Josie Ward, Tomislav Štefanac, Ivana Milković, Ivan Kovač, Milijan Ivezić, Tomislav Hrpka, Inge Privora, Alan Čubrilo, Iva Ilakovac i Ivana Mišetić         | 18. decembar 2006  |
| 472              | 77                 | „Epizoda 3.77”  | Stanislav Tomić    | Josie Ward, Tomislav Štefanac, Ivana Milković, Ivan Kovač, Milijan Ivezić, Tomislav Hrpka, Inge Privora, Alan Čubrilo, Iva Ilakovac i Ivana Mišetić         | 19. decembar 2006  |
| 473              | 78                 | „Epizoda 3.78”  | Stanislav Tomić    | Josie Ward, Tomislav Štefanac, Ivana Milković, Ivan Kovač, Milijan Ivezić, Tomislav Hrpka, Inge Privora, Alan Čubrilo, Iva Ilakovac i Ivana Mišetić         | 20. decembar 2006  |
| 474              | 79                 | „Epizoda 3.79”  | Stanislav Tomić    | Josie Ward, Tomislav Štefanac, Ivana Milković, Ivan Kovač, Milijan Ivezić, Tomislav Hrpka, Inge Privora, Alan Čubrilo, Iva Ilakovac i Ivana Mišetić         | 21. decembar 2006  |
| 475              | 80                 | „Epizoda 3.80”  | Stanislav Tomić    | Josie Ward, Tomislav Štefanac, Ivana Milković, Ivan Kovač, Milijan Ivezić, Tomislav Hrpka, Inge Privora, Alan Čubrilo, Iva Ilakovac i Ivana Mišetić         | 22. decembar 2006  |
| 476              | 81                 | „Epizoda 3.81”  | Milivoj Puhlovski  | Josie Ward, Tomislav Štefanac, Ivana Milković, Ivan Kovač, Milijan Ivezić, Tomislav Hrpka, Inge Privora, Alan Čubrilo, Iva Ilakovac i Ivana Mišetić         | 25. decembar 2006  |
| 477              | 82                 | „Epizoda 3.82”  | Milivoj Puhlovski  | Josie Ward, Tomislav Štefanac, Ivana Milković, Ivan Kovač, Milijan Ivezić, Tomislav Hrpka, Inge Privora, Alan Čubrilo, Iva Ilakovac i Ivana Mišetić         | 26. decembar 2006  |
| 478              | 83                 | „Epizoda 3.83”  | Milivoj Puhlovski  | Josie Ward, Tomislav Štefanac, Ivana Milković, Ivan Kovač, Milijan Ivezić, Tomislav Hrpka, Inge Privora, Alan Čubrilo, Iva Ilakovac i Ivana Mišetić         | 27. decembar 2006  |
| 479              | 84                 | „Epizoda 3.84”  | Milivoj Puhlovski  | Josie Ward, Tomislav Štefanac, Ivana Milković, Ivan Kovač, Milijan Ivezić, Tomislav Hrpka, Inge Privora, Alan Čubrilo, Iva Ilakovac i Ivana Mišetić         | 28. decembar 2006  |
| 480              | 85                 | „Epizoda 3.85”  | Milivoj Puhlovski  | Josie Ward, Tomislav Štefanac, Ivana Milković, Ivan Kovač, Milijan Ivezić, Tomislav Hrpka, Inge Privora, Alan Čubrilo, Iva Ilakovac i Ivana Mišetić         | 29. decembar 2006  |
| 481              | 86                 | „Epizoda 3.86”  | Dinko Paleka       | Josie Ward, Tomislav Štefanac, Ivana Milković, Ivan Kovač, Milijan Ivezić, Tomislav Hrpka, Inge Privora, Alan Čubrilo, Iva Ilakovac i Ivana Mišetić         | 1. januar 2007     |
| 482              | 87                 | „Epizoda 3.87”  | Dinko Paleka       | Josie Ward, Tomislav Štefanac, Ivana Milković, Ivan Kovač, Milijan Ivezić, Tomislav Hrpka, Inge Privora, Alan Čubrilo, Iva Ilakovac i Ivana Mišetić         | 2. januar 2007     |
| 483              | 88                 | „Epizoda 3.88”  | Dinko Paleka       | Josie Ward, Tomislav Štefanac, Ivana Milković, Ivan Kovač, Milijan Ivezić, Tomislav Hrpka, Inge Privora, Alan Čubrilo, Iva Ilakovac i Ivana Mišetić         | 3. januar 2007     |
| 484              | 89                 | „Epizoda 3.89”  | Dinko Paleka       | Josie Ward, Tomislav Štefanac, Ivana Milković, Ivan Kovač, Milijan Ivezić, Tomislav Hrpka, Inge Privora, Alan Čubrilo, Iva Ilakovac i Ivana Mišetić         | 4. januar 2007     |
| 485              | 90                 | „Epizoda 3.90”  | Dinko Paleka       | Josie Ward, Tomislav Štefanac, Ivana Milković, Ivan Kovač, Milijan Ivezić, Tomislav Hrpka, Inge Privora, Alan Čubrilo, Iva Ilakovac i Ivana Mišetić         | 5. januar 2007     |
| 486              | 91                 | „Epizoda 3.91”  | Mirna Miličić      | Josie Ward, Tomislav Štefanac, Ivana Milković, Ivan Kovač, Milijan Ivezić, Tomislav Hrpka, Inge Privora, Alan Čubrilo, Iva Ilakovac i Ivana Mišetić         | 8. januar 2007     |
| 487              | 92                 | „Epizoda 3.92”  | Mirna Miličić      | Josie Ward, Tomislav Štefanac, Ivana Milković, Ivan Kovač, Milijan Ivezić, Tomislav Hrpka, Inge Privora, Alan Čubrilo, Iva Ilakovac i Ivana Mišetić         | 9. januar 2007     |
| 488              | 93                 | „Epizoda 3.93”  | Mirna Miličić      | Josie Ward, Tomislav Štefanac, Ivana Milković, Ivan Kovač, Milijan Ivezić, Tomislav Hrpka, Inge Privora, Alan Čubrilo, Iva Ilakovac i Ivana Mišetić         | 10. januar 2007    |
| 489              | 94                 | „Epizoda 3.94”  | Mirna Miličić      | Josie Ward, Tomislav Štefanac, Ivana Milković, Ivan Kovač, Milijan Ivezić, Tomislav Hrpka, Inge Privora, Alan Čubrilo, Iva Ilakovac i Ivana Mišetić         | 11. januar 2007    |
| 490              | 95                 | „Epizoda 3.95”  | Mirna Miličić      | Josie Ward, Tomislav Štefanac, Ivana Milković, Ivan Kovač, Milijan Ivezić, Tomislav Hrpka, Inge Privora, Alan Čubrilo, Iva Ilakovac i Ivana Mišetić         | 12. januar 2007    |
| 491              | 96                 | „Epizoda 3.96”  | Stanislav Tomić    | Josie Ward, Tomislav Štefanac, Ivana Milković, Ivan Kovač, Milijan Ivezić, Tomislav Hrpka, Inge Privora, Alan Čubrilo, Iva Ilakovac i Ivana Mišetić         | 15. januar 2007    |
| 492              | 97                 | „Epizoda 3.97”  | Stanislav Tomić    | Josie Ward, Tomislav Štefanac, Ivana Milković, Ivan Kovač, Milijan Ivezić, Tomislav Hrpka, Inge Privora, Alan Čubrilo, Iva Ilakovac i Ivana Mišetić         | 16. januar 2007    |
| 493              | 98                 | „Epizoda 3.98”  | Stanislav Tomić    | Josie Ward, Tomislav Štefanac, Ivana Milković, Ivan Kovač, Milijan Ivezić, Tomislav Hrpka, Inge Privora, Alan Čubrilo, Iva Ilakovac i Ivana Mišetić         | 17. januar 2007    |
| 494              | 99                 | „Epizoda 3.99”  | Stanislav Tomić    | Josie Ward, Tomislav Štefanac, Ivana Milković, Ivan Kovač, Milijan Ivezić, Tomislav Hrpka, Inge Privora, Alan Čubrilo, Iva Ilakovac i Ivana Mišetić         | 18. januar 2007    |
| 495              | 100                | „Epizoda 3.100” | Stanislav Tomić    | Josie Ward, Tomislav Štefanac, Ivana Milković, Ivan Kovač, Milijan Ivezić, Tomislav Hrpka, Inge Privora, Alan Čubrilo, Iva Ilakovac i Ivana Mišetić         | 19. januar 2007    |
| 496              | 101                | „Epizoda 3.101” | Milivoj Puhlovski  | Josie Ward, Tomislav Štefanac, Ivana Milković, Ivan Kovač, Milijan Ivezić, Tomislav Hrpka, Inge Privora, Alan Čubrilo, Iva Ilakovac i Ivana Mišetić         | 22. januar 2007    |
| 497              | 102                | „Epizoda 3.102” | Milivoj Puhlovski  | Josie Ward, Tomislav Štefanac, Ivana Milković, Ivan Kovač, Milijan Ivezić, Tomislav Hrpka, Inge Privora, Alan Čubrilo, Iva Ilakovac i Ivana Mišetić         | 23. januar 2007    |
| 498              | 103                | „Epizoda 3.103” | Milivoj Puhlovski  | Josie Ward, Tomislav Štefanac, Ivana Milković, Ivan Kovač, Milijan Ivezić, Tomislav Hrpka, Inge Privora, Alan Čubrilo, Iva Ilakovac i Ivana Mišetić         | 24. januar 2007    |
| 499              | 104                | „Epizoda 3.104” | Milivoj Puhlovski  | Josie Ward, Tomislav Štefanac, Ivana Milković, Ivan Kovač, Milijan Ivezić, Tomislav Hrpka, Inge Privora, Alan Čubrilo, Iva Ilakovac i Ivana Mišetić         | 25. januar 2007    |
| 500              | 105                | „Epizoda 3.105” | Milivoj Puhlovski  | Josie Ward, Tomislav Štefanac, Ivana Milković, Ivan Kovač, Milijan Ivezić, Tomislav Hrpka, Inge Privora, Alan Čubrilo, Iva Ilakovac i Ivana Mišetić         | 26. januar 2007    |
| 501              | 106                | „Epizoda 3.106” | Dinko Paleka       | Josie Ward, Tomislav Štefanac, Ivana Milković, Ivan Kovač, Milijan Ivezić, Tomislav Hrpka, Inge Privora, Alan Čubrilo, Iva Ilakovac i Ivana Mišetić         | 29. januar 2007    |
| 502              | 107                | „Epizoda 3.107” | Dinko Paleka       | Josie Ward, Tomislav Štefanac, Ivana Milković, Ivan Kovač, Milijan Ivezić, Tomislav Hrpka, Inge Privora, Alan Čubrilo, Iva Ilakovac i Ivana Mišetić         | 30. januar 2007    |
| 503              | 108                | „Epizoda 3.108” | Dinko Paleka       | Josie Ward, Tomislav Štefanac, Ivana Milković, Ivan Kovač, Milijan Ivezić, Tomislav Hrpka, Inge Privora, Alan Čubrilo, Iva Ilakovac i Ivana Mišetić         | 31. januar 2007    |
| 504              | 109                | „Epizoda 3.109” | Dinko Paleka       | Josie Ward, Tomislav Štefanac, Ivana Milković, Ivan Kovač, Milijan Ivezić, Tomislav Hrpka, Inge Privora, Alan Čubrilo, Iva Ilakovac i Ivana Mišetić         | 1. februar 2007    |
| 505              | 110                | „Epizoda 3.110” | Dinko Paleka       | Josie Ward, Tomislav Štefanac, Ivana Milković, Ivan Kovač, Milijan Ivezić, Tomislav Hrpka, Inge Privora, Alan Čubrilo, Iva Ilakovac i Ivana Mišetić         | 2. februar 2007    |
| 506              | 111                | „Epizoda 3.111” | Mirna Miličić      | Josie Ward, Tomislav Štefanac, Ivana Milković, Ivan Kovač, Milijan Ivezić, Tomislav Hrpka, Inge Privora, Alan Čubrilo, Iva Ilakovac i Ivana Mišetić         | 5. februar 2007    |
| 507              | 112                | „Epizoda 3.112” | Mirna Miličić      | Josie Ward, Tomislav Štefanac, Ivana Milković, Ivan Kovač, Milijan Ivezić, Tomislav Hrpka, Inge Privora, Alan Čubrilo, Iva Ilakovac i Ivana Mišetić         | 6. februar 2007    |
| 508              | 113                | „Epizoda 3.113” | Mirna Miličić      | Josie Ward, Tomislav Štefanac, Ivana Milković, Ivan Kovač, Milijan Ivezić, Tomislav Hrpka, Inge Privora, Alan Čubrilo, Iva Ilakovac i Ivana Mišetić         | 7. februar 2007    |
| 509              | 114                | „Epizoda 3.114” | Mirna Miličić      | Josie Ward, Tomislav Štefanac, Ivana Milković, Ivan Kovač, Milijan Ivezić, Tomislav Hrpka, Inge Privora, Alan Čubrilo, Iva Ilakovac i Ivana Mišetić         | 8. februar 2007    |
| 510              | 115                | „Epizoda 3.115” | Mirna Miličić      | Josie Ward, Tomislav Štefanac, Ivana Milković, Ivan Kovač, Milijan Ivezić, Tomislav Hrpka, Inge Privora, Alan Čubrilo, Iva Ilakovac i Ivana Mišetić         | 9. februar 2007    |
| 511              | 116                | „Epizoda 3.116” | Stanislav Tomić    | Josie Ward, Tomislav Štefanac, Ivana Milković, Ivan Kovač, Milijan Ivezić, Tomislav Hrpka, Inge Privora, Alan Čubrilo, Iva Ilakovac i Ivana Mišetić         | 12. februar 2007   |
| 512              | 117                | „Epizoda 3.117” | Stanislav Tomić    | Josie Ward, Tomislav Štefanac, Ivana Milković, Ivan Kovač, Milijan Ivezić, Tomislav Hrpka, Inge Privora, Alan Čubrilo, Iva Ilakovac i Ivana Mišetić         | 13. februar 2007   |
| 513              | 118                | „Epizoda 3.118” | Stanislav Tomić    | Josie Ward, Tomislav Štefanac, Ivana Milković, Ivan Kovač, Milijan Ivezić, Tomislav Hrpka, Inge Privora, Alan Čubrilo, Iva Ilakovac i Ivana Mišetić         | 14. februar 2007   |
| 514              | 119                | „Epizoda 3.119” | Stanislav Tomić    | Josie Ward, Tomislav Štefanac, Ivana Milković, Ivan Kovač, Milijan Ivezić, Tomislav Hrpka, Inge Privora, Alan Čubrilo, Iva Ilakovac i Ivana Mišetić         | 15. februar 2007   |
| 515              | 120                | „Epizoda 3.120” | Stanislav Tomić    | Josie Ward, Tomislav Štefanac, Ivana Milković, Ivan Kovač, Milijan Ivezić, Tomislav Hrpka, Inge Privora, Alan Čubrilo, Iva Ilakovac i Ivana Mišetić         | 16. februar 2007   |
| 516              | 121                | „Epizoda 3.121” | Milivoj Puhlovski  | Josie Ward, Tomislav Štefanac, Ivana Milković, Ivan Kovač, Milijan Ivezić, Tomislav Hrpka, Inge Privora, Alan Čubrilo, Iva Ilakovac i Ivana Mišetić         | 19. februar 2007   |
| 517              | 122                | „Epizoda 3.122” | Milivoj Puhlovski  | Josie Ward, Tomislav Štefanac, Ivana Milković, Ivan Kovač, Milijan Ivezić, Tomislav Hrpka, Inge Privora, Alan Čubrilo, Iva Ilakovac i Ivana Mišetić         | 20. februar 2007   |
| 518              | 123                | „Epizoda 3.123” | Milivoj Puhlovski  | Josie Ward, Tomislav Štefanac, Ivana Milković, Ivan Kovač, Milijan Ivezić, Tomislav Hrpka, Inge Privora, Alan Čubrilo, Iva Ilakovac i Ivana Mišetić         | 21. februar 2007   |
| 519              | 124                | „Epizoda 3.124” | Milivoj Puhlovski  | Josie Ward, Tomislav Štefanac, Ivana Milković, Ivan Kovač, Milijan Ivezić, Tomislav Hrpka, Inge Privora, Alan Čubrilo, Iva Ilakovac i Ivana Mišetić         | 22. februar 2007   |
| 520              | 125                | „Epizoda 3.125” | Milivoj Puhlovski  | Josie Ward, Tomislav Štefanac, Ivana Milković, Ivan Kovač, Milijan Ivezić, Tomislav Hrpka, Inge Privora, Alan Čubrilo, Iva Ilakovac i Ivana Mišetić         | 23. februar 2007   |
| 521              | 126                | „Epizoda 3.126” | Dinko Paleka       | Josie Ward, Tomislav Štefanac, Ivana Milković, Ivan Kovač, Milijan Ivezić, Tomislav Hrpka, Inge Privora, Alan Čubrilo, Iva Ilakovac i Ivana Mišetić         | 26. februar 2007   |
| 522              | 127                | „Epizoda 3.127” | Dinko Paleka       | Josie Ward, Tomislav Štefanac, Ivana Milković, Ivan Kovač, Milijan Ivezić, Tomislav Hrpka, Inge Privora, Alan Čubrilo, Iva Ilakovac i Ivana Mišetić         | 27. februar 2007   |
| 523              | 128                | „Epizoda 3.128” | Dinko Paleka       | Josie Ward, Tomislav Štefanac, Ivana Milković, Ivan Kovač, Milijan Ivezić, Tomislav Hrpka, Inge Privora, Alan Čubrilo, Iva Ilakovac i Ivana Mišetić         | 28. februar 2007   |
| 524              | 129                | „Epizoda 3.129” | Dinko Paleka       | Josie Ward, Tomislav Štefanac, Ivana Milković, Ivan Kovač, Milijan Ivezić, Tomislav Hrpka, Inge Privora, Alan Čubrilo, Iva Ilakovac i Ivana Mišetić         | 1. mart 2007       |
| 525              | 130                | „Epizoda 3.130” | Dinko Paleka       | Josie Ward, Tomislav Štefanac, Ivana Milković, Ivan Kovač, Milijan Ivezić, Tomislav Hrpka, Inge Privora, Alan Čubrilo, Iva Ilakovac i Ivana Mišetić         | 2. mart 2007       |
| 526              | 131                | „Epizoda 3.131” | Mirna Miličić      | Josie Ward, Tomislav Štefanac, Ivana Milković, Aleksandar Krištek, Milijan Ivezić, Tomislav Hrpka, Inge Privora, Ivan Delaš, Iva Ilakovac i Ivana Mišetić   | 5. mart 2007       |
| 527              | 132                | „Epizoda 3.132” | Mirna Miličić      | Josie Ward, Tomislav Štefanac, Ivana Milković, Aleksandar Krištek, Milijan Ivezić, Tomislav Hrpka, Inge Privora, Ivan Delaš, Iva Ilakovac i Ivana Mišetić   | 6. mart 2007       |
| 528              | 133                | „Epizoda 3.133” | Mirna Miličić      | Josie Ward, Tomislav Štefanac, Ivana Milković, Aleksandar Krištek, Milijan Ivezić, Tomislav Hrpka, Inge Privora, Ivan Delaš, Iva Ilakovac i Ivana Mišetić   | 7. mart 2007       |
| 529              | 134                | „Epizoda 3.134” | Mirna Miličić      | Josie Ward, Tomislav Štefanac, Ivana Milković, Aleksandar Krištek, Milijan Ivezić, Tomislav Hrpka, Inge Privora, Ivan Delaš, Iva Ilakovac i Ivana Mišetić   | 8. mart 2007       |
| 530              | 135                | „Epizoda 3.135” | Mirna Miličić      | Josie Ward, Tomislav Štefanac, Ivana Milković, Aleksandar Krištek, Milijan Ivezić, Tomislav Hrpka, Inge Privora, Ivan Delaš, Iva Ilakovac i Ivana Mišetić   | 9. mart 2007       |
| 531              | 136                | „Epizoda 3.136” | Stanislav Tomić    | Josie Ward, Tomislav Štefanac, Ivana Milković, Aleksandar Krištek, Milijan Ivezić, Tomislav Hrpka, Inge Privora, Ivan Delaš, Iva Ilakovac i Ivana Mišetić   | 12. mart 2007      |
| 532              | 137                | „Epizoda 3.137” | Stanislav Tomić    | Josie Ward, Tomislav Štefanac, Ivana Milković, Aleksandar Krištek, Milijan Ivezić, Tomislav Hrpka, Inge Privora, Ivan Delaš, Iva Ilakovac i Ivana Mišetić   | 13. mart 2007      |
| 533              | 138                | „Epizoda 3.138” | Stanislav Tomić    | Josie Ward, Tomislav Štefanac, Ivana Milković, Aleksandar Krištek, Milijan Ivezić, Tomislav Hrpka, Inge Privora, Ivan Delaš, Iva Ilakovac i Ivana Mišetić   | 14. mart 2007      |
| 534              | 139                | „Epizoda 3.139” | Stanislav Tomić    | Josie Ward, Tomislav Štefanac, Ivana Milković, Aleksandar Krištek, Milijan Ivezić, Tomislav Hrpka, Inge Privora, Ivan Delaš, Iva Ilakovac i Ivana Mišetić   | 15. mart 2007      |
| 535              | 140                | „Epizoda 3.140” | Stanislav Tomić    | Josie Ward, Tomislav Štefanac, Ivana Milković, Aleksandar Krištek, Milijan Ivezić, Tomislav Hrpka, Inge Privora, Ivan Delaš, Iva Ilakovac i Ivana Mišetić   | 16. mart 2007      |
| 536              | 141                | „Epizoda 3.141” | Bernerda Fruk      | Josie Ward, Tomislav Štefanac, Ivana Milković, Aleksandar Krištek, Milijan Ivezić, Tomislav Hrpka, Inge Privora, Ivan Delaš, Iva Ilakovac i Ivana Mišetić   | 19. mart 2007      |
| 537              | 142                | „Epizoda 3.142” | Bernerda Fruk      | Josie Ward, Tomislav Štefanac, Ivana Milković, Aleksandar Krištek, Milijan Ivezić, Tomislav Hrpka, Inge Privora, Ivan Delaš, Iva Ilakovac i Ivana Mišetić   | 20. mart 2007      |
| 538              | 143                | „Epizoda 3.143” | Bernerda Fruk      | Josie Ward, Tomislav Štefanac, Ivana Milković, Aleksandar Krištek, Milijan Ivezić, Tomislav Hrpka, Inge Privora, Ivan Delaš, Iva Ilakovac i Ivana Mišetić   | 21. mart 2007      |
| 539              | 144                | „Epizoda 3.144” | Bernerda Fruk      | Josie Ward, Tomislav Štefanac, Ivana Milković, Aleksandar Krištek, Milijan Ivezić, Tomislav Hrpka, Inge Privora, Ivan Delaš, Iva Ilakovac i Ivana Mišetić   | 22. mart 2007      |
| 540              | 145                | „Epizoda 3.145” | Bernerda Fruk      | Josie Ward, Tomislav Štefanac, Ivana Milković, Aleksandar Krištek, Milijan Ivezić, Tomislav Hrpka, Inge Privora, Ivan Delaš, Iva Ilakovac i Ivana Mišetić   | 23. mart 2007      |
| 541              | 146                | „Epizoda 3.146” | Dinko Paleka       | Josie Ward, Tomislav Štefanac, Ivana Milković, Aleksandar Krištek, Milijan Ivezić, Tomislav Hrpka, Inge Privora, Alan Čubrilo, Iva Ilakovac i Ivana Mišetić | 26. mart 2007      |
| 542              | 147                | „Epizoda 3.147” | Dinko Paleka       | Josie Ward, Tomislav Štefanac, Ivana Milković, Aleksandar Krištek, Milijan Ivezić, Tomislav Hrpka, Inge Privora, Alan Čubrilo, Iva Ilakovac i Ivana Mišetić | 27. mart 2007      |
| 543              | 148                | „Epizoda 3.148” | Dinko Paleka       | Josie Ward, Tomislav Štefanac, Ivana Milković, Aleksandar Krištek, Milijan Ivezić, Tomislav Hrpka, Inge Privora, Alan Čubrilo, Iva Ilakovac i Ivana Mišetić | 28. mart 2007      |
| 544              | 149                | „Epizoda 3.149” | Dinko Paleka       | Josie Ward, Tomislav Štefanac, Ivana Milković, Aleksandar Krištek, Milijan Ivezić, Tomislav Hrpka, Inge Privora, Alan Čubrilo, Iva Ilakovac i Ivana Mišetić | 29. mart 2007      |
| 545              | 150                | „Epizoda 3.150” | Dinko Paleka       | Josie Ward, Tomislav Štefanac, Ivana Milković, Aleksandar Krištek, Milijan Ivezić, Tomislav Hrpka, Inge Privora, Alan Čubrilo, Iva Ilakovac i Ivana Mišetić | 30. mart 2007      |
| 546              | 151                | „Epizoda 3.151” | Mirna Miličić      | Josie Ward, Tomislav Štefanac, Ivana Milković, Aleksandar Krištek, Milijan Ivezić, Tomislav Hrpka, Inge Privora, Alan Čubrilo, Iva Ilakovac i Ivana Mišetić | 2. april 2007      |
| 547              | 152                | „Epizoda 3.152” | Mirna Miličić      | Josie Ward, Tomislav Štefanac, Ivana Milković, Aleksandar Krištek, Milijan Ivezić, Tomislav Hrpka, Inge Privora, Alan Čubrilo, Iva Ilakovac i Ivana Mišetić | 3. april 2007      |
| 548              | 153                | „Epizoda 3.153” | Mirna Miličić      | Josie Ward, Tomislav Štefanac, Ivana Milković, Aleksandar Krištek, Milijan Ivezić, Tomislav Hrpka, Inge Privora, Alan Čubrilo, Iva Ilakovac i Ivana Mišetić | 4. april 2007      |
| 549              | 154                | „Epizoda 3.154” | Mirna Miličić      | Josie Ward, Tomislav Štefanac, Ivana Milković, Aleksandar Krištek, Milijan Ivezić, Tomislav Hrpka, Inge Privora, Alan Čubrilo, Iva Ilakovac i Ivana Mišetić | 5. april 2007      |
| 550              | 155                | „Epizoda 3.155” | Mirna Miličić      | Josie Ward, Tomislav Štefanac, Ivana Milković, Aleksandar Krištek, Milijan Ivezić, Tomislav Hrpka, Inge Privora, Alan Čubrilo, Iva Ilakovac i Ivana Mišetić | 6. april 2007      |
| 551              | 156                | „Epizoda 3.156” | Stanislav Tomić    | Josie Ward, Tomislav Štefanac, Ivana Milković, Aleksandar Krištek, Milijan Ivezić, Tomislav Hrpka, Inge Privora, Alan Čubrilo, Iva Ilakovac i Ivana Mišetić | 9. april 2007      |
| 552              | 157                | „Epizoda 3.157” | Stanislav Tomić    | Josie Ward, Tomislav Štefanac, Ivana Milković, Aleksandar Krištek, Milijan Ivezić, Tomislav Hrpka, Inge Privora, Alan Čubrilo, Iva Ilakovac i Ivana Mišetić | 10. april 2007     |
| 553              | 158                | „Epizoda 3.158” | Stanislav Tomić    | Josie Ward, Tomislav Štefanac, Ivana Milković, Aleksandar Krištek, Milijan Ivezić, Tomislav Hrpka, Inge Privora, Alan Čubrilo, Iva Ilakovac i Ivana Mišetić | 11. april 2007     |
| 554              | 159                | „Epizoda 3.159” | Stanislav Tomić    | Josie Ward, Tomislav Štefanac, Ivana Milković, Aleksandar Krištek, Milijan Ivezić, Tomislav Hrpka, Inge Privora, Alan Čubrilo, Iva Ilakovac i Ivana Mišetić | 12. april 2007     |
| 555              | 160                | „Epizoda 3.160” | Stanislav Tomić    | Josie Ward, Tomislav Štefanac, Ivana Milković, Aleksandar Krištek, Milijan Ivezić, Tomislav Hrpka, Inge Privora, Alan Čubrilo, Iva Ilakovac i Ivana Mišetić | 13. april 2007     |
| 556              | 161                | „Epizoda 3.161” | Milivoj Puhlovski  | Josie Ward, Tomislav Štefanac, Ivana Milković, Aleksandar Krištek, Milijan Ivezić, Tomislav Hrpka, Inge Privora, Alan Čubrilo, Iva Ilakovac i Ivana Mišetić | 16. april 2007     |
| 557              | 162                | „Epizoda 3.162” | Milivoj Puhlovski  | Josie Ward, Tomislav Štefanac, Ivana Milković, Aleksandar Krištek, Milijan Ivezić, Tomislav Hrpka, Inge Privora, Alan Čubrilo, Iva Ilakovac i Ivana Mišetić | 17. april 2007     |
| 558              | 163                | „Epizoda 3.163” | Milivoj Puhlovski  | Josie Ward, Tomislav Štefanac, Ivana Milković, Aleksandar Krištek, Milijan Ivezić, Tomislav Hrpka, Inge Privora, Alan Čubrilo, Iva Ilakovac i Ivana Mišetić | 18. april 2007     |
| 559              | 164                | „Epizoda 3.164” | Milivoj Puhlovski  | Josie Ward, Tomislav Štefanac, Ivana Milković, Aleksandar Krištek, Milijan Ivezić, Tomislav Hrpka, Inge Privora, Alan Čubrilo, Iva Ilakovac i Ivana Mišetić | 19. april 2007     |
| 560              | 165                | „Epizoda 3.165” | Milivoj Puhlovski  | Josie Ward, Tomislav Štefanac, Ivana Milković, Aleksandar Krištek, Milijan Ivezić, Tomislav Hrpka, Inge Privora, Alan Čubrilo, Iva Ilakovac i Ivana Mišetić | 20. april 2007     |
| 561              | 166                | „Epizoda 3.166” | Dinko Paleka       | Josie Ward, Tomislav Štefanac, Ivana Milković, Aleksandar Krištek, Milijan Ivezić, Tomislav Hrpka, Inge Privora, Alan Čubrilo, Iva Ilakovac i Ivana Mišetić | 23. april 2007     |
| 562              | 167                | „Epizoda 3.167” | Dinko Paleka       | Josie Ward, Tomislav Štefanac, Ivana Milković, Aleksandar Krištek, Milijan Ivezić, Tomislav Hrpka, Inge Privora, Alan Čubrilo, Iva Ilakovac i Ivana Mišetić | 24. april 2007     |
| 563              | 168                | „Epizoda 3.168” | Dinko Paleka       | Josie Ward, Tomislav Štefanac, Ivana Milković, Aleksandar Krištek, Milijan Ivezić, Tomislav Hrpka, Inge Privora, Alan Čubrilo, Iva Ilakovac i Ivana Mišetić | 25. april 2007     |
| 564              | 169                | „Epizoda 3.169” | Dinko Paleka       | Josie Ward, Tomislav Štefanac, Ivana Milković, Aleksandar Krištek, Milijan Ivezić, Tomislav Hrpka, Inge Privora, Alan Čubrilo, Iva Ilakovac i Ivana Mišetić | 26. april 2007     |
| 565              | 170                | „Epizoda 3.170” | Dinko Paleka       | Josie Ward, Tomislav Štefanac, Ivana Milković, Aleksandar Krištek, Milijan Ivezić, Tomislav Hrpka, Inge Privora, Alan Čubrilo, Iva Ilakovac i Ivana Mišetić | 27. april 2007     |
| 566              | 171                | „Epizoda 3.171” | Mirna Miličić      | Josie Ward, Tomislav Štefanac, Ivana Milković, Aleksandar Krištek, Milijan Ivezić, Tomislav Hrpka, Inge Privora, Alan Čubrilo, Iva Ilakovac i Ivana Mišetić | 30. april 2007     |
| 567              | 172                | „Epizoda 3.172” | Mirna Miličić      | Josie Ward, Tomislav Štefanac, Ivana Milković, Aleksandar Krištek, Milijan Ivezić, Tomislav Hrpka, Inge Privora, Alan Čubrilo, Iva Ilakovac i Ivana Mišetić | 1. maj 2007        |
| 568              | 173                | „Epizoda 3.173” | Mirna Miličić      | Josie Ward, Tomislav Štefanac, Ivana Milković, Aleksandar Krištek, Milijan Ivezić, Tomislav Hrpka, Inge Privora, Alan Čubrilo, Iva Ilakovac i Ivana Mišetić | 2. maj 2007        |
| 569              | 174                | „Epizoda 3.174” | Mirna Miličić      | Josie Ward, Tomislav Štefanac, Ivana Milković, Aleksandar Krištek, Milijan Ivezić, Tomislav Hrpka, Inge Privora, Alan Čubrilo, Iva Ilakovac i Ivana Mišetić | 3. maj 2007        |
| 570              | 175                | „Epizoda 3.175” | Mirna Miličić      | Josie Ward, Tomislav Štefanac, Ivana Milković, Aleksandar Krištek, Milijan Ivezić, Tomislav Hrpka, Inge Privora, Alan Čubrilo, Iva Ilakovac i Ivana Mišetić | 4. maj 2007        |
| 571              | 176                | „Epizoda 3.176” | Bernarda Fruk      | Josie Ward, Tomislav Štefanac, Ivana Milković, Aleksandar Krištek, Milijan Ivezić, Tomislav Hrpka, Inge Privora, Alan Čubrilo, Iva Ilakovac i Ivana Mišetić | 7. maj 2007        |
| 572              | 177                | „Epizoda 3.177” | Bernarda Fruk      | Josie Ward, Tomislav Štefanac, Ivana Milković, Aleksandar Krištek, Milijan Ivezić, Tomislav Hrpka, Inge Privora, Alan Čubrilo, Iva Ilakovac i Ivana Mišetić | 8. maj 2007        |
| 573              | 178                | „Epizoda 3.178” | Bernarda Fruk      | Josie Ward, Tomislav Štefanac, Ivana Milković, Aleksandar Krištek, Milijan Ivezić, Tomislav Hrpka, Inge Privora, Alan Čubrilo, Iva Ilakovac i Ivana Mišetić | 9. maj 2007        |
| 574              | 179                | „Epizoda 3.179” | Bernarda Fruk      | Josie Ward, Tomislav Štefanac, Ivana Milković, Aleksandar Krištek, Milijan Ivezić, Tomislav Hrpka, Inge Privora, Alan Čubrilo, Iva Ilakovac i Ivana Mišetić | 10. maj 2007       |
| 575              | 180                | „Epizoda 3.180” | Bernarda Fruk      | Josie Ward, Tomislav Štefanac, Ivana Milković, Aleksandar Krištek, Milijan Ivezić, Tomislav Hrpka, Inge Privora, Alan Čubrilo, Iva Ilakovac i Ivana Mišetić | 11. maj 2007       |
| 576              | 181                | „Epizoda 3.181” | Milivoj Puhlovski  | Josie Ward, Tomislav Štefanac, Ivana Milković, Aleksandar Krištek, Milijan Ivezić, Tomislav Hrpka, Inge Privora, Alan Čubrilo, Iva Ilakovac i Ivana Mišetić | 14. maj 2007       |
| 577              | 182                | „Epizoda 3.182” | Milivoj Puhlovski  | Josie Ward, Tomislav Štefanac, Ivana Milković, Aleksandar Krištek, Milijan Ivezić, Tomislav Hrpka, Inge Privora, Alan Čubrilo, Iva Ilakovac i Ivana Mišetić | 15. maj 2007       |
| 578              | 183                | „Epizoda 3.183” | Milivoj Puhlovski  | Josie Ward, Tomislav Štefanac, Ivana Milković, Aleksandar Krištek, Milijan Ivezić, Tomislav Hrpka, Inge Privora, Alan Čubrilo, Iva Ilakovac i Ivana Mišetić | 16. maj 2007       |
| 579              | 184                | „Epizoda 3.184” | Milivoj Puhlovski  | Josie Ward, Tomislav Štefanac, Ivana Milković, Aleksandar Krištek, Milijan Ivezić, Tomislav Hrpka, Inge Privora, Alan Čubrilo, Iva Ilakovac i Ivana Mišetić | 17. maj 2007       |
| 580              | 185                | „Epizoda 3.185” | Milivoj Puhlovski  | Josie Ward, Tomislav Štefanac, Ivana Milković, Aleksandar Krištek, Milijan Ivezić, Tomislav Hrpka, Inge Privora, Alan Čubrilo, Iva Ilakovac i Ivana Mišetić | 18. maj 2007       |
| 581              | 186                | „Epizoda 3.186” | Dinko Paleka       | Josie Ward, Tomislav Štefanac, Ivana Milković, Aleksandar Krištek, Milijan Ivezić, Tomislav Hrpka, Inge Privora, Alan Čubrilo, Iva Ilakovac i Ivana Mišetić | 21. maj 2007       |
| 582              | 187                | „Epizoda 3.187” | Dinko Paleka       | Josie Ward, Tomislav Štefanac, Ivana Milković, Aleksandar Krištek, Milijan Ivezić, Tomislav Hrpka, Inge Privora, Alan Čubrilo, Iva Ilakovac i Ivana Mišetić | 22. maj 2007       |
| 583              | 188                | „Epizoda 3.188” | Dinko Paleka       | Josie Ward, Tomislav Štefanac, Ivana Milković, Aleksandar Krištek, Milijan Ivezić, Tomislav Hrpka, Inge Privora, Alan Čubrilo, Iva Ilakovac i Ivana Mišetić | 23. maj 2007       |
| 584              | 189                | „Epizoda 3.189” | Dinko Paleka       | Josie Ward, Tomislav Štefanac, Ivana Milković, Aleksandar Krištek, Milijan Ivezić, Tomislav Hrpka, Inge Privora, Alan Čubrilo, Iva Ilakovac i Ivana Mišetić | 24. maj 2007       |
| 585              | 190                | „Epizoda 3.190” | Dinko Paleka       | Josie Ward, Tomislav Štefanac, Ivana Milković, Aleksandar Krištek, Milijan Ivezić, Tomislav Hrpka, Inge Privora, Alan Čubrilo, Iva Ilakovac i Ivana Mišetić | 25. maj 2007       |
| 586              | 191                | „Epizoda 3.191” | Mirna Miličić      | Josie Ward, Tomislav Štefanac, Ivana Milković, Aleksandar Krištek, Milijan Ivezić, Tomislav Hrpka, Inge Privora, Alan Čubrilo, Iva Ilakovac i Ivana Mišetić | 28. maj 2007       |
| 587              | 192                | „Epizoda 3.192” | Mirna Miličić      | Josie Ward, Tomislav Štefanac, Ivana Milković, Aleksandar Krištek, Milijan Ivezić, Tomislav Hrpka, Inge Privora, Alan Čubrilo, Iva Ilakovac i Ivana Mišetić | 29. maj 2007       |
| 588              | 193                | „Epizoda 3.193” | Mirna Miličić      | Josie Ward, Tomislav Štefanac, Ivana Milković, Aleksandar Krištek, Milijan Ivezić, Tomislav Hrpka, Inge Privora, Alan Čubrilo, Iva Ilakovac i Ivana Mišetić | 30. maj 2007       |
| 589              | 194                | „Epizoda 3.194” | Mirna Miličić      | Josie Ward, Tomislav Štefanac, Ivana Milković, Aleksandar Krištek, Milijan Ivezić, Tomislav Hrpka, Inge Privora, Alan Čubrilo, Iva Ilakovac i Ivana Mišetić | 31. maj 2007       |
| 590              | 195                | „Epizoda 3.195” | Mirna Miličić      | Josie Ward, Tomislav Štefanac, Ivana Milković, Aleksandar Krištek, Milijan Ivezić, Tomislav Hrpka, Inge Privora, Alan Čubrilo, Iva Ilakovac i Ivana Mišetić | 1. jun 2007        |
| 591              | 196                | „Epizoda 3.196” | Stanislav Tomić    | Josie Ward, Tomislav Štefanac, Ivana Milković, Aleksandar Krištek, Milijan Ivezić, Tomislav Hrpka, Inge Privora, Alan Čubrilo, Iva Ilakovac i Ivana Mišetić | 4. jun 2007        |
| 592              | 197                | „Epizoda 3.197” | Stanislav Tomić    | Josie Ward, Tomislav Štefanac, Ivana Milković, Aleksandar Krištek, Milijan Ivezić, Tomislav Hrpka, Inge Privora, Alan Čubrilo, Iva Ilakovac i Ivana Mišetić | 5. jun 2007        |
| 593              | 198                | „Epizoda 3.198” | Stanislav Tomić    | Josie Ward, Tomislav Štefanac, Ivana Milković, Aleksandar Krištek, Milijan Ivezić, Tomislav Hrpka, Inge Privora, Alan Čubrilo, Iva Ilakovac i Ivana Mišetić | 6. jun 2007        |
| 594              | 199                | „Epizoda 3.199” | Stanislav Tomić    | Josie Ward, Tomislav Štefanac, Ivana Milković, Aleksandar Krištek, Milijan Ivezić, Tomislav Hrpka, Inge Privora, Alan Čubrilo, Iva Ilakovac i Ivana Mišetić | 7. jun 2007        |
| 595              | 200                | „Epizoda 3.200” | Stanislav Tomić    | Josie Ward, Tomislav Štefanac, Ivana Milković, Aleksandar Krištek, Milijan Ivezić, Tomislav Hrpka, Inge Privora, Alan Čubrilo, Iva Ilakovac i Ivana Mišetić | 8. jun 2007        |
| 596              | 201                | „Epizoda 3.201” | Milivoj Puhlovski  | Josie Ward, Tomislav Štefanac, Ivana Milković, Aleksandar Krištek, Milijan Ivezić, Tomislav Hrpka, Inge Privora, Alan Čubrilo, Iva Ilakovac i Ivana Mišetić | 11. jun 2007       |
| 597              | 202                | „Epizoda 3.202” | Milivoj Puhlovski  | Josie Ward, Tomislav Štefanac, Ivana Milković, Aleksandar Krištek, Milijan Ivezić, Tomislav Hrpka, Inge Privora, Alan Čubrilo, Iva Ilakovac i Ivana Mišetić | 12. jun 2007       |
| 598              | 203                | „Epizoda 3.203” | Milivoj Puhlovski  | Josie Ward, Tomislav Štefanac, Ivana Milković, Aleksandar Krištek, Milijan Ivezić, Tomislav Hrpka, Inge Privora, Alan Čubrilo, Iva Ilakovac i Ivana Mišetić | 13. jun 2007       |
| 599              | 204                | „Epizoda 3.204” | Milivoj Puhlovski  | Josie Ward, Tomislav Štefanac, Ivana Milković, Aleksandar Krištek, Milijan Ivezić, Tomislav Hrpka, Inge Privora, Alan Čubrilo, Iva Ilakovac i Ivana Mišetić | 14. jun 2007       |
| 600              | 205                | „Epizoda 3.205” | Milivoj Puhlovski  | Josie Ward, Tomislav Štefanac, Ivana Milković, Aleksandar Krištek, Milijan Ivezić, Tomislav Hrpka, Inge Privora, Alan Čubrilo, Iva Ilakovac i Ivana Mišetić | 15. jun 2007       |
| 601              | 206                | „Epizoda 3.206” | Dinko Paleka       | Josie Ward, Tomislav Štefanac, Ivana Milković, Aleksandar Krištek, Milijan Ivezić, Tomislav Hrpka, Inge Privora, Alan Čubrilo, Iva Ilakovac i Ivana Mišetić | 18. jun 2007       |
| 602              | 207                | „Epizoda 3.207” | Dinko Paleka       | Josie Ward, Tomislav Štefanac, Ivana Milković, Aleksandar Krištek, Milijan Ivezić, Tomislav Hrpka, Inge Privora, Alan Čubrilo, Iva Ilakovac i Ivana Mišetić | 19. jun 2007       |
| 603              | 208                | „Epizoda 3.208” | Dinko Paleka       | Josie Ward, Tomislav Štefanac, Ivana Milković, Aleksandar Krištek, Milijan Ivezić, Tomislav Hrpka, Inge Privora, Alan Čubrilo, Iva Ilakovac i Ivana Mišetić | 20. jun 2007       |
| 604              | 209                | „Epizoda 3.209” | Dinko Paleka       | Josie Ward, Tomislav Štefanac, Ivana Milković, Aleksandar Krištek, Milijan Ivezić, Tomislav Hrpka, Inge Privora, Alan Čubrilo, Iva Ilakovac i Ivana Mišetić | 21. jun 2007       |
| 605              | 210                | „Epizoda 3.210” | Dinko Paleka       | Josie Ward, Tomislav Štefanac, Ivana Milković, Aleksandar Krištek, Milijan Ivezić, Tomislav Hrpka, Inge Privora, Alan Čubrilo, Iva Ilakovac i Ivana Mišetić | 22. jun 2007       |
| 606              | 211                | „Epizoda 3.211” | Mirna Miličić      | Josie Ward, Tomislav Štefanac, Ivana Milković, Aleksandar Krištek, Milijan Ivezić, Tomislav Hrpka, Inge Privora, Alan Čubrilo, Iva Ilakovac i Ivana Mišetić | 25. jun 2007       |
| 607              | 212                | „Epizoda 3.212” | Mirna Miličić      | Josie Ward, Tomislav Štefanac, Ivana Milković, Aleksandar Krištek, Milijan Ivezić, Tomislav Hrpka, Inge Privora, Alan Čubrilo, Iva Ilakovac i Ivana Mišetić | 26. jun 2007       |
| 608              | 213                | „Epizoda 3.213” | Mirna Miličić      | Josie Ward, Tomislav Štefanac, Ivana Milković, Aleksandar Krištek, Milijan Ivezić, Tomislav Hrpka, Inge Privora, Alan Čubrilo, Iva Ilakovac i Ivana Mišetić | 27. jun 2007       |
| 609              | 214                | „Epizoda 3.214” | Mirna Miličić      | Josie Ward, Tomislav Štefanac, Ivana Milković, Aleksandar Krištek, Milijan Ivezić, Tomislav Hrpka, Inge Privora, Alan Čubrilo, Iva Ilakovac i Ivana Mišetić | 28. jun 2007       |
| 610              | 215                | „Epizoda 3.215” | Mirna Miličić      | Josie Ward, Tomislav Štefanac, Ivana Milković, Aleksandar Krištek, Milijan Ivezić, Tomislav Hrpka, Inge Privora, Alan Čubrilo, Iva Ilakovac i Ivana Mišetić | 29. jun 2007       |

### Sezona 4 (2007−08)
| Бр. еп. (укупно) | Бр. еп. (у сезони) | Наслов          | Редитељ           | Сценариста | Премијера          |
| ---------------- | ------------------ | --------------- | ----------------- | --- | ------------------ |
| 611              | 1                  | „Epizoda 4.1”   | Bernarda Fruk     | Josie Ward, Tomislav Štefanac, Ivana Milković, Aleksandar Krištek, Milijan Ivezić, Tomislav Hrpka, Inge Privora, Alan Čubrilo, Iva Ilakovac i Ivana Mišetić               | 3. septembar 2007  |
| 612              | 2                  | „Epizoda 4.2”   | Bernarda Fruk     | Josie Ward, Tomislav Štefanac, Ivana Milković, Aleksandar Krištek, Milijan Ivezić, Tomislav Hrpka, Inge Privora, Alan Čubrilo, Iva Ilakovac i Ivana Mišetić               | 4. septembar 2007  |
| 613              | 3                  | „Epizoda 4.3”   | Bernarda Fruk     | Josie Ward, Tomislav Štefanac, Ivana Milković, Aleksandar Krištek, Milijan Ivezić, Tomislav Hrpka, Inge Privora, Alan Čubrilo, Iva Ilakovac i Ivana Mišetić               | 5. septembar 2007  |
| 614              | 4                  | „Epizoda 4.4”   | Bernarda Fruk     | Josie Ward, Tomislav Štefanac, Ivana Milković, Aleksandar Krištek, Milijan Ivezić, Tomislav Hrpka, Inge Privora, Alan Čubrilo, Iva Ilakovac i Ivana Mišetić               | 6. septembar 2007  |
| 615              | 5                  | „Epizoda 4.5”   | Bernarda Fruk     | Josie Ward, Tomislav Štefanac, Ivana Milković, Aleksandar Krištek, Milijan Ivezić, Tomislav Hrpka, Inge Privora, Alan Čubrilo, Iva Ilakovac i Ivana Mišetić               | 7. septembar 2007  |
| 616              | 6                  | „Epizoda 4.6”   | Milivoj Puhlovski | Steven Ivan Zanoški, Tomislav Štefanac, Ivana Milković, Aleksandar Krištek, Milijan Ivezić, Tomislav Hrpka, Inge Privora, Alan Čubrilo, Iva Ilakovac i Ivana Mišetić      | 10. septembar 2007 |
| 617              | 7                  | „Epizoda 4.7”   | Milivoj Puhlovski | Steven Ivan Zanoški, Tomislav Štefanac, Ivana Milković, Aleksandar Krištek, Milijan Ivezić, Tomislav Hrpka, Inge Privora, Alan Čubrilo, Iva Ilakovac i Ivana Mišetić      | 11. septembar 2007 |
| 618              | 8                  | „Epizoda 4.8”   | Milivoj Puhlovski | Steven Ivan Zanoški, Tomislav Štefanac, Ivana Milković, Aleksandar Krištek, Milijan Ivezić, Tomislav Hrpka, Inge Privora, Alan Čubrilo, Iva Ilakovac i Ivana Mišetić      | 12. septembar 2007 |
| 619              | 9                  | „Epizoda 4.9”   | Milivoj Puhlovski | Steven Ivan Zanoški, Tomislav Štefanac, Ivana Milković, Aleksandar Krištek, Milijan Ivezić, Tomislav Hrpka, Inge Privora, Alan Čubrilo, Iva Ilakovac i Ivana Mišetić      | 13. septembar 2007 |
| 620              | 10                 | „Epizoda 4.10”  | Milivoj Puhlovski | Steven Ivan Zanoški, Tomislav Štefanac, Ivana Milković, Aleksandar Krištek, Milijan Ivezić, Tomislav Hrpka, Inge Privora, Alan Čubrilo, Iva Ilakovac i Ivana Mišetić      | 14. septembar 2007 |
| 621              | 11                 | „Epizoda 4.11”  | Dinko Paleka      | Steven Ivan Zanoški, Tomislav Štefanac, Ivana Milković, Aleksandar Krištek, Milijan Ivezić, Tomislav Hrpka, Inge Privora, Alan Čubrilo, Iva Ilakovac i Ivana Mišetić      | 17. septembar 2007 |
| 622              | 12                 | „Epizoda 4.12”  | Dinko Paleka      | Steven Ivan Zanoški, Tomislav Štefanac, Ivana Milković, Aleksandar Krištek, Milijan Ivezić, Tomislav Hrpka, Inge Privora, Alan Čubrilo, Iva Ilakovac i Ivana Mišetić      | 18. septembar 2007 |
| 623              | 13                 | „Epizoda 4.13”  | Dinko Paleka      | Steven Ivan Zanoški, Tomislav Štefanac, Ivana Milković, Aleksandar Krištek, Milijan Ivezić, Tomislav Hrpka, Inge Privora, Alan Čubrilo, Iva Ilakovac i Ivana Mišetić      | 19. septembar 2007 |
| 624              | 14                 | „Epizoda 4.14”  | Dinko Paleka      | Steven Ivan Zanoški, Tomislav Štefanac, Ivana Milković, Aleksandar Krištek, Milijan Ivezić, Tomislav Hrpka, Inge Privora, Alan Čubrilo, Iva Ilakovac i Ivana Mišetić      | 20. septembar 2007 |
| 625              | 15                 | „Epizoda 4.15”  | Dinko Paleka      | Steven Ivan Zanoški, Tomislav Štefanac, Ivana Milković, Aleksandar Krištek, Milijan Ivezić, Tomislav Hrpka, Inge Privora, Alan Čubrilo, Iva Ilakovac i Ivana Mišetić      | 21. septembar 2007 |
| 626              | 16                 | „Epizoda 4.16”  | Mirna Miličić     | Steven Ivan Zanoški, Tomislav Štefanac, Ivana Milković, Aleksandar Krištek, Milijan Ivezić, Tomislav Hrpka, Inge Privora, Alan Čubrilo, Iva Ilakovac i Ivana Mišetić      | 24. septembar 2007 |
| 627              | 17                 | „Epizoda 4.17”  | Mirna Miličić     | Steven Ivan Zanoški, Tomislav Štefanac, Ivana Milković, Aleksandar Krištek, Milijan Ivezić, Tomislav Hrpka, Inge Privora, Alan Čubrilo, Iva Ilakovac i Ivana Mišetić      | 25. septembar 2007 |
| 628              | 18                 | „Epizoda 4.18”  | Mirna Miličić     | Steven Ivan Zanoški, Tomislav Štefanac, Ivana Milković, Aleksandar Krištek, Milijan Ivezić, Tomislav Hrpka, Inge Privora, Alan Čubrilo, Iva Ilakovac i Ivana Mišetić      | 26. septembar 2007 |
| 629              | 19                 | „Epizoda 4.19”  | Mirna Miličić     | Steven Ivan Zanoški, Tomislav Štefanac, Ivana Milković, Aleksandar Krištek, Milijan Ivezić, Tomislav Hrpka, Inge Privora, Alan Čubrilo, Iva Ilakovac i Ivana Mišetić      | 27. septembar 2007 |
| 630              | 20                 | „Epizoda 4.20”  | Mirna Miličić     | Steven Ivan Zanoški, Tomislav Štefanac, Ivana Milković, Aleksandar Krištek, Milijan Ivezić, Tomislav Hrpka, Inge Privora, Alan Čubrilo, Iva Ilakovac i Ivana Mišetić      | 28. septembar 2007 |
| 631              | 21                 | „Epizoda 4.21”  | Stanislav Tomić   | Steven Ivan Zanoški, Tomislav Štefanac, Ivana Milković, Aleksandar Krištek, Milijan Ivezić, Tomislav Hrpka, Inge Privora, Alan Čubrilo, Iva Ilakovac i Ivana Mišetić      | 1. oktobar 2007    |
| 632              | 22                 | „Epizoda 4.22”  | Stanislav Tomić   | Steven Ivan Zanoški, Tomislav Štefanac, Ivana Milković, Aleksandar Krištek, Milijan Ivezić, Tomislav Hrpka, Inge Privora, Alan Čubrilo, Iva Ilakovac i Ivana Mišetić      | 2. oktobar 2007    |
| 633              | 23                 | „Epizoda 4.23”  | Stanislav Tomić   | Steven Ivan Zanoški, Tomislav Štefanac, Ivana Milković, Aleksandar Krištek, Milijan Ivezić, Tomislav Hrpka, Inge Privora, Alan Čubrilo, Iva Ilakovac i Ivana Mišetić      | 3. oktobar 2007    |
| 634              | 24                 | „Epizoda 4.24”  | Stanislav Tomić   | Steven Ivan Zanoški, Tomislav Štefanac, Ivana Milković, Aleksandar Krištek, Milijan Ivezić, Tomislav Hrpka, Inge Privora, Alan Čubrilo, Iva Ilakovac i Ivana Mišetić      | 4. oktobar 2007    |
| 635              | 25                 | „Epizoda 4.25”  | Stanislav Tomić   | Steven Ivan Zanoški, Tomislav Štefanac, Ivana Milković, Aleksandar Krištek, Milijan Ivezić, Tomislav Hrpka, Inge Privora, Alan Čubrilo, Iva Ilakovac i Ivana Mišetić      | 5. oktobar 2007    |
| 636              | 26                 | „Epizoda 4.26”  | Milivoj Puhlovski | Steven Ivan Zanoški, Tomislav Štefanac, Ivana Milković, Aleksandar Krištek, Milijan Ivezić, Tomislav Hrpka, Inge Privora, Alan Čubrilo, Iva Ilakovac i Ivana Mišetić      | 8. oktobar 2007    |
| 637              | 27                 | „Epizoda 4.27”  | Milivoj Puhlovski | Steven Ivan Zanoški, Tomislav Štefanac, Ivana Milković, Aleksandar Krištek, Milijan Ivezić, Tomislav Hrpka, Inge Privora, Alan Čubrilo, Iva Ilakovac i Ivana Mišetić      | 9. oktobar 2007    |
| 638              | 28                 | „Epizoda 4.28”  | Milivoj Puhlovski | Steven Ivan Zanoški, Tomislav Štefanac, Ivana Milković, Aleksandar Krištek, Milijan Ivezić, Tomislav Hrpka, Inge Privora, Alan Čubrilo, Iva Ilakovac i Ivana Mišetić      | 10. oktobar 2007   |
| 639              | 29                 | „Epizoda 4.29”  | Milivoj Puhlovski | Steven Ivan Zanoški, Tomislav Štefanac, Ivana Milković, Aleksandar Krištek, Milijan Ivezić, Tomislav Hrpka, Inge Privora, Alan Čubrilo, Iva Ilakovac i Ivana Mišetić      | 11. oktobar 2007   |
| 640              | 30                 | „Epizoda 4.30”  | Milivoj Puhlovski | Steven Ivan Zanoški, Tomislav Štefanac, Ivana Milković, Aleksandar Krištek, Milijan Ivezić, Tomislav Hrpka, Inge Privora, Alan Čubrilo, Iva Ilakovac i Ivana Mišetić      | 12. oktobar 2007   |
| 641              | 31                 | „Epizoda 4.31”  | Dinko Paleka      | Steven Ivan Zanoški, Tomislav Štefanac, Ivana Milković, Aleksandar Krištek, Milijan Ivezić, Tomislav Hrpka, Inge Privora, Alan Čubrilo, Iva Ilakovac i Ivana Mišetić      | 15. oktobar 2007   |
| 642              | 32                 | „Epizoda 4.32”  | Dinko Paleka      | Steven Ivan Zanoški, Tomislav Štefanac, Ivana Milković, Aleksandar Krištek, Milijan Ivezić, Tomislav Hrpka, Inge Privora, Alan Čubrilo, Iva Ilakovac i Ivana Mišetić      | 16. oktobar 2007   |
| 643              | 33                 | „Epizoda 4.33”  | Dinko Paleka      | Steven Ivan Zanoški, Tomislav Štefanac, Ivana Milković, Aleksandar Krištek, Milijan Ivezić, Tomislav Hrpka, Inge Privora, Alan Čubrilo, Iva Ilakovac i Ivana Mišetić      | 17. oktobar 2007   |
| 644              | 34                 | „Epizoda 4.34”  | Dinko Paleka      | Steven Ivan Zanoški, Tomislav Štefanac, Ivana Milković, Aleksandar Krištek, Milijan Ivezić, Tomislav Hrpka, Inge Privora, Alan Čubrilo, Iva Ilakovac i Ivana Mišetić      | 18. oktobar 2007   |
| 645              | 35                 | „Epizoda 4.35”  | Dinko Paleka      | Steven Ivan Zanoški, Tomislav Štefanac, Ivana Milković, Aleksandar Krištek, Milijan Ivezić, Tomislav Hrpka, Inge Privora, Alan Čubrilo, Iva Ilakovac i Ivana Mišetić      | 19. oktobar 2007   |
| 646              | 36                 | „Epizoda 4.36”  | Mirna Miličić     | Steven Ivan Zanoški, Tomislav Štefanac, Ivana Milković, Aleksandar Krištek, Milijan Ivezić, Tomislav Hrpka, Inge Privora, Alan Čubrilo, Iva Ilakovac i Ivana Mišetić      | 22. oktobar 2007   |
| 647              | 37                 | „Epizoda 4.37”  | Mirna Miličić     | Steven Ivan Zanoški, Tomislav Štefanac, Ivana Milković, Aleksandar Krištek, Milijan Ivezić, Tomislav Hrpka, Inge Privora, Alan Čubrilo, Iva Ilakovac i Ivana Mišetić      | 23. oktobar 2007   |
| 648              | 38                 | „Epizoda 4.38”  | Mirna Miličić     | Steven Ivan Zanoški, Tomislav Štefanac, Ivana Milković, Aleksandar Krištek, Milijan Ivezić, Tomislav Hrpka, Inge Privora, Alan Čubrilo, Iva Ilakovac i Ivana Mišetić      | 24. oktobar 2007   |
| 649              | 39                 | „Epizoda 4.39”  | Mirna Miličić     | Steven Ivan Zanoški, Tomislav Štefanac, Ivana Milković, Aleksandar Krištek, Milijan Ivezić, Tomislav Hrpka, Inge Privora, Alan Čubrilo, Iva Ilakovac i Ivana Mišetić      | 25. oktobar 2007   |
| 650              | 40                 | „Epizoda 4.40”  | Mirna Miličić     | Steven Ivan Zanoški, Tomislav Štefanac, Ivana Milković, Aleksandar Krištek, Milijan Ivezić, Tomislav Hrpka, Inge Privora, Alan Čubrilo, Iva Ilakovac i Ivana Mišetić      | 26. oktobar 2007   |
| 651              | 41                 | „Epizoda 4.41”  | Dinko Paleka      | Steven Ivan Zanoški, Tomislav Štefanac, Ivana Milković, Aleksandar Krištek, Milijan Ivezić, Tomislav Hrpka, Inge Privora, Alan Čubrilo, Iva Ilakovac i Ivana Mišetić      | 29. oktobar 2007   |
| 652              | 42                 | „Epizoda 4.42”  | Dinko Paleka      | Steven Ivan Zanoški, Tomislav Štefanac, Ivana Milković, Aleksandar Krištek, Milijan Ivezić, Tomislav Hrpka, Inge Privora, Alan Čubrilo, Iva Ilakovac i Ivana Mišetić      | 30. oktobar 2007   |
| 653              | 43                 | „Epizoda 4.43”  | Dinko Paleka      | Steven Ivan Zanoški, Tomislav Štefanac, Ivana Milković, Aleksandar Krištek, Milijan Ivezić, Tomislav Hrpka, Inge Privora, Alan Čubrilo, Iva Ilakovac i Ivana Mišetić      | 31. oktobar 2007   |
| 654              | 44                 | „Epizoda 4.44”  | Dinko Paleka      | Steven Ivan Zanoški, Tomislav Štefanac, Ivana Milković, Aleksandar Krištek, Milijan Ivezić, Tomislav Hrpka, Inge Privora, Alan Čubrilo, Iva Ilakovac i Ivana Mišetić      | 1. novembar 2007   |
| 655              | 45                 | „Epizoda 4.45”  | Dinko Paleka      | Steven Ivan Zanoški, Tomislav Štefanac, Ivana Milković, Aleksandar Krištek, Milijan Ivezić, Tomislav Hrpka, Inge Privora, Alan Čubrilo, Iva Ilakovac i Ivana Mišetić      | 2. novembar 2007   |
| 656              | 46                 | „Epizoda 4.46”  | Milivoj Puhlovski | Steven Ivan Zanoški, Tomislav Štefanac, Ivana Milković, Aleksandar Krištek, Milijan Ivezić, Tomislav Hrpka, Inge Privora, Alan Čubrilo, Iva Ilakovac i Ivana Mišetić      | 5. novembar 2007   |
| 657              | 47                 | „Epizoda 4.47”  | Milivoj Puhlovski | Steven Ivan Zanoški, Tomislav Štefanac, Ivana Milković, Aleksandar Krištek, Milijan Ivezić, Tomislav Hrpka, Inge Privora, Alan Čubrilo, Iva Ilakovac i Ivana Mišetić      | 6. novembar 2007   |
| 658              | 48                 | „Epizoda 4.48”  | Milivoj Puhlovski | Steven Ivan Zanoški, Tomislav Štefanac, Ivana Milković, Aleksandar Krištek, Milijan Ivezić, Tomislav Hrpka, Inge Privora, Alan Čubrilo, Iva Ilakovac i Ivana Mišetić      | 7. novembar 2007   |
| 659              | 49                 | „Epizoda 4.49”  | Milivoj Puhlovski | Steven Ivan Zanoški, Tomislav Štefanac, Ivana Milković, Aleksandar Krištek, Milijan Ivezić, Tomislav Hrpka, Inge Privora, Alan Čubrilo, Iva Ilakovac i Ivana Mišetić      | 8. novembar 2007   |
| 660              | 50                 | „Epizoda 4.50”  | Milivoj Puhlovski | Steven Ivan Zanoški, Tomislav Štefanac, Ivana Milković, Aleksandar Krištek, Milijan Ivezić, Tomislav Hrpka, Inge Privora, Alan Čubrilo, Iva Ilakovac i Ivana Mišetić      | 9. novembar 2007   |
| 661              | 51                 | „Epizoda 4.51”  | Bernarda Fruk     | Steven Ivan Zanoški, Tomislav Štefanac, Ivana Milković, Aleksandar Krištek, Milijan Ivezić, Tomislav Hrpka, Inge Privora, Alan Čubrilo, Iva Ilakovac i Ivana Mišetić      | 12. novembar 2007  |
| 662              | 52                 | „Epizoda 4.52”  | Bernarda Fruk     | Steven Ivan Zanoški, Tomislav Štefanac, Ivana Milković, Aleksandar Krištek, Milijan Ivezić, Tomislav Hrpka, Inge Privora, Alan Čubrilo, Iva Ilakovac i Ivana Mišetić      | 13. novembar 2007  |
| 663              | 53                 | „Epizoda 4.53”  | Bernarda Fruk     | Steven Ivan Zanoški, Tomislav Štefanac, Ivana Milković, Aleksandar Krištek, Milijan Ivezić, Tomislav Hrpka, Inge Privora, Alan Čubrilo, Iva Ilakovac i Ivana Mišetić      | 14. novembar 2007  |
| 664              | 54                 | „Epizoda 4.54”  | Bernarda Fruk     | Steven Ivan Zanoški, Tomislav Štefanac, Ivana Milković, Aleksandar Krištek, Milijan Ivezić, Tomislav Hrpka, Inge Privora, Alan Čubrilo, Iva Ilakovac i Ivana Mišetić      | 15. novembar 2007  |
| 665              | 55                 | „Epizoda 4.55”  | Bernarda Fruk     | Steven Ivan Zanoški, Tomislav Štefanac, Ivana Milković, Aleksandar Krištek, Milijan Ivezić, Tomislav Hrpka, Inge Privora, Alan Čubrilo, Iva Ilakovac i Ivana Mišetić      | 16. novembar 2007  |
| 666              | 56                 | „Epizoda 4.56”  | Bernarda Fruk     | Steven Ivan Zanoški, Tomislav Štefanac, Ivana Milković, Aleksandar Krištek, Milijan Ivezić, Tomislav Hrpka, Inge Privora, Alan Čubrilo, Iva Ilakovac i Ivana Mišetić      | 19. novembar 2007  |
| 667              | 57                 | „Epizoda 4.57”  | Bernarda Fruk     | Steven Ivan Zanoški, Tomislav Štefanac, Ivana Milković, Aleksandar Krištek, Milijan Ivezić, Tomislav Hrpka, Inge Privora, Alan Čubrilo, Iva Ilakovac i Ivana Mišetić      | 20. novembar 2007  |
| 668              | 58                 | „Epizoda 4.58”  | Bernarda Fruk     | Steven Ivan Zanoški, Tomislav Štefanac, Ivana Milković, Aleksandar Krištek, Milijan Ivezić, Tomislav Hrpka, Inge Privora, Alan Čubrilo, Iva Ilakovac i Ivana Mišetić      | 21. novembar 2007  |
| 669              | 59                 | „Epizoda 4.59”  | Bernarda Fruk     | Steven Ivan Zanoški, Tomislav Štefanac, Ivana Milković, Aleksandar Krištek, Milijan Ivezić, Tomislav Hrpka, Inge Privora, Alan Čubrilo, Iva Ilakovac i Ivana Mišetić      | 22. novembar 2007  |
| 670              | 60                 | „Epizoda 4.60”  | Bernarda Fruk     | Steven Ivan Zanoški, Tomislav Štefanac, Ivana Milković, Aleksandar Krištek, Milijan Ivezić, Tomislav Hrpka, Inge Privora, Alan Čubrilo, Iva Ilakovac i Ivana Mišetić      | 23. novembar 2007  |
| 671              | 61                 | „Epizoda 4.61”  | Siniša Bajt       | Steven Ivan Zanoški, Tomislav Štefanac, Ivana Milković, Aleksandar Krištek, Milijan Ivezić, Tomislav Hrpka, Inge Privora, Alan Čubrilo, Iva Ilakovac i Ivana Mišetić      | 26. novembar 2007  |
| 672              | 62                 | „Epizoda 4.62”  | Siniša Bajt       | Steven Ivan Zanoški, Tomislav Štefanac, Ivana Milković, Aleksandar Krištek, Milijan Ivezić, Tomislav Hrpka, Inge Privora, Alan Čubrilo, Iva Ilakovac i Ivana Mišetić      | 27. novembar 2007  |
| 673              | 63                 | „Epizoda 4.63”  | Siniša Bajt       | Steven Ivan Zanoški, Tomislav Štefanac, Ivana Milković, Aleksandar Krištek, Milijan Ivezić, Tomislav Hrpka, Inge Privora, Alan Čubrilo, Iva Ilakovac i Ivana Mišetić      | 28. novembar 2007  |
| 674              | 64                 | „Epizoda 4.64”  | Siniša Bajt       | Steven Ivan Zanoški, Tomislav Štefanac, Ivana Milković, Aleksandar Krištek, Milijan Ivezić, Tomislav Hrpka, Inge Privora, Alan Čubrilo, Iva Ilakovac i Ivana Mišetić      | 29. novembar 2007  |
| 675              | 65                 | „Epizoda 4.65”  | Siniša Bajt       | Steven Ivan Zanoški, Tomislav Štefanac, Ivana Milković, Aleksandar Krištek, Milijan Ivezić, Tomislav Hrpka, Inge Privora, Alan Čubrilo, Iva Ilakovac i Ivana Mišetić      | 30. novembar 2007  |
| 676              | 66                 | „Epizoda 4.66”  | Milivoj Puhlovski | Steven Ivan Zanoški, Tomislav Štefanac, Ivana Milković, Aleksandar Krištek, Milijan Ivezić, Tomislav Hrpka, Inge Privora, Alan Čubrilo, Iva Ilakovac i Ivana Mišetić      | 3. decembar 2007   |
| 677              | 67                 | „Epizoda 4.67”  | Milivoj Puhlovski | Steven Ivan Zanoški, Tomislav Štefanac, Ivana Milković, Aleksandar Krištek, Milijan Ivezić, Tomislav Hrpka, Inge Privora, Alan Čubrilo, Iva Ilakovac i Ivana Mišetić      | 4. decembar 2007   |
| 678              | 68                 | „Epizoda 4.68”  | Milivoj Puhlovski | Steven Ivan Zanoški, Tomislav Štefanac, Ivana Milković, Aleksandar Krištek, Milijan Ivezić, Tomislav Hrpka, Inge Privora, Alan Čubrilo, Iva Ilakovac i Ivana Mišetić      | 5. decembar 2007   |
| 679              | 69                 | „Epizoda 4.69”  | Milivoj Puhlovski | Steven Ivan Zanoški, Tomislav Štefanac, Ivana Milković, Aleksandar Krištek, Milijan Ivezić, Tomislav Hrpka, Inge Privora, Alan Čubrilo, Iva Ilakovac i Ivana Mišetić      | 6. decembar 2007   |
| 680              | 70                 | „Epizoda 4.70”  | Milivoj Puhlovski | Steven Ivan Zanoški, Tomislav Štefanac, Ivana Milković, Aleksandar Krištek, Milijan Ivezić, Tomislav Hrpka, Inge Privora, Alan Čubrilo, Iva Ilakovac i Ivana Mišetić      | 7. decembar 2007   |
| 681              | 71                 | „Epizoda 4.71”  | Bernarda Fruk     | Steven Ivan Zanoški, Tomislav Štefanac, Ivana Milković, Aleksandar Krištek, Milijan Ivezić, Tomislav Hrpka, Inge Privora, Alan Čubrilo, Iva Ilakovac i Ivana Mišetić      | 10. decembar 2007  |
| 682              | 72                 | „Epizoda 4.72”  | Bernarda Fruk     | Steven Ivan Zanoški, Tomislav Štefanac, Ivana Milković, Aleksandar Krištek, Milijan Ivezić, Tomislav Hrpka, Inge Privora, Alan Čubrilo, Iva Ilakovac i Ivana Mišetić      | 11. decembar 2007  |
| 683              | 73                 | „Epizoda 4.73”  | Bernarda Fruk     | Steven Ivan Zanoški, Tomislav Štefanac, Ivana Milković, Aleksandar Krištek, Milijan Ivezić, Tomislav Hrpka, Inge Privora, Alan Čubrilo, Iva Ilakovac i Ivana Mišetić      | 12. decembar 2007  |
| 684              | 74                 | „Epizoda 4.74”  | Bernarda Fruk     | Steven Ivan Zanoški, Tomislav Štefanac, Ivana Milković, Aleksandar Krištek, Milijan Ivezić, Tomislav Hrpka, Inge Privora, Alan Čubrilo, Iva Ilakovac i Ivana Mišetić      | 13. decembar 2007  |
| 685              | 75                 | „Epizoda 4.75”  | Bernarda Fruk     | Steven Ivan Zanoški, Tomislav Štefanac, Ivana Milković, Aleksandar Krištek, Milijan Ivezić, Tomislav Hrpka, Inge Privora, Alan Čubrilo, Iva Ilakovac i Ivana Mišetić      | 14. decembar 2007  |
| 686              | 76                 | „Epizoda 4.76”  | Mirna Miličić     | Steven Ivan Zanoški, Tomislav Štefanac, Ivana Milković, Aleksandar Krištek, Milijan Ivezić, Tomislav Hrpka, Inge Privora, Alan Čubrilo, Iva Ilakovac i Ivana Mišetić      | 17. decembar 2007  |
| 687              | 77                 | „Epizoda 4.77”  | Mirna Miličić     | Steven Ivan Zanoški, Tomislav Štefanac, Ivana Milković, Aleksandar Krištek, Milijan Ivezić, Tomislav Hrpka, Inge Privora, Alan Čubrilo, Iva Ilakovac i Ivana Mišetić      | 18. decembar 2007  |
| 688              | 78                 | „Epizoda 4.78”  | Mirna Miličić     | Steven Ivan Zanoški, Tomislav Štefanac, Ivana Milković, Aleksandar Krištek, Milijan Ivezić, Tomislav Hrpka, Inge Privora, Alan Čubrilo, Iva Ilakovac i Ivana Mišetić      | 19. decembar 2007  |
| 689              | 79                 | „Epizoda 4.79”  | Mirna Miličić     | Steven Ivan Zanoški, Tomislav Štefanac, Ivana Milković, Aleksandar Krištek, Milijan Ivezić, Tomislav Hrpka, Inge Privora, Alan Čubrilo, Iva Ilakovac i Ivana Mišetić      | 20. decembar 2007  |
| 690              | 80                 | „Epizoda 4.80”  | Mirna Miličić     | Steven Ivan Zanoški, Tomislav Štefanac, Ivana Milković, Aleksandar Krištek, Milijan Ivezić, Tomislav Hrpka, Inge Privora, Alan Čubrilo, Iva Ilakovac i Ivana Mišetić      | 21. decembar 2007  |
| 691              | 81                 | „Epizoda 4.81”  | Siniša Bajt       | Steven Ivan Zanoški, Tomislav Štefanac, Ivana Milković, Aleksandar Krištek, Milijan Ivezić, Tomislav Hrpka, Inge Privora, Alan Čubrilo, Iva Ilakovac i Ivana Mišetić      | 31. decembar 2007  |
| 692              | 82                 | „Epizoda 4.82”  | Siniša Bajt       | Steven Ivan Zanoški, Tomislav Štefanac, Ivana Milković, Aleksandar Krištek, Milijan Ivezić, Tomislav Hrpka, Inge Privora, Alan Čubrilo, Iva Ilakovac i Ivana Mišetić      | 1. januar 2008     |
| 693              | 83                 | „Epizoda 4.83”  | Siniša Bajt       | Steven Ivan Zanoški, Tomislav Štefanac, Ivana Milković, Aleksandar Krištek, Milijan Ivezić, Tomislav Hrpka, Inge Privora, Alan Čubrilo, Iva Ilakovac i Ivana Mišetić      | 2. januar 2008     |
| 694              | 84                 | „Epizoda 4.84”  | Siniša Bajt       | Steven Ivan Zanoški, Tomislav Štefanac, Ivana Milković, Aleksandar Krištek, Milijan Ivezić, Tomislav Hrpka, Inge Privora, Alan Čubrilo, Iva Ilakovac i Ivana Mišetić      | 3. januar 2008     |
| 695              | 85                 | „Epizoda 4.85”  | Siniša Bajt       | Steven Ivan Zanoški, Tomislav Štefanac, Ivana Milković, Aleksandar Krištek, Milijan Ivezić, Tomislav Hrpka, Inge Privora, Alan Čubrilo, Iva Ilakovac i Ivana Mišetić      | 4. januar 2008     |
| 696              | 86                 | „Epizoda 4.86”  | Milivoj Puhlovski | Steven Ivan Zanoški, Tomislav Štefanac, Ivana Milković, Aleksandar Krištek, Milijan Ivezić, Tomislav Hrpka, Inge Privora, Alan Čubrilo, Iva Ilakovac i Ivana Mišetić      | 7. januar 2008     |
| 697              | 87                 | „Epizoda 4.87”  | Milivoj Puhlovski | Steven Ivan Zanoški, Tomislav Štefanac, Ivana Milković, Aleksandar Krištek, Milijan Ivezić, Tomislav Hrpka, Inge Privora, Alan Čubrilo, Iva Ilakovac i Ivana Mišetić      | 8. januar 2008     |
| 698              | 88                 | „Epizoda 4.88”  | Milivoj Puhlovski | Steven Ivan Zanoški, Tomislav Štefanac, Ivana Milković, Aleksandar Krištek, Milijan Ivezić, Tomislav Hrpka, Inge Privora, Alan Čubrilo, Iva Ilakovac i Ivana Mišetić      | 9. januar 2008     |
| 699              | 89                 | „Epizoda 4.89”  | Milivoj Puhlovski | Steven Ivan Zanoški, Tomislav Štefanac, Ivana Milković, Aleksandar Krištek, Milijan Ivezić, Tomislav Hrpka, Inge Privora, Alan Čubrilo, Iva Ilakovac i Ivana Mišetić      | 10. januar 2008    |
| 700              | 90                 | „Epizoda 4.90”  | Milivoj Puhlovski | Steven Ivan Zanoški, Tomislav Štefanac, Ivana Milković, Aleksandar Krištek, Milijan Ivezić, Tomislav Hrpka, Inge Privora, Alan Čubrilo, Iva Ilakovac i Ivana Mišetić      | 11. januar 2008    |
| 701              | 91                 | „Epizoda 4.91”  | Bernarda Fruk     | Steven Ivan Zanoški, Tomislav Štefanac, Ivana Milković, Aleksandar Krištek, Milijan Ivezić, Tomislav Hrpka, Inge Privora, Alan Čubrilo, Iva Ilakovac i Ivana Mišetić      | 14. januar 2008    |
| 702              | 92                 | „Epizoda 4.92”  | Bernarda Fruk     | Steven Ivan Zanoški, Tomislav Štefanac, Ivana Milković, Aleksandar Krištek, Milijan Ivezić, Tomislav Hrpka, Inge Privora, Alan Čubrilo, Iva Ilakovac i Ivana Mišetić      | 15. januar 2008    |
| 703              | 93                 | „Epizoda 4.93”  | Bernarda Fruk     | Steven Ivan Zanoški, Tomislav Štefanac, Ivana Milković, Aleksandar Krištek, Milijan Ivezić, Tomislav Hrpka, Inge Privora, Alan Čubrilo, Iva Ilakovac i Ivana Mišetić      | 16. januar 2008    |
| 704              | 94                 | „Epizoda 4.94”  | Bernarda Fruk     | Steven Ivan Zanoški, Tomislav Štefanac, Ivana Milković, Aleksandar Krištek, Milijan Ivezić, Tomislav Hrpka, Inge Privora, Alan Čubrilo, Iva Ilakovac i Ivana Mišetić      | 17. januar 2008    |
| 705              | 95                 | „Epizoda 4.95”  | Bernarda Fruk     | Steven Ivan Zanoški, Tomislav Štefanac, Ivana Milković, Aleksandar Krištek, Milijan Ivezić, Tomislav Hrpka, Inge Privora, Alan Čubrilo, Iva Ilakovac i Ivana Mišetić      | 18. januar 2008    |
| 706              | 96                 | „Epizoda 4.96”  | Mirna Miličić     | Steven Ivan Zanoški, Tomislav Štefanac, Ivana Milković, Aleksandar Krištek, Milijan Ivezić, Tomislav Hrpka, Inge Privora, Alan Čubrilo, Iva Ilakovac i Ivana Mišetić      | 21. januar 2008    |
| 707              | 97                 | „Epizoda 4.97”  | Mirna Miličić     | Steven Ivan Zanoški, Tomislav Štefanac, Ivana Milković, Aleksandar Krištek, Milijan Ivezić, Tomislav Hrpka, Inge Privora, Alan Čubrilo, Iva Ilakovac i Ivana Mišetić      | 22. januar 2008    |
| 708              | 98                 | „Epizoda 4.98”  | Mirna Miličić     | Steven Ivan Zanoški, Tomislav Štefanac, Ivana Milković, Aleksandar Krištek, Milijan Ivezić, Tomislav Hrpka, Inge Privora, Alan Čubrilo, Iva Ilakovac i Ivana Mišetić      | 23. januar 2008    |
| 709              | 99                 | „Epizoda 4.99”  | Mirna Miličić     | Steven Ivan Zanoški, Tomislav Štefanac, Ivana Milković, Aleksandar Krištek, Milijan Ivezić, Tomislav Hrpka, Inge Privora, Alan Čubrilo, Iva Ilakovac i Ivana Mišetić      | 24. januar 2008    |
| 710              | 100                | „Epizoda 4.100” | Mirna Miličić     | Steven Ivan Zanoški, Tomislav Štefanac, Ivana Milković, Aleksandar Krištek, Milijan Ivezić, Tomislav Hrpka, Inge Privora, Alan Čubrilo, Iva Ilakovac i Ivana Mišetić      | 25. januar 2008    |
| 711              | 101                | „Epizoda 4.101” | Mladen Đukić      | Steven Ivan Zanoški, Josie Ward, Ivana Milković, Aleksandar Krištek, Milijan Ivezić, Tomislav Hrpka, Inge Privora, Alan Čubrilo, Iva Ilakovac i Ivana Mišetić             | 26. januar 2008    |
| 712              | 102                | „Epizoda 4.102” | Mladen Đukić      | Steven Ivan Zanoški, Josie Ward, Ivana Milković, Aleksandar Krištek, Milijan Ivezić, Tomislav Hrpka, Inge Privora, Alan Čubrilo, Iva Ilakovac i Ivana Mišetić             | 29. januar 2008    |
| 713              | 103                | „Epizoda 4.103” | Mladen Đukić      | Steven Ivan Zanoški, Josie Ward, Ivana Milković, Aleksandar Krištek, Milijan Ivezić, Tomislav Hrpka, Inge Privora, Alan Čubrilo, Iva Ilakovac i Ivana Mišetić             | 30. januar 2008    |
| 714              | 104                | „Epizoda 4.104” | Mladen Đukić      | Steven Ivan Zanoški, Josie Ward, Ivana Milković, Aleksandar Krištek, Milijan Ivezić, Tomislav Hrpka, Inge Privora, Alan Čubrilo, Iva Ilakovac i Ivana Mišetić             | 31. januar 2008    |
| 715              | 105                | „Epizoda 4.105” | Mladen Đukić      | Steven Ivan Zanoški, Josie Ward, Ivana Milković, Aleksandar Krištek, Milijan Ivezić, Tomislav Hrpka, Inge Privora, Alan Čubrilo, Iva Ilakovac i Ivana Mišetić             | 1. februar 2008    |
| 716              | 106                | „Epizoda 4.106” | Milivoj Puhlovski | Steven Ivan Zanoški, Josie Ward, Ivana Milković, Aleksandar Krištek, Milijan Ivezić, Tomislav Hrpka, Inge Privora, Alan Čubrilo, Iva Ilakovac i Ivana Mišetić             | 4. februar 2008    |
| 717              | 107                | „Epizoda 4.107” | Milivoj Puhlovski | Steven Ivan Zanoški, Josie Ward, Ivana Milković, Aleksandar Krištek, Milijan Ivezić, Tomislav Hrpka, Inge Privora, Alan Čubrilo, Iva Ilakovac i Ivana Mišetić             | 5. februar 2008    |
| 718              | 108                | „Epizoda 4.108” | Milivoj Puhlovski | Steven Ivan Zanoški, Josie Ward, Ivana Milković, Aleksandar Krištek, Milijan Ivezić, Tomislav Hrpka, Inge Privora, Alan Čubrilo, Iva Ilakovac i Ivana Mišetić             | 6. februar 2008    |
| 719              | 109                | „Epizoda 4.109” | Milivoj Puhlovski | Steven Ivan Zanoški, Josie Ward, Ivana Milković, Aleksandar Krištek, Milijan Ivezić, Tomislav Hrpka, Inge Privora, Alan Čubrilo, Iva Ilakovac i Ivana Mišetić             | 7. februar 2008    |
| 720              | 110                | „Epizoda 4.110” | Milivoj Puhlovski | Steven Ivan Zanoški, Josie Ward, Ivana Milković, Aleksandar Krištek, Milijan Ivezić, Tomislav Hrpka, Inge Privora, Alan Čubrilo, Iva Ilakovac i Ivana Mišetić             | 8. februar 2008    |
| 721              | 111                | „Epizoda 4.111” | Bernarda Fruk     | Steven Ivan Zanoški, Josie Ward, Ivana Milković, Aleksandar Krištek, Ivan Kovač, Milijan Ivezić, Tomislav Hrpka, Inge Privora, Alan Čubrilo, Iva Ilakovac i Ivana Mišetić | 11. februar 2008   |
| 722              | 112                | „Epizoda 4.112” | Bernarda Fruk     | Steven Ivan Zanoški, Josie Ward, Ivana Milković, Aleksandar Krištek, Ivan Kovač, Milijan Ivezić, Tomislav Hrpka, Inge Privora, Alan Čubrilo, Iva Ilakovac i Ivana Mišetić | 12. februar 2008   |
| 723              | 113                | „Epizoda 4.113” | Bernarda Fruk     | Steven Ivan Zanoški, Josie Ward, Ivana Milković, Aleksandar Krištek, Ivan Kovač, Milijan Ivezić, Tomislav Hrpka, Inge Privora, Alan Čubrilo, Iva Ilakovac i Ivana Mišetić | 13. februar 2008   |
| 724              | 114                | „Epizoda 4.114” | Bernarda Fruk     | Steven Ivan Zanoški, Josie Ward, Ivana Milković, Aleksandar Krištek, Ivan Kovač, Milijan Ivezić, Tomislav Hrpka, Inge Privora, Alan Čubrilo, Iva Ilakovac i Ivana Mišetić | 14. februar 2008   |
| 725              | 115                | „Epizoda 4.115” | Bernarda Fruk     | Steven Ivan Zanoški, Josie Ward, Ivana Milković, Aleksandar Krištek, Ivan Kovač, Milijan Ivezić, Tomislav Hrpka, Inge Privora, Alan Čubrilo, Iva Ilakovac i Ivana Mišetić | 15. februar 2008   |
| 726              | 116                | „Epizoda 4.116” | Mirna Miličić     | Steven Ivan Zanoški, Josie Ward, Ivana Milković, Aleksandar Krištek, Ivan Kovač, Milijan Ivezić, Tomislav Hrpka, Inge Privora, Alan Čubrilo, Iva Ilakovac i Ivana Mišetić | 18. februar 2008   |
| 727              | 117                | „Epizoda 4.117” | Mirna Miličić     | Steven Ivan Zanoški, Josie Ward, Ivana Milković, Aleksandar Krištek, Ivan Kovač, Milijan Ivezić, Tomislav Hrpka, Inge Privora, Alan Čubrilo, Iva Ilakovac i Ivana Mišetić | 19. februar 2008   |
| 728              | 118                | „Epizoda 4.118” | Mirna Miličić     | Steven Ivan Zanoški, Josie Ward, Ivana Milković, Aleksandar Krištek, Ivan Kovač, Milijan Ivezić, Tomislav Hrpka, Inge Privora, Alan Čubrilo, Iva Ilakovac i Ivana Mišetić | 20. februar 2008   |
| 729              | 119                | „Epizoda 4.119” | Mirna Miličić     | Steven Ivan Zanoški, Josie Ward, Ivana Milković, Aleksandar Krištek, Ivan Kovač, Milijan Ivezić, Tomislav Hrpka, Inge Privora, Alan Čubrilo, Iva Ilakovac i Ivana Mišetić | 21. februar 2008   |
| 730              | 120                | „Epizoda 4.120” | Mirna Miličić     | Steven Ivan Zanoški, Josie Ward, Ivana Milković, Aleksandar Krištek, Ivan Kovač, Milijan Ivezić, Tomislav Hrpka, Inge Privora, Alan Čubrilo, Iva Ilakovac i Ivana Mišetić | 22. februar 2008   |
| 731              | 121                | „Epizoda 4.121” | Mladen Đukić      | Steven Ivan Zanoški, Josie Ward, Ivana Milković, Aleksandar Krištek, Ivan Kovač, Milijan Ivezić, Tomislav Hrpka, Inge Privora, Alan Čubrilo, Iva Ilakovac i Ivana Mišetić | 25. februar 2008   |
| 732              | 122                | „Epizoda 4.122” | Mladen Đukić      | Steven Ivan Zanoški, Josie Ward, Ivana Milković, Aleksandar Krištek, Ivan Kovač, Milijan Ivezić, Tomislav Hrpka, Inge Privora, Alan Čubrilo, Iva Ilakovac i Ivana Mišetić | 26. februar 2008   |
| 733              | 123                | „Epizoda 4.123” | Mladen Đukić      | Steven Ivan Zanoški, Josie Ward, Ivana Milković, Aleksandar Krištek, Ivan Kovač, Milijan Ivezić, Tomislav Hrpka, Inge Privora, Alan Čubrilo, Iva Ilakovac i Ivana Mišetić | 27. februar 2008   |
| 734              | 124                | „Epizoda 4.124” | Mladen Đukić      | Steven Ivan Zanoški, Josie Ward, Ivana Milković, Aleksandar Krištek, Ivan Kovač, Milijan Ivezić, Tomislav Hrpka, Inge Privora, Alan Čubrilo, Iva Ilakovac i Ivana Mišetić | 28. februar 2008   |
| 735              | 125                | „Epizoda 4.125” | Mladen Đukić      | Steven Ivan Zanoški, Josie Ward, Ivana Milković, Aleksandar Krištek, Ivan Kovač, Milijan Ivezić, Tomislav Hrpka, Inge Privora, Alan Čubrilo, Iva Ilakovac i Ivana Mišetić | 29. februar 2008   |
| 736              | 126                | „Epizoda 4.126” | Milivoj Puhlovski | Josie Ward, Ivana Milković, Aleksandar Krištek, Ivan Kovač, Milijan Ivezić, Tomislav Hrpka, Inge Privora, Alan Čubrilo, Iva Ilakovac i Ivana Mišetić                      | 3. mart 2008       |
| 737              | 127                | „Epizoda 4.127” | Milivoj Puhlovski | Josie Ward, Ivana Milković, Aleksandar Krištek, Ivan Kovač, Milijan Ivezić, Tomislav Hrpka, Inge Privora, Alan Čubrilo, Iva Ilakovac i Ivana Mišetić                      | 4. mart 2008       |
| 738              | 128                | „Epizoda 4.128” | Milivoj Puhlovski | Josie Ward, Ivana Milković, Aleksandar Krištek, Ivan Kovač, Milijan Ivezić, Tomislav Hrpka, Inge Privora, Alan Čubrilo, Iva Ilakovac i Ivana Mišetić                      | 4. mart 2008       |
| 739              | 129                | „Epizoda 4.129” | Milivoj Puhlovski | Josie Ward, Ivana Milković, Aleksandar Krištek, Ivan Kovač, Milijan Ivezić, Tomislav Hrpka, Inge Privora, Alan Čubrilo, Iva Ilakovac i Ivana Mišetić                      | 5. mart 2008       |
| 740              | 130                | „Epizoda 4.130” | Milivoj Puhlovski | Josie Ward, Ivana Milković, Aleksandar Krištek, Ivan Kovač, Milijan Ivezić, Tomislav Hrpka, Inge Privora, Alan Čubrilo, Iva Ilakovac i Ivana Mišetić                      | 6. mart 2008       |
| 741              | 131                | „Epizoda 4.131” | Bernarda Fruk     | Josie Ward, Ivana Milković, Aleksandar Krištek, Ivan Kovač, Milijan Ivezić, Tomislav Hrpka, Inge Privora, Alan Čubrilo, Iva Ilakovac i Ivana Mišetić                      | 10. mart 2008      |
| 742              | 132                | „Epizoda 4.132” | Bernarda Fruk     | Josie Ward, Ivana Milković, Aleksandar Krištek, Ivan Kovač, Milijan Ivezić, Tomislav Hrpka, Inge Privora, Alan Čubrilo, Iva Ilakovac i Ivana Mišetić                      | 11. mart 2008      |
| 743              | 133                | „Epizoda 4.133” | Bernarda Fruk     | Josie Ward, Ivana Milković, Aleksandar Krištek, Ivan Kovač, Milijan Ivezić, Tomislav Hrpka, Inge Privora, Alan Čubrilo, Iva Ilakovac i Ivana Mišetić                      | 12. mart 2008      |
| 744              | 134                | „Epizoda 4.134” | Bernarda Fruk     | Josie Ward, Ivana Milković, Aleksandar Krištek, Ivan Kovač, Milijan Ivezić, Tomislav Hrpka, Inge Privora, Alan Čubrilo, Iva Ilakovac i Ivana Mišetić                      | 13. mart 2008      |
| 745              | 135                | „Epizoda 4.135” | Bernarda Fruk     | Josie Ward, Ivana Milković, Aleksandar Krištek, Ivan Kovač, Milijan Ivezić, Tomislav Hrpka, Inge Privora, Alan Čubrilo, Iva Ilakovac i Ivana Mišetić                      | 14. mart 2008      |
| 746              | 136                | „Epizoda 4.136” | Mirna Miličić     | Ivana Milković, Aleksandar Krištek, Ivan Kovač, Milijan Ivezić, Tomislav Hrpka, Inge Privora, Alan Čubrilo, Iva Ilakovac i Ivana Mišetić                                  | 17. mart 2008      |
| 747              | 137                | „Epizoda 4.137” | Mirna Miličić     | Ivana Milković, Aleksandar Krištek, Ivan Kovač, Milijan Ivezić, Tomislav Hrpka, Inge Privora, Alan Čubrilo, Iva Ilakovac i Ivana Mišetić                                  | 18. mart 2008      |
| 748              | 138                | „Epizoda 4.138” | Mirna Miličić     | Ivana Milković, Aleksandar Krištek, Ivan Kovač, Milijan Ivezić, Tomislav Hrpka, Inge Privora, Alan Čubrilo, Iva Ilakovac i Ivana Mišetić                                  | 19. mart 2008      |
| 749              | 139                | „Epizoda 4.139” | Mirna Miličić     | Ivana Milković, Aleksandar Krištek, Ivan Kovač, Milijan Ivezić, Tomislav Hrpka, Inge Privora, Alan Čubrilo, Iva Ilakovac i Ivana Mišetić                                  | 20. mart 2008      |
| 750              | 140                | „Epizoda 4.140” | Mirna Miličić     | Ivana Milković, Aleksandar Krištek, Ivan Kovač, Milijan Ivezić, Tomislav Hrpka, Inge Privora, Alan Čubrilo, Iva Ilakovac i Ivana Mišetić                                  | 21. mart 2008      |
| 751              | 141                | „Epizoda 4.141” | Mladen Đukić      | Ivana Milković, Aleksandar Krištek, Ivan Kovač, Milijan Ivezić, Tomislav Hrpka, Inge Privora, Alan Čubrilo, Iva Ilakovac i Ivana Mišetić                                  | 24. mart 2008      |
| 752              | 142                | „Epizoda 4.142” | Mladen Đukić      | Ivana Milković, Aleksandar Krištek, Ivan Kovač, Milijan Ivezić, Tomislav Hrpka, Inge Privora, Alan Čubrilo, Iva Ilakovac i Ivana Mišetić                                  | 25. mart 2008      |
| 753              | 143                | „Epizoda 4.143” | Mladen Đukić      | Ivana Milković, Aleksandar Krištek, Ivan Kovač, Milijan Ivezić, Tomislav Hrpka, Inge Privora, Alan Čubrilo, Iva Ilakovac i Ivana Mišetić                                  | 26. mart 2008      |
| 754              | 144                | „Epizoda 4.144” | Mladen Đukić      | Ivana Milković, Aleksandar Krištek, Ivan Kovač, Milijan Ivezić, Tomislav Hrpka, Inge Privora, Alan Čubrilo, Iva Ilakovac i Ivana Mišetić                                  | 27. mart 2008      |
| 755              | 145                | „Epizoda 4.145” | Mladen Đukić      | Ivana Milković, Aleksandar Krištek, Ivan Kovač, Milijan Ivezić, Tomislav Hrpka, Inge Privora, Alan Čubrilo, Iva Ilakovac i Ivana Mišetić                                  | 28. mart 2008      |
| 756              | 146                | „Epizoda 4.146” | Dario Juričan     | Ivana Milković, Aleksandar Krištek, Ivan Kovač, Milijan Ivezić, Tomislav Hrpka, Inge Privora, Alan Čubrilo i Ivana Mišetić                                                | 31. mart 2008      |
| 757              | 147                | „Epizoda 4.147” | Dario Juričan     | Ivana Milković, Aleksandar Krištek, Ivan Kovač, Milijan Ivezić, Tomislav Hrpka, Inge Privora, Alan Čubrilo i Ivana Mišetić                                                | 1. april 2008      |
| 758              | 148                | „Epizoda 4.148” | Dario Juričan     | Ivana Milković, Aleksandar Krištek, Ivan Kovač, Milijan Ivezić, Tomislav Hrpka, Inge Privora, Alan Čubrilo i Ivana Mišetić                                                | 2. april 2008      |
| 759              | 149                | „Epizoda 4.149” | Dario Juričan     | Ivana Milković, Aleksandar Krištek, Ivan Kovač, Milijan Ivezić, Tomislav Hrpka, Inge Privora, Alan Čubrilo i Ivana Mišetić                                                | 3. april 2008      |

### Sezona 5 (2009)
Zabranjena ljubav (5. sezona)